# 東京大学の人物一覧
東京大学の人物一覧（とうきょうだいがくのじんぶついちらん）は、東京大学に関係する（元・現教職員、卒業生、修了生など）人物の一覧。
数多くの卒業生・関係者が存在するためウィキペディア日本語版内に既に記事が存在する人物のみを記載する（創立者・総長・名誉教授・公職者などは除く）。

## 歴代総長
| 代 | 歴代総長     | 専門分野          | 就任年月               | 備考 |
| -- | ------------ | ----------------- | ---------------------- | --- |
| -  | 加藤弘之     | 政治学            | 1877年（明治10年）4月  | （旧東京大学法文理3学部綜理） |
| -  | 池田謙斎     | 医学              | 1877年（明治10年）4月  | （旧東京大学医学部綜理） |
| -  | 服部一三     | 法学              | 1880年（明治13年）6月  | （旧東京大学法文理3学部綜理） |
| -  | 加藤弘之     | 政治学            | 1881年（明治14年）7月  | 東京大学職制の制定により総理職設置 |
| -  | 外山正一     | 社会学            | 1886年（明治19年）1月  | 明治19年1月、総理事務取扱。明治19年3月、総長事務取扱。 |
| 1  | 渡邊洪基     |                   | 1886年（明治19年）3月  | 慶應義塾卒業、元老院議官、元老院副議長、東京府知事を経て初代帝国大学総長に就任。 |
| 2  | 加藤弘之     | 政治学            | 1890年（明治23年）5月  | |
| 3  | 濱尾新       |                   | 1893年（明治26年）3月  | 慶應義塾卒業、旧東京大学法理文3学部綜理補、東京美術学校校長事務取扱、貴族院議員を経て帝国大学第3代総長に就任。在任中の1897年（明治30年）6月に帝国大学は東京帝国大学に改称。のち再任。 |
| 4  | 外山正一     | 社会学            | 1897年（明治30年）11月 | |
| 5  | 菊池大麓     | 数学              | 1898年（明治31年）5月  | のち第18代文部大臣（1901年-1903年）、理化学研究所初代所長（1917年）。 |
| 6  | 山川健次郎   | 物理学            | 1901年（明治34年）6月  | 1905年、戸水事件で辞任。九州帝国大学初代総長を経て1913年（大正2年）に東大総長に再任。                                                                                                 |
| 7  | 松井直吉     | 化学              | 1905年（明治38年）12月 | 13日で辞任。帝国大学農科大学学長を兼任。 |
| 8  | 濱尾新       |                   | 1905年（明治38年）12月 | 再任。 |
| -  | 櫻井錠二     | 化学              | 1912年（大正元年）8月  | 総長事務取扱 |
| 9  | 山川健次郎   | 物理学            | 1913年（大正02年）5月  | 再任。 |
| 10 | 古在由直     | 農芸化学          | 1920年（大正09年）9月  | |
| 11 | 小野塚喜平次 | 政治学            | 1928年（昭和03年）12月 | |
| 12 | 長與又郎     | 病理学            | 1934年（昭和09年）12月 | 慶應義塾幼稚舎卒業 |
| -  | 佐藤寛次     | 農学              | 1938年（昭和13年）11月 | 前総長辞任後、平賀譲総長就任まで総長事務取扱 |
| 13 | 平賀譲       | 船舶工学          | 1938年（昭和13年）12月 | |
| -  | 寺澤寛一     | 理論物理学        | 1943年（昭和18年）2月  | 総長事務取扱 |
| 14 | 内田祥三     | 建築学            | 1943年（昭和18年）3月  | 安田講堂（1925年竣工）の設計者。 |
| 15 | 南原繁       | 政治学            | 1945年（昭和20年）12月 | 内務官僚を経て1921年東京帝国大学法学部助教授、1925年同教授。1945年同法学部長。 |
| 16 | 矢内原忠雄   | 経済学 植民政策学 | 1951年（昭和26年）12月 | 在任中の1952年に東大ポポロ事件。 |
| 17 | 茅誠司       | 物理学            | 1957年（昭和32年）12月 | 東北帝国大学卒業。 |
| 18 | 大河内一男   | 経済学            | 1963年（昭和38年）12月 | 東大紛争で全学部長・評議員とともに辞任。 |
| -  | 加藤一郎     | 法学              | 1968年（昭和43年）11月 | 大河内総長辞任に伴い総長事務取扱（代行）に就任。 |
| 19 | 加藤一郎     | 法学              | 1969年（昭和44年）4月  | 3月23日総長選挙で第19代総長に選出。 |
| 20 | 林健太郎     | 歴史学            | 1973年（昭和48年）4月  | 近代ドイツ史学者。文学部長を経て総長。総長退任後に参議院議員（1期） |
| 21 | 向坊隆       | 電気化学          | 1977年（昭和52年）4月  | 工学部長を経て総長。のち日本原子力産業会議会長（1992年-2000年） |
| 22 | 平野龍一     | 法学              | 1981年（昭和56年）4月  | |
| 23 | 森亘         | 病理学            | 1985年（昭和60年）4月  | |
| 24 | 有馬朗人     | 原子核物理学      | 1989年（平成元年）4月  | のち参議院議員・第125代文部大臣・第58代科学技術庁長官（小渕内閣・小渕第1次改造内閣）                                                                                                  |
| 25 | 吉川弘之     | 工学              | 1993年（平成05年）4月  | のち放送大学学長（1998年）。産業技術総合研究所理事長（2001年。2009年最高顧問）。皇室典範に関する有識者会議座長（2005年、小泉内閣）。                                                  |
| 26 | 蓮實重彦     | フランス文学      | 1997年（平成09年）4月  | 教養学部長・副学長を経て総長。のち国立大学協会会長。 |
| 27 | 佐々木毅     | 政治学            | 2001年（平成13年）4月  | 法学部長を経て総長。 |
| 28 | 小宮山宏     | 工学              | 2005年（平成17年）4月  | 工学部長・副学長を経て総長。のち国家戦略室政策参与（2009年、鳩山内閣）。 |
| 29 | 濱田純一     | 法学              | 2009年（平成21年）4月  | |
| 30 | 五神真       | 物理学            | 2015年（平成27年）4月  | |
| 31 | 藤井輝夫     | 工学              | 2021年（令和03年）4月  | |

## 「東京大学特別栄誉教授」の称号を授与された者
- 安藤忠雄 - 元工学系研究科教授（建築家）[6]
- 梶田隆章 - 宇宙線研究所所長（ノーベル物理学賞受賞者）
- 小柴昌俊 - 元理学部教授（ノーベル物理学賞受賞者）[6]
- 戸塚洋二 - 元宇宙線研究所附属神岡宇宙素粒子研究施設教授[6]
- 藤嶋昭 - 元工学系研究科教授（化学者）[6]
- 大隅良典 - 元教養学部部長（ノーベル生理学・医学賞受賞者）

## 教職員
ウィキペディア日本語版には数多くの該当者が存在するため、現職の専任教員に限る。名誉教授や客員・特任教員は含まない（ただし、役職者を除く）。

### 法学政治学研究科

#### 総合法政専攻
- 飯田敬輔（教授、国際政治経済論）
- 五百旗頭薫（教授、日本政治外交史）
- 大串和雄（教授、比較政治学）
- 大澤裕（教授、刑事訴訟法）
- 加毛明（教授、民法）
- 金井利之（教授、都市行政学）
- 苅部直（教授、日本政治思想史）
- 加藤淳子（教授、政治行動分析）
- 川出良枝（教授、西洋政治思想史）
- 久保文明（教授、アメリカ政治外交史）
- 後藤元（教授、商法）
- 田村善之（教授、知的財産法）
- 谷口将紀（教授、日本政治分析）
- 寺谷広司（教授、国際法）
- 中山洋平（教授、ヨーロッパ政治史）
- 新田一郎（教授、日本法制史）
- 菱田雄郷（教授、民事訴訟法）
- 平田彩子（准教授、法社会学）
- 平野聡（教授、アジア政治外交史）
- 藤原帰一（教授、国際政治学）
- 松里公孝（教授、ロシア史）
- 山本隆司（教授、行政法）

#### 法曹養成専攻（法科大学院）
- 荒木尚志（教授、労働法）
- 石川健治（教授、憲法）
- 大渕哲也（教授、知的財産法）
- 川出敏裕（教授、刑事訴訟法）
- 神作裕之（教授、商法）
- 佐伯仁志（教授、刑法）
- 白石忠志（教授、経済法）
- 宍戸常寿（教授、憲法）
- 高田裕成（教授、民事訴訟法）
- 瀧川裕英（教授、法哲学）
- 中里実（教授、租税法）
- 中谷和弘（教授、国際法）
- 藤田友敬（教授、商法）
- 橋爪隆（教授、刑法）
- 樋口亮介（教授、刑法）
- 松下淳一（教授、倒産法）
- 森田宏樹（教授、民法）
- 森田修（教授、民法）
- 山川隆一（教授、労働法）
- 和田俊憲（教授、刑法）

### 医学系研究科
- 岩坪威（教授、神経病理学）
- 上田泰己（教授、システム生物学）
- 梅﨑昌裕（教授、人類生態学）
- 大江和彦（教授、医療情報学）
- 岡田康志（教授、細胞生物学）
- 木内貴弘（教授、ヘルスコミュニケーション学）
- 高柳広（教授、骨免疫学）
- 竹田誠（教授、微生物学）
- 谷口怜（准教授、人獣共通感染症学）
- 中川恵一（准教授、放射線治療学）
- 橋爪真弘（教授、国際保健学）
- 水島昇（教授、分子生物学）
- モイ・メンリン（教授、ウイルス学）
- 山内敏正（教授、代謝学）

### 工学系研究科
- 相田卓三（教授、高分子化学）
- 浅見泰司（教授、都市住宅学）
- 海野聡（准教授、建築史）
- 大久保達也（教授、化学工学）
- 大澤幸生（教授、知識工学）
- 大月敏雄（教授、建築学）
- 春日郁朗（准教授、環境微生物工学）
- 加藤耕一（教授、建築史）
- 坂田一郎（教授、イノベーション政策）
- 佐藤光三（教授、資源システム学）
- 染谷隆夫（教授、電気電子工学）
- 竹内健（教授、電気電子工学）
- 津江光洋（教授、航空宇宙工学）
- 土屋武司（教授、航空宇宙工学）
- 千葉学（教授、建築学）
- 十倉好紀（卓越教授、物性物理学）
- 鳥海不二夫（准教授、計算社会科学）
- 沼田宗純（准教授、防災プロセス工学）
- 野崎京子（教授、有機合成化学）
- 平手小太郎（教授、建築環境学）
- 藤田誠（卓越教授、有機化学）
- 古米弘明（教授、都市環境工学）
- 松尾豊（教授、人工知能）
- 宮城俊作（教授、都市デザイン）
- 横張真（教授、緑地環境計画学）

### 人文社会系研究科

#### 基礎文化研究専攻
- 秋山聰（教授、西洋美術史）
- 小田部胤久（教授、美学）
- 熊野純彦（教授、哲学）
- 佐藤康宏（教授、日本近世美術史）
- 設楽博己（教授、日本考古学）
- 鈴木泉（教授、哲学）
- 西村義樹（教授、言語学）
- 藤原聖子（教授、宗教学）
- 古田徹也（准教授、倫理学）
- 三浦俊彦（教授、美学）
- 吉田寛（准教授、表象文化論）
- 頼住光子（教授、日本倫理思想史）

#### 日本文化研究専攻
- 安藤宏（教授、日本近代文学）
- 大津透（教授、日本古代史）
- 加藤陽子（教授、日本近代史）
- 佐藤至子（准教授、日本文学）
- 高木和子（教授、日本文学）
- 高橋典幸（准教授、日本中世史）
- 肥爪周二（教授、日本語学）
- 牧原成征（准教授、日本近世史）

#### アジア文化研究専攻
- 大西克也（教授、中国語学）
- 菊地達也（准教授、イスラーム思想史）
- 齋藤希史（教授、中国古典文学）
- 鈴木将久（教授、中国文学）
- 蓑輪顕量（教授、インド哲学）
- 吉澤誠一郎（教授、中国近代史）

#### 欧米系文化研究専攻
- 阿部公彦（教授、英文学）
- 阿部賢一（准教授、チェコ文学）
- 浦一章（教授、南欧文学）
- 後藤和彦（教授、アメリカ文学）
- 塩塚秀一郎（准教授、フランス文学）
- シュテファン・ケプラー＝タサキ（准教授、ドイツ文学）
- 諏訪部浩一（准教授、アメリカ文学）
- 高山博（教授、西洋史）
- 塚本昌則（教授、フランス文学）

#### 社会文化研究専攻
- 赤川学（教授、セクシュアリティ論）
- 亀田達也（教授、社会心理学）
- 唐沢かおり（教授、社会心理学）
- 佐藤健二（教授、歴史社会学・メディア論）
- 白波瀬佐和子（教授、階層論・格差論）
- 祐成保志（准教授、コミュニティと住まいの社会学）
- 出口剛司（准教授、理論社会学）

#### 文化資源学研究専攻
- 小林真理（教授、文化経営学）

#### 韓国朝鮮文化研究専攻
- 福井玲（教授、韓国語学）
- 六反田豊（教授、朝鮮中世・近世史）

#### 附属機関
- 大向一輝（附属次世代人文学開発センター 准教授、情報工学）
- 下田正弘（附属次世代人文学開発センター 教授、インド哲学）
- 堀江宗正（附属死生学・応用倫理センター 准教授、死生学）

### 理学系研究科
- 相原博昭（教授、高エネルギー物理学）
- 浅井祥仁（教授、素粒子実験）
- 小形正男（教授、物性理論）
- 大越慎一（教授、物理化学）
- 小澤岳昌（教授、分析化学）
- 合田圭介（教授、光科学）
- 小林修（教授、有機合成化学）
- 塩谷光彦（教授、生物無機化学）
- 嶋作一大（准教授、銀河天文学）
- 菅裕明（教授、生物有機化学）
- 橘省吾（教授、宇宙化学）
- 戸谷友則（教授、宇宙物理学）
- 長谷川哲也（教授、固体化学）
- 古澤力（教授、生物物理学）
- 山内薫（教授、物理化学）

#### 附属機関
- 川北篤（附属植物園〈本園〉 教授、植物生態学）

### 農学生命科学研究科
- 稲山正弘（教授、木質科学）
- 岸野洋久（教授、分子生物学）
- 東原和成（教授、生物化学）
- 松本武祝（教授、農業経済学）
- 溝口勝（教授、農業情報工学）
- 宮下直（教授、生物多様性）

### 経済学研究科

#### 経済専攻
- 市村英彦（教授、計量経済学）
- 岡崎哲二（教授、日本経済史）
- 神取道宏（特別教授、ミクロ経済学）
- 澤田康幸（教授、開発経済学）
- 谷本雅之（教授、近代日本経済史）
- 福田慎一（教授、金融・マクロ経済学）
- 松島斉（教授、ゲーム理論）
- 松井彰彦（教授、ゲーム理論・情報の経済学）
- 柳川範之（教授、金融工学）

#### マネジメント専攻
- 大日方隆（教授、会計学）
- 粕谷誠（教授、経営史）
- 新宅純二郎（教授、経営学）
- 首藤昭信（准教授、会計学）
- 高橋伸夫（教授、経営学）
- 藤本隆宏（教授、経営管理）

### 総合文化研究科

#### 言語情報科学専攻
- 石原あえか（教授、ドイツ文学）
- 大石和欣（教授、イギリス文学）
- 品田悦一（教授、古代日本文学）
- 武田将明（教授、イギリス文学）
- 田尻芳樹（教授、英文学）
- 月脚達彦（教授、朝鮮史）
- 星埜守之（教授、フランス文学）
- 松村剛（教授、フランス文学）
- 三ツ井崇（教授、朝鮮史）
- 渡邊淳也（教授、言語学）

#### 超域文化科学専攻
- 今橋映子（教授、比較文学・比較文化）
- 岩本通弥（教授、現代民俗学）
- 河合祥一郎（教授、英文学）
- 桑田光平（准教授、フランス文学）
- 國分功一郎（准教授、現代フランス哲学）
- 田中純（教授、近現代視覚文化史）
- 長木誠司（教授、音楽学）
- 三浦篤（教授、美術史）

#### 地域文化研究専攻
- 網野徹哉（教授、アンデス社会史）
- 石田勇治（教授、ドイツ近代史）
- 河合祥一郎（教授、アメリカ文学）
- 木宮正史（教授、韓国政治外交論）
- 杉田英明（教授、イスラーム文学・美術）
- 杉山清彦（准教授、東洋史）
- 竹峰義和（准教授、映像文化論）
- 田原史起（准教授、農村社会学）
- 長谷川まゆ帆（教授、フランス近世史）
- 原和之（教授、精神分析）
- 森井裕一（教授、EU・ドイツ政治）
- 森山工（教授、フランス語圏文化論）
- 安岡治子（教授、ロシア文学）
- 山口輝臣（准教授、日本近代史）

#### 国際社会科学専攻
- 阿古智子（教授、社会学・中国研究）
- 市野川容孝（教授、医療社会学・生命倫理学）
- 井上彰（准教授、政治哲学）
- 受田宏之（教授、開発経済学）
- 内山融（教授、日本政治学）
- 鹿毛利枝子（教授、比較政治学）
- 川島真（教授、中国近代外交史）
- 後藤春美（教授、国際関係史）
- 酒井哲哉（教授、日本政治外交史）
- 佐藤俊樹（教授、比較社会学・日本社会論）
- 鍾非（准教授、応用経済学）
- 山本芳久（教授、西洋中世哲学）

#### 広域科学専攻
- 池上高志（教授、情報工学）
- 石原孝二（准教授、科学技術哲学）
- 岡ノ谷一夫（教授、認知科学）
- 鎌倉夏来（准教授、広域システム科学）
- 中澤公孝（教授、運動生理学）
- 八田秀雄（教授、運動生理学）
- 長谷川宗良（准教授、物理化学）
- 深代千之（教授、スポーツ・バイオメカニクス）
- 藤垣裕子（教授、科学技術社会論）

#### 附属機関
- 瀬地山角（附属グローバル地域研究機構 教授、ジェンダー論）
- 西崎文子（附属グローバル地域研究機構 教授、アメリカ政治外交史）

### 教育学研究科
- 秋田喜代美（教授、授業研究）
- 遠藤利彦（教授、発達心理学）
- 小国喜弘（教授、教育史）
- 片山勝茂（准教授、教育人間学）
- 小玉重夫（教授、教育人間学）
- 斎藤兆史（教授、言語教育）
- 下山晴彦（教授、発達臨床心理学）
- 田中智志（教授、教育臨床学）
- 恒吉僚子（教授、比較教育学）
- 中村高康（教授、比較教育システム論）
- 仁平典宏（准教授、教育社会学）
- 能智正博（教授、臨床心理カリキュラム論）
- 橋本鉱市（教授、高等教育論）
- 本田由紀（教授、教育社会学）
- 牧野篤（教授、生涯学習論）

### 薬学系研究科
- 池谷裕二（教授、薬理学）
- 井上将行（教授、天然物合成化学）

### 数理科学研究科
- 河東泰之（教授、作用素環論）
- 小林俊行（教授、表現論）
- 斎藤毅（教授、整数論的代数幾何）
- 齊藤宣一（教授、数値解析）
- 辻雄（教授、数論幾何）
- 平地健吾（教授、放物型幾何学）
- 吉田朋広（教授、確率論）

### 新領域創成科学研究科
- 岡部明子（教授、建築学）
- 佐々木裕次（教授、計測科学）
- 佐藤淳（准教授、建築学）
- 杉山将（教授、情報科学）
- 武田展雄（教授、航空宇宙工学、材料力学）
- 出口敦（教授、空間計画）

### 情報理工学系研究科
- 坂井修一（教授、計算機システム） - 歌人、第44回迢空賞受賞
- 中村仁彦（教授、ロボット工学）
- 鈴村豊太郎（教授、情報科学）

### 情報学環
- 伊東乾（准教授、作曲・指揮） - 作曲家
- 大島まり（教授、医用生体工学）
- 北田暁大（教授、メディア論）
- 佐倉統（教授、進化生態情報学）
- 廣野喜幸（教授、化学技術史）
- 水越伸（教授、メディア論）
- 矢口祐人（教授、アメリカ文化史）
- 吉見俊哉（教授、メディア論）
- 暦本純一（教授、ヒューマンインタフェース）
- 渡邉英徳（教授、情報デザイン）

### 公共政策学連携研究部
- 青井千由紀（教授、国際政治学）
- 大橋弘（教授、経済政策）
- 川口大司（教授、労働経済学）
- 城山英明（教授、行政学）
- 鈴木寛（教授、情報社会学） - 元文部科学副大臣
- 高原明生（教授、中国政治）

### 地震研究所
- 川勝均（教授、地震学）
- 纐纈一起（教授、応用地震学）

### 東洋文化研究所
- 大木康（教授、中国文学）
- 黒田明伸（教授、中国経済史）
- 園田茂人（教授、中国社会論）
- 高橋昭雄（教授、経済発展論）
- 中島隆博（教授、東洋哲学）
- 馬場紀寿（教授、仏教学）
- 平㔟隆郎（教授、中国古代史）
- 桝屋友子（教授、イスラーム美術史）
- 松田康博（教授、アジア政治外交史）
- 安冨歩（教授、社会生態学）

### 社会科学研究所
- 宇野重規（教授、政治哲学）
- 玄田有史（教授、労働経済学）
- 佐藤岩夫（教授、法社会学）
- 中林真幸（教授、経営史）
- 中村尚史（教授、日本経済史）
- 林知更（教授、憲法学・国法学）
- 平島健司（教授、比較政治学）
- 水町勇一郎（教授、労働法）

### 生産技術研究所
- 今井公太郎（教授、空間システム工学）
- 川勝英樹（教授、ナノメカニクス）
- 川添善行（准教授、建築設計学）
- 喜連川優（教授、データ工学）
- 河野崇（教授、神経模倣システム）
- 松浦幹太（教授、情報セキュリティ）
- 目黒公郎（教授、都市震災軽減工学）

### 史料編纂所
- 遠藤基郎（教授、日本中世史）
- 久留島典子（教授、日本中世史）
- 保谷徹（教授、日本近世史）
- 本郷和人（教授、日本中世史）
- 本郷恵子（教授、日本中世史）
- 松方冬子（准教授、日本近世史）

### 定量生命科学研究所
- 豊島近（教授、構造生物学）

### 宇宙線研究所
- 大内正己（教授、初期宇宙観測）
- 中畑雅行（教授、宇宙線物理学）
- 三代木伸二（准教授、重力波物理学）

### 大気海洋研究所
- 道田豊（教授、海洋物理学）

### 先端科学技術研究センター
- 池内恵（教授、イスラム政治思想）
- 稲見昌彦（教授、人間拡張工学）
- 神崎亮平（教授、神経行動学）
- 熊谷晋一郎（教授、当事者研究）
- 小泉秀樹（教授、コミュニティデザイン）
- 鈴木俊貴（准教授、動物言語学）
- 田中久美子（教授、計算言語学）
- 玉井克哉（教授、知的財産法）
- 中村泰信（教授、量子力学）
- 西成活裕（教授、数理物理学）
- 福島智（教授、障害学）
- 牧原出（教授、行政学）

#### カブリ数物連携宇宙研究機構
- 大栗博司（機構長、素粒子物理学）
- 立川裕二（教授、素粒子物理学）
- 中島啓（教授、複素幾何学）
- 村山斉（特別教授、素粒子理論）
- 横山広美（教授、科学技術社会論）

#### 高齢社会総合研究機構
- 飯島勝矢（教授、老年医学）

#### 産学協創推進本部
- 各務茂夫（教授、コーポレートガバナンス）

#### 新世代感染症センター
- 石井健（教授、免疫学）
- 一戸猛志（准教授、ウイルス学）
- 井元清哉（教授、統計学）
- 河岡義裕（センター長、ウイルス学）
- 佐藤佳（教授、ウイルス学）
- 中西真（教授、分子腫瘍学）
- 古瀬祐気（教授、微生物学）
- 三宅健介（教授、免疫学）
- 武藤香織（教授、保健学）

#### 総合研究博物館
- 遠藤秀紀（教授、遺体科学）
- 海部陽介（教授、人類進化学）

#### 空間情報科学研究センター
- 小口高（教授、地形学）

#### 素粒子物理国際研究センター
- 森俊則（教授、素粒子実験）

#### 未来ビジョン研究センター
- 沖大幹（教授、水文学）
- 高村ゆかり（教授、環境法）
- 橋本和仁（教授、物理化学）
- 福士謙介（教授、環境工学）
- 渡部俊也（教授、技術経営）

## 出身者

### 皇室
- 皇后雅子 （小和田雅子）（皇族、皇后）1986年（昭和61年）法学部に外部学士入学。

### 政治

#### 内閣総理大臣経験者
- 加藤高明（第24代内閣総理大臣）
- 若槻禮次郎（第25・28代内閣総理大臣）
- 濱口雄幸（第27代内閣総理大臣）
- 広田弘毅（第32代内閣総理大臣）
- 平沼騏一郎（第35代内閣総理大臣）
- 幣原喜重郎（第44代内閣総理大臣、第40代衆議院議長）
- 吉田茂（第45・48~51代内閣総理大臣）
- 片山哲（第46代内閣総理大臣）
- 芦田均（第47代内閣総理大臣）
- 鳩山一郎（第52~54代内閣総理大臣、鳩山由紀夫の祖父）
- 岸信介（第56・57代内閣総理大臣）
- 佐藤栄作（第61~63代内閣総理大臣、ノーベル平和賞受賞者）
- 福田赳夫（第67代内閣総理大臣）
- 中曽根康弘（第71~73代内閣総理大臣）
- 宮澤喜一（第78代内閣総理大臣）
- 鳩山由紀夫（第93代内閣総理大臣、鳩山一郎の孫）

#### 帝国議会及び国会議長経験者
- 鳩山和夫（第6代衆議院議長、開成学校卒業）
- 元田肇（第25代衆議院議長）
- 田子一民（第34代衆議院議長）
- 岡田忠彦（第35代衆議院議長）
- 島田俊雄（第36代衆議院議長）
- 幣原喜重郎（第40代衆議院議長、第44代内閣総理大臣）
- 星島二郎（第47代衆議院議長）
- 船田中（第51・56代衆議院議長）
- 前尾繁三郎（第58代衆議院議長）
- 灘尾弘吉（第60・61代衆議院議長）
- 福田一（第62代衆議院議長）
- 福永健司（第63代衆議院議長）
- 坂田道太（第64代衆議院議長）
- 横路孝弘（第73代衆議院議長）
- 町村信孝（第75代衆議院議長）
- 細田博之（第78代衆議院議長）
- 徳川家正（第13代貴族院議長）
- 松平恒雄（初代参議院議長）
- 河井彌八（第4代参議院議長）
- 木村睦男（第15代参議院議長）
- 長田裕二（第19代参議院議長）
- 原文兵衛（第20代参議院議長）
- 江田五月（第27代参議院議長）
- 尾辻秀久（第33代参議院議長）

#### 戦前・戦後の政治家、元国会議員
- 藍川清成（弁護士、衆議院議員）
- 相澤英之（財務事務次官、衆議院議員、経済企画庁長官、金融再生委員会委員長）
- 愛知和男（衆議院議員、環境庁長官、防衛庁長官）
- 愛知揆一（大蔵官僚、参議院議員、衆議院議員、通商産業大臣、経済審議庁長官、内閣官房長官、法務大臣、自治庁長官、文部大臣、科学技術庁長官、大蔵大臣）
- 青木一男（大蔵官僚、貴族院議員、大蔵大臣、企画院総裁、大東亜大臣、参議院議員）
- 青木正久（衆議院議員、東京新聞社論説委員、環境庁長官）
- 赤木正雄（内務省技師、貴族院議員、参議院議員、文化勲章受章者、農学博士）
- 赤城宗徳（衆議院議員、農林大臣、内閣官房長官、防衛庁長官）
- 赤城徳彦（農水官僚、衆議院議員、農林水産大臣）
- 赤沢正道（衆議院議員、自治大臣）
- 赤間文三（大阪府知事、参議院議員、法務大臣）
- 赤松克麿（衆議院議員）
- 秋田大助（衆議院議員、自治大臣、法務大臣、衆議院副議長）
- 秋山長造（参議院議員、参議院副議長）
- 秋山定輔（衆議院議員）
- 浅野史郎（厚生省生活衛生局企画課長、宮城県知事）
- 東龍太郎（厚生省医務局長、茨城大学学長、東京大学名誉教授、東京都知事）
- 麻生久（社会大衆党書記長、衆議院議員）
- 阿南一成（中国管区警察局長、参議院議員）
- 安孫子藤吉（食糧庁長官、山形県知事、参議院議員、自治大臣）
- 阿部邦一（徳島県知事）
- 安倍基雄（大蔵官僚、衆議院議員）
- 安倍寛（衆議院議員）
- 安倍晋太郎（衆議院議員、農林大臣、内閣官房長官、通商産業大臣、外務大臣）
- 天野公義（衆議院議員、自治大臣）
- 荒井賢太郎（大蔵省主計局長、農商務大臣、貴族院議員、枢密院副議長）
- 荒井聰（農水官僚、衆議院議員、国家戦略・経済財政担当大臣）
- 新井将敬（大蔵官僚、衆議院議員）
- 荒木武（広島市長）
- 有田喜一（逓信官僚、衆議院議員、文部大臣、科学技術庁長官、防衛庁長官、経済企画庁長官）
- 有田八郎（外務次官、外務大臣、貴族院議員、衆議院議員）
- 有馬元治（労働事務次官、衆議院議員）
- 有馬頼寧（伯爵、衆議院議員、貴族院議員、農林大臣）
- 粟屋敏信（建設事務次官、衆議院議員）
- 安中忠雄（内務官僚、宮崎県知事）
- 井伊直愛（彦根市長）
- 池田行彦（広島国税局間税部長、衆議院議員、総務庁長官、防衛庁長官、外務大臣）
- 池田直（会計検査院事務総長、佐賀県知事）
- 石井菊次郎（子爵、外務次官、外務大臣、貴族院議員、枢密顧問官）
- 石井亨（自治官僚、仙台市長）
- 石黒武重（農林次官、農商次官、枢密院書記官長、法制局長官、国務大臣、衆議院議員）
- 石黒忠篤（農林次官、農林大臣、農商大臣、貴族院議員、参議院議員）
- 石川弘（食糧庁長官、農林水産事務次官、参議院議員）
- 石原幹市郎（初代民選福島県知事、初代自治大臣、初代国家公安委員長、参議院議員）
- 石破二朗（建設事務次官、鳥取県知事、参議院議員、自治大臣）
- 石渡荘太郎（大蔵次官、大蔵大臣、貴族院議員、内閣書記官長、宮内大臣）
- 泉山三六（衆議院議員、大蔵大臣、参議院議員）
- 礒崎陽輔（総務省大臣官房参事官、参議院議員）
- 板垣武四（札幌市長）
- 一井淳治（参院議員）
- 市来乙彦（大蔵次官、貴族院議員、大蔵大臣、日本銀行総裁、東京市長、参議院議員）
- 一万田尚登（日本銀行総裁、大蔵大臣、衆議院議員）
- 伊藤好道（衆議院議員）
- 伊藤茂（衆議院議員、運輸大臣）
- 伊東秀子（衆議院議員、弁護士）
- 伊東正義（水産庁長官、農林事務次官、衆議院議員、外務大臣、内閣官房長官）
- 稲村順三（中退、衆議院議員）
- 犬養健（中退、小説家、衆議院議員、法務大臣）
- 井野碩哉（農林次官、農林大臣、衆議院議員、参議院議員、法務大臣）
- 井上喜一（農林水産省構造改善局長、衆議院議員、防災担当大臣）
- 井上孝哉（衆議院議員、内務次官）
- 井上準之助（日本銀行総裁、貴族院議員、大蔵大臣）
- 今井勇（四国地方建設局長、衆議院議員）
- 今井澄（参議院議員）
- 今松治郎（内務省警保局長、衆議院議員、総理府総務長官）
- 伊能芳雄（内務官僚、長野県知事、群馬県知事、参議院議員、労働政務次官）
- 入江為常（子爵、貴族院議員）
- 入沢肇（林野庁長官、参議院議員、帝京大学教授）
- 岩國哲人（出雲市長、衆議院議員）
- 岩倉具張（公爵、貴族院議員）
- 植木庚子郎（大蔵省専売局長官、衆議院議員、法務大臣、大蔵大臣）
- 植木光教（参議院議員、総理府総務長官）
- 上田耕一郎（参議院議員、元日本共産党副委員長、不破哲三の実兄）
- 上野公成（建設官僚、参議院議員、内閣官房副長官）
- 上松陽助（岐阜市長、岐阜県知事）
- 鵜澤總明（弁護士、衆議院議員、貴族院議員、明治大学総長）
- 内田康哉（伯爵、外務次官、外務大臣、枢密顧問官、貴族院議員、満鉄総裁）
- 内田常雄（大蔵官僚、衆議院議員、厚生大臣、経済企画庁長官）
- 江木翼（内閣書記官長、貴族院議員、司法大臣、鉄道大臣）
- 海老原義彦（総理府次長、参議院議員）
- 遠藤宣彦（郵政官僚、衆議院議員）
- 圓藤寿穂（運輸省大臣官房審議官、徳島県知事）
- 遠藤柳作（衆議院議員、貴族院議員、内閣書記官長、朝鮮総督府政務総監、参議院議員）
- 大麻唯男（内務官僚、衆議院議員、国務大臣、国家公安委員会委員長）
- 大木浩（外交官、参議院議員、環境庁長官、環境大臣）
- 大河原太一郎（食糧庁長官、農林水産事務次官、参議院議員、農林水産大臣）
- 大達茂雄（内務次官、東京都長官、内務大臣、参議院議員、文部大臣）
- 大島靖（労働省労働基準局長、大阪市長）
- 太田耕造（弁護士、内閣書記官長、貴族院議員、文部大臣）
- 太田正孝（大蔵官僚、衆議院議員、自治庁長官、参議院議員）
- 大西正男（衆議院議員、郵政大臣）
- 大橋和夫（船橋市長）
- 大橋武夫（内務官僚、衆議院議員、法務総裁、労働大臣、運輸大臣）
- 大原一三（大蔵省大臣官房参事官、衆議院議員、農林水産大臣）
- 大村襄治（自治省財政局長、衆議院議員、防衛庁長官）
- 岡崎勝男（外務次官、衆議院議員、内閣官房長官、外務大臣、国連大使）
- 岡崎洋（大蔵官僚、環境事務次官、神奈川県知事）
- 小笠原三九郎（衆議院議員、農林大臣、通商産業大臣、大蔵大臣）
- 岡田良平（貴族院議員、京都帝国大学総長、文部次官、文部大臣、枢密顧問官）
- 岡野敬次郎（男爵、東京帝国大学教授、法制局長官、行政裁判所長官、貴族院議員、司法大臣、文部大臣、帝国学士院長、枢密院副議長）
- 岡野清豪（衆議院議員、自治庁長官、文部大臣、通商産業大臣）
- 岡部三郎（農林水産省構造改善局次長、参議院議員、北海道・沖縄開発庁長官）
- 岡部長景（子爵、貴族院議員、文部大臣）
- 岡本芳郎（農林水産省構造改善局次長、衆議院議員）
- 小川郷太郎（京都帝国大学教授、衆議院議員、商工大臣、鉄道大臣）
- 小川平吉（衆議院議員、司法大臣、鉄道大臣、弁護士）
- 小川平二（衆議院議員、労働大臣、自治大臣、文部大臣）
- 小川亮（徳山市長）
- 奥野誠亮（自治事務次官、衆議院議員、文部大臣、法務大臣、国土庁長官）
- 奥田義人（男爵、法制局長官、中央大学学長、衆議院議員、貴族院議員、司法大臣、文部大臣、東京市長）
- 奥田良三（内務官僚、群馬県知事、奈良県知事）
- 小倉正恒（貴族院議員、国務大臣、大蔵大臣）
- 小沢辰男（衆議院議員、建設大臣、環境庁長官、厚生大臣）
- 小澤太郎（山口県知事、衆議院議員、参議院議員）
- 越智通雄（大蔵省主計局調査課長、衆議院議員、経済企画庁長官、金融再生委員会委員長）
- 鬼丸勝之（建設大臣官房長、参議院議員）
- 小野次郎（参議院議員）
- 小野晋也（衆議院議員）
- 貝原俊民（自治官僚、兵庫県知事）
- 柿澤弘治（大蔵省大臣官房参事官、参議院議員、衆議院議員、外務大臣）
- 柿本善也（自治大学校校長、奈良県知事）
- 桟熊獅（佐世保市長）
- 片岡清一（東北管区警察局長、砺波市長、衆議院議員、郵政大臣）
- 片山善博（自治官僚、鳥取県知事）
- 金井元彦（内務官僚、兵庫県知事、参議院議員、行政管理庁長官）
- 金森徳次郎（法制局長官、貴族院議員、国務大臣、国立国会図書館館長）
- 金子一平（大蔵官僚、大蔵大臣、経企庁長官）
- 金子清（自治官僚、新潟県知事）
- 金丸三郎（自治事務次官、鹿児島県知事、参議院議員、総務庁長官）
- 加納時男（国土交通副大臣、参議院議員）
- 加納久朗（千葉県知事）
- 鎌田要人（消防庁長官、自治事務次官、鹿児島県知事、参議院議員
- 亀井光（労働事務次官、参議院議員、福岡県知事）
- 亀田得治（弁護士、参議院議員）
- 長崎幸太郎（衆議院議員）
- 亀井静香（警察官僚、衆議院議員、建設大臣、郵政改革・金融担当大臣）
- 賀屋興宣（大蔵次官、貴族院議員、大蔵大臣、衆議院議員、法務大臣）
- 唐沢俊二郎（衆議院議員、郵政大臣）
- 唐沢俊樹（法制局長官、貴族院議員、内務次官、衆議院議員、法務大臣）
- 川上紀一（内務官僚、千葉県知事）
- 河上丈太郎（衆議院議員、日本社会党委員長）
- 川崎卓吉（内務次官、貴族院議員、法制局長官、内閣書記官長、文部大臣、商工大臣）
- 川条志嘉（衆議院議員）
- 河田烈（大蔵次官、拓務次官、内閣書記官長、貴族院議員、大蔵大臣）
- 川村竹治（内務次官、台湾総督、司法大臣、満鉄総裁、貴族院議員）
- 河村勝（衆議院議員）
- 河原田稼吉（内務次官、内務大臣、貴族院議員、文部大臣、衆議院議員）
- 神田坤六（内務官僚、群馬県知事）
- 木内四郎（大蔵省専売局長官、貴族院議員、参議院議員、科学技術庁長官）
- 木倉和一郎（佐倉市長、衆議院議員）
- 岸清一（弁護士、貴族院議員）
- 岸昌（自治大臣官房長、大阪府知事）
- 岸田文武（中小企業庁長官、衆議院議員）
- 北山愛郎（花巻町長、衆議院議員）
- 木村篤太郎（検事総長、法務大臣、防衛庁長官、参議院議員）
- 木村俊夫（運輸省海運総局総務課長、衆議院議員、内閣官房長官、経済企画庁長官、外務大臣）
- 久世公堯（自治大学校校長、参議院議員、金融再生委員会委員長）
- 工藤巌（盛岡市長、衆議院議員、参議院議員）
- 熊代昭彦（厚生省援護局長、衆議院議員）
- 久間章生（農水官僚、衆議院議員、防衛庁長官、防衛大臣）
- 倉田雅年（弁護士、衆議院議員）
- 倉成正（衆議院議員、経済企画庁長官、外務大臣）
- 栗田幸雄（自治官僚、福井県知事）
- 栗原祐幸（参議院議員、衆議院議員、労働大臣、防衛庁長官）
- 栗栖赳夫（貴族院議員、参議院議員、大蔵大臣、経済安定本部総務長官）
- 黒金泰美（大蔵官僚、衆議院議員、内閣官房長官）
- 黒木三次（伯爵、貴族院議員）
- 桑原敬一（労働事務次官、福岡市長）
- 黒田寿男（衆議院議員）
- 剱木亨弘（文部事務次官、内閣官房副長官、参議院議員、文部大臣）
- 古池信三（商工省電力局長、参議院議員、郵政大臣）
- 河野密（衆議院議員）
- 郡祐一（内閣官房副長官、参議院議員、自治庁長官、郵政大臣、法務大臣）
- 小金義照（商工省燃料局長官、衆議院議員、郵政大臣）
- 小坂徳三郎（衆議院議員、総理府総務長官、経済企画庁長官、運輸大臣）
- 児玉秀雄（大蔵官僚、伯爵、貴族院議員、朝鮮総督府政務総監、拓務大臣、逓信大臣、内務大臣、文部大臣）
- 小寺弘之（自治官僚、群馬県知事）
- 後藤茂之（経済再生担当大臣、厚生労働大臣）
- 後藤文夫（内務省警保局長、台湾総督府総務長官、貴族院議員、農林大臣、内務大臣、国務大臣、参議院議員）
- 伍堂卓雄（海軍造兵中将、商工大臣、貴族院議員、農林大臣）
- 後藤田正晴（警察庁長官、内閣官房副長官、衆議院議員、自治大臣、内閣官房長官、法務大臣、副総理）
- 小橋一太（内務次官、衆議院議員、内閣書記官長、文部大臣、東京市長）
- 小林武治（逓信官僚、静岡県知事、参議院議員、厚生大臣、郵政大臣、法務大臣）
- 小日山直登（満鉄総裁、運輸大臣、貴族院議員）
- 小山長規（衆議院議員、建設大臣、環境庁長官）
- 細郷道一（自治事務次官、横浜市長）
- 斎藤邦吉（労働事務次官、衆議院議員、厚生大臣、行政管理庁長官）
- 坂井時忠（近畿管区警察局長、兵庫県知事）
- 阪谷芳郎（大蔵次官、大蔵大臣、東京市長、貴族院議員、子爵）
- 坂野重信（建設事務次官、参議院議員、自治大臣）
- 迫水久常（貴族院議員、内閣書記官長、衆議院議員、参議院議員、経済企画庁長官、郵政大臣）
- 佐々木義武（科学技術庁原子力局長、衆議院議員、科学技術庁長官、通商産業大臣）
- 佐々木満（参議院議員、総務庁長官）
- 佐藤一郎（大蔵事務次官、参議院議員、経済企画庁長官、衆議院議員）
- 佐藤栄佐久（参議院議員、福島県知事）
- 佐藤謙一郎（参議院議員、衆議院議員）
- 佐藤剛男（中小企業庁小規模企業部長、衆議院議員、弁護士）
- 鮫島宗明（衆議院議員）
- 椎名悦三郎（商工次官、軍需次官、衆議院議員、内閣官房長官、通商産業大臣、外務大臣）
- 塩崎潤（大蔵省主税局長、衆議院議員、経済企画庁長官、総務庁長官）
- 塩崎恭久（衆議院議員、官房長官・拉致問題担当大臣、厚生労働大臣）
- 志賀義雄（衆議院議員）
- 重政誠之（農林次官、衆議院議員、農林大臣）
- 重政庸徳（参議院副議長）
- 重光葵（外務次官、駐ソ大使、駐英大使、外務大臣、貴族院議員、衆議院議員）
- 渋谷直蔵（労働省労働基準局長、衆議院議員、自治大臣）
- 島野武（仙台市長）
- 清水嘉与子（参議院議員、環境庁長官）
- 下稲葉耕吉（警視総監、参議院議員、法務大臣）
- 下条進一郎（国税庁次長、参議院議員、厚生大臣）
- 下條康麿（内務官僚、賞勲局総裁、貴族院議員、参議院議員、文部大臣）
- 下村宏（逓信省為替貯金局長、台湾総督府総務長官、貴族院議員、日本放送協会会長、情報局総裁）
- 勝田主計（大蔵次官、朝鮮銀行総裁、貴族院議員、大蔵大臣、文部大臣）
- 白川勝彦（弁護士、衆議院議員、自治大臣）
- 白鳥敏夫（駐伊大使、衆議院議員）
- 新谷寅三郎（逓信院次長、参議院議員、郵政大臣、運輸大臣）
- 杉浦正健（弁護士、衆議院議員、法務大臣）
- 鈴木喜三郎（検事総長、貴族院議員、司法大臣、衆議院議員、内務大臣）
- 鈴木省吾（参議院議員、法務大臣）
- 鈴木俊一（自治事務次官、内閣官房副長官、東京都知事）
- 鈴木文治（衆議院議員、労働運動家、友愛会創設者）
- 末吉興一（国土庁土地局長、北九州市長）
- 周東英雄（商工省物価局長官、衆議院議員、農林大臣、経済安定本部総務長官、自治大臣）
- 住栄作（労働省職業安定局長、衆議院議員、法務大臣）
- 澄田信義（国鉄常務理事、島根県知事）
- 関直彦（弁護士、衆議院議員、貴族院議員）
- 関根則之（消防庁長官、参議院議員）
- 膳桂之助（貴族院議員、経済安定本部総務長官、参議院議員）
- 仙石貢（逓信省鉄道技監、衆議院議員、鉄道大臣、満鉄総裁）
- 曽祢益（外務官僚、参議院議員、衆議院議員）
- 高木正得（子爵、貴族院議員）
- 高沢寅男（衆議院議員）
- 高田勇（長崎県知事）
- 高田景次（秋田市長）
- 高田早苗（衆議院議員、貴族院議員、早稲田大学総長、文部大臣、帝国学士院会員）
- 高鳥修（衆議院議員、総務庁長官、経済企画庁長官）
- 高橋等（衆議院議員、法務大臣）
- 竹内藤男（建設省都市局長、参議院議員、茨城県知事）
- 竹内黎一（衆議院議員、科学技術庁長官）
- 武田邦太郎（参議院議員）
- 武富済（検事、弁護士、衆議院議員）
- 武村正義（新党さきがけ党首、衆議院議員、大蔵大臣、内閣官房長官、滋賀県知事、八日市市長）
- 竹本孫一（衆議院議員）
- 竹山祐太郎（農林官僚、衆議院議員、建設大臣、静岡県知事）
- 田澤義鋪（内務官僚、貴族院議員）
- 田中長茂（農林官僚、宮崎県知事）
- 田中栄一（警視総監、内閣官房副長官、衆議院議員）
- 田中覚（農林官僚、三重県知事、衆議院議員）
- 田中秀征（衆議院議員、経済企画庁長官）
- 田中龍夫（男爵、貴族院議員、山口県知事、衆議院議員、総理府総務長官、通商産業大臣、文部大臣）
- 田中正巳（衆議院議員、厚生大臣、参議院議員）
- 谷伍平（北九州市長）
- 谷垣禎一（衆議院議員、科学技術庁長官、大蔵政務次官、金融再生委員会委員長、国家公安委員会委員長・食品安全担当大臣、財務大臣、国土交通大臣、党総裁、法務大臣、党幹事長、弁護士、税理士）
- 谷垣専一（農林省畜産局長、衆議院議員、文部大臣）
- 谷川寛三（大蔵省関税局長、衆議院議員、参議院議員、科学技術庁長官）
- 谷本龍哉（衆議院議員）
- 田畑金光（参議院議員、衆議院議員、いわき市長）
- 田村秢（衆議院議員、弁護士）
- 俵孫一（北海道庁長官、衆議院議員、商工大臣）
- 千葉三郎（衆議院議員、宮城県知事、労働大臣）
- 中馬弘毅（衆議院議員、行政改革担当大臣）
- 塚原俊郎（衆議院議員、総理府総務長官、労働大臣）
- 津川武一（衆議院議員）
- 筑波藤麿（侯爵、貴族院議員、靖国神社宮司）
- 津島雄二（大蔵省大臣官房参事官、衆議院議員、厚生大臣、党税調会長、弁護士、税理士、新生銀行顧問）
- 辻英雄（労働省賃金部長、衆議院議員）
- 土屋佳照（自治事務次官、鹿児島県知事）
- 鶴園哲夫（参議院議員）
- 鶴原定吉（大阪市長、衆議院議員）
- 鶴見祐輔（鉄道省運輸局総務課長、衆議院議員、参議院議員、厚生大臣）
- 手島栄（逓信次官、参議院議員、郵政大臣）
- 田英夫（参議院議員）
- 東郷茂徳（駐独大使、駐ソ大使、外務大臣、貴族院議員）
- 徳川宗敬（伯爵、貴族院副議長、参議院議員）
- 徳川義親（侯爵、貴族院議員）
- 徳川慶久（公爵、貴族院議員）
- 徳川慶光（公爵、貴族院議員）
- 床次竹二郎（内務次官、衆議院議員、内務大臣、鉄道大臣、逓信大臣）
- 床次徳二（内務官僚、衆議院議員、総理府総務長官）
- 戸塚九一郎（北海道庁長官、衆議院議員、労働大臣、建設大臣）
- 友納武人（厚生官僚、千葉県知事、衆議院議員）
- 土井真樹（衆議院議員）
- 豊田潤多郎（衆議院議員）
- 豊田真由子（衆議院議員）
- 長尾立子（厚生省社会局長、参議院議員、法務大臣）
- 永岡洋治（農水官僚、衆議院議員）
- 中川和雄（厚生官僚、大阪府知事）
- 中川昭一（衆議院議員、前政務調査会長、農林水産大臣、経済産業大臣、財務大臣・金融担当大臣）
- 中川雅治（大蔵省理財局長、環境事務次官、参議院議員、環境大臣）
- 中島章夫（文部省大臣官房審議官、衆議院議員、参議院議員）
- 中島鵬六（弁護士、衆議院議員）
- 中山恭子（大蔵省四国財務局長、在ウズベキスタン大使、参議院議員、少子化対策・男女共同参画担当大臣）
- 中山成彬（大蔵省大臣官房企画官、衆議院議員、文部科学大臣、国土交通大臣）
- 永末英一（衆議院議員）
- 永田寿康（大蔵官僚、衆議院議員）
- 中西一郎（経済企画庁国民生活局長、参議院議員、総理府総務長官）
- 長野士郎（自治事務次官、岡山県知事）
- 永野護（衆議院議員、参議院議員、運輸大臣）
- 仲谷義明（愛知県知事）
- 成田知巳（衆議院議員、社会党委員長）
- 南条徳男（衆議院議員、建設大臣、農林大臣）
- 錦織淳（弁護士、衆議院議員）
- 西田猛（衆議院議員）
- 西村直己（内務官僚、衆議院議員、防衛庁長官、農林大臣）
- 西銘順治（那覇市長、衆議院議員、沖縄県知事）
- 沼田武（千葉県知事）
- 野沢太三（国鉄施設局長、参議院議員、法務大臣）
- 野田卯一（大蔵事務次官、参議院議員、衆議院議員、建設大臣、経済企画庁長官）
- 野田毅（大蔵官僚、衆議院議員、建設大臣、経済企画庁長官、自治大臣）
- 萩原誠司（通産官僚、岡山市長、衆議院議員）
- 橋本龍伍（大蔵官僚、衆議院議員、厚生大臣、文部大臣）
- 畑和（衆議院議員、埼玉県知事）
- 八田嘉明（鉄道次官、貴族院議員、商工大臣、鉄道大臣）
- 服部三男雄（参議院議員）
- 鳩山威一郎（大蔵事務次官、参議院議員、外務大臣）
- 鳩山邦夫（衆議院議員、文部大臣、労働大臣、法務大臣、総務大臣）
- 馬場鍈一（法制局長官、貴族院議員、大蔵大臣、内務大臣）
- 浜井信三（広島市長）
- 浜田聡（参議院議員、NHK党、医師)
- 浜田卓二郎（大蔵官僚、衆議院議員、参議院議員、弁護士）
- 早川崇（内務官僚、衆議院議員、自治大臣、労働大臣、厚生大臣）
- 早川忠孝（自治官僚、弁護士、衆議院議員）
- 林博太郎（伯爵、貴族院議員、満鉄総裁）
- 林義郎（通産官僚、衆議院議員、厚生大臣、大蔵大臣）
- 林田悠紀夫（近畿農政局長、参議院議員、京都府知事、法務大臣）
- 林原由佳（衆議院議員、弁護士、薬剤師）
- 原彪（衆議院議員・衆議院副議長）
- 原嘉道（男爵、弁護士、中央大学学長、司法大臣、枢密院議長）
- 原田昇左右（運輸大臣官房審議官、衆議院議員、建設大臣）
- 原田義昭（通産官僚、衆議院議員、弁護士）
- 檜垣徳太郎（食糧庁長官、農林事務次官、参議院議員、郵政大臣）
- 久松定武（伯爵、貴族院議員、参議院議員、愛媛県知事）
- 平井龍（自治官僚、山口県知事）
- 平泉渉（参議院議員、科学技術庁長官、衆議院議員、経済企画庁長官）
- 平林鴻三（自治官僚、鳥取県知事、衆議院議員、郵政大臣）
- 平松守彦（通産官僚、大分県知事）
- 広津素子（衆議院議員）
- 平野達男（農水官僚、参議院議員、防災担当大臣、復興大臣）
- 福島譲二（大蔵省大臣官房審議官、衆議院議員、労働大臣、熊本県知事）
- 福島啓史郎（農林水産省食品流通局長、参議院議員）
- 福田篤泰（衆議院議員、総理府総務長官、防衛庁長官、行政管理庁長官、郵政大臣）
- 福本潤一（参議院議員）
- 藤井勝志（衆議院議員、労働大臣）
- 藤枝泉介（内務官僚、衆議院議員、総理府総務長官、防衛庁長官、運輸大臣、自治大臣、衆議院副議長）
- 藤本孝雄（衆議院議員、沖縄開発庁長官、厚生大臣、農林水産大臣）
- 二見甚郷（衆議院議員、宮崎市長、宮崎県知事、参議院議員）
- 船田譲（参議院議員、栃木県知事）
- 古井喜實（内務次官、弁護士、衆議院議員、厚生大臣、法務大臣）
- 不破哲三（参議院議員、前日本共産党議長）
- 古屋亨（総理府総務副長官、衆議院議員、自治大臣）
- 北条雋八（子爵、貴族院議員、参議院議員）
- 坊秀男（衆議院議員、厚生大臣、大蔵大臣）
- 星野直樹（大蔵官僚、満州国総務長官、企画院総裁、貴族院議員、内閣書記官長）
- 細川嘉六（参議院議員）
- 細田吉蔵（運輸大臣官房長、衆議院議員、行政管理庁長官、防衛庁長官、運輸大臣）
- 穂積良行（九州農政局長、衆議院議員）
- 前川忠夫（香川大学学長、香川県知事）
- 前田佳都男（大阪郵政局長、科学技術庁長官、参議院副議長）
- 前田利定（子爵、貴族院議員、逓信大臣、農商務大臣）
- 牧野隆守（大阪通商産業局長、衆議院議員、労働大臣）
- 牧野良三（逓信官僚、衆議院議員、法務大臣）
- 正森成二（衆議院議員、弁護士）
- 増田寛也（建設省建設経済局建設業課紛争調整官、岩手県知事、総務大臣、日本郵政社長）
- 増原義剛（東海財務局長、衆議院議員）
- 增原惠吉（内務官僚、香川県知事、参議院議員、行政管理庁長官、防衛庁長官）
- 町村金五（警視総監、衆議院議員、北海道知事、参議院議員、自治大臣）
- 町村信孝（通産官僚、衆議院議員、内閣官房長官、文部大臣、文部科学大臣、外務大臣、科学技術庁長官、衆議院議長）
- 松井慶四郎（外務次官、駐仏大使、外務大臣、貴族院議員、外務省駐英大使、枢密顧問官、男爵）
- 松浦功（消防庁長官、自治事務次官、参議院議員、法務大臣）
- 松尾徹人（自治官僚、高知市長）
- 松谷蒼一郎（建設省住宅局長、参議院議員）
- 松本十郎（大蔵省印刷局長、衆議院議員、防衛庁長官）
- 松本俊一（外務次官、駐英大使、衆議院議員）
- 松本善明（衆議院議員、元日本共産党国会対策委員長）
- 水野直（子爵、貴族院議員）
- 水野錬太郎（貴族院議員、内務次官、内務大臣、文部大臣）
- 溝手顕正（三原市長、参議院議員、国家公安委員会委員長、自由民主党参議院議員会長）
- 光武顕（衆議院議員、佐世保市長）
- 南弘（内閣書記官長、貴族院議員、文部次官、台湾総督、逓信大臣、枢密顧問官）
- 美濃部亮吉（東京教育大学教授、東京都知事、参議院議員）
- 宮崎茂一（運輸省港湾局長、衆議院議員、科学技術庁長官）
- 宮澤弘（自治省行政局長、消防庁長官、自治事務次官、広島県知事、参議院議員、法務大臣）
- 宮澤裕（内務官僚、衆議院議員、鉄道政務次官、商工省参与）
- 宮下創平（大蔵省大臣官房審議官、衆議院議員、防衛庁長官、環境庁長官、厚生大臣）
- 宮路和明（農林水産省畜産局畜政課畜産総合対策室長、衆議院議員）
- 宮田光雄（衆議院議員、貴族院議員、内閣書記官長、警視総監）
- 宮本顕治（参議院議員、元日本共産党議長）
- 三善信二（参議院議員、農林事務次官）
- 三輪寿壮（弁護士、衆議院議員）
- 村上義一（運輸大臣、貴族院議員、参議院議員、近畿日本鉄道社長）
- 村山達雄（大蔵省主税局長、衆議院議員、大蔵大臣、厚生大臣）
- 望月幸明（山梨県知事）
- 持永和見（社会保険庁長官、衆議院議員）
- 本山政雄（名古屋市長、名古屋大学名誉教授）
- 森田一（大蔵官僚、衆議院議員、運輸大臣）
- 森戸辰男（衆議院議員、文部大臣、広島大学学長、文化功労者）
- 森元恒雄（自治省総務審議官、参議院議員）
- 守屋栄夫（衆議院議員、ジュネーブ国際会議日本代表）
- 森山欽司（衆議院議員、科学技術庁長官、運輸大臣）
- 森山眞弓（労働省婦人少年局長、参議院議員、環境庁長官、内閣官房長官、文部大臣、衆議院議員、法務大臣）
- 安井誠一郎（内務官僚、厚生次官、東京都知事、衆議院議員）
- 保岡武久（内務官僚、衆議院議員）
- 安田伊左衛門（衆議院議員、貴族院議員）
- 柳澤伯夫（大蔵官僚、衆議院議員、国土庁長官、金融担当大臣、厚生労働大臣）
- 山内一郎（建設事務次官、参議院議員、郵政大臣）
- 山口那津男（参議院議員、党代表、弁護士）
- 山崎巌（警視総監、内務次官、内務大臣、衆議院議員、自治大臣）
- 山崎延吉（衆議院議員、貴族院議員）
- 山下元利（広島国税局長、衆議院議員、防衛庁長官）
- 山田敏雅（衆議院議員）
- 山名義鶴（男爵、貴族院議員、社会運動家 村岡藩主義路の嫡男)
- 山本敬三郎（参議院議員、静岡県知事）
- 山本保（参議院議員）
- 山本幸雄（建設事務次官、衆議院議員、自治大臣）
- 山本壮一郎（自治官僚、宮城県知事）
- 山本米治（参議院議員）
- 結城豊太郎（大蔵大臣、貴族院議員、日本銀行総裁）
- 芳澤謙吉（駐仏大使、貴族院議員、外務大臣、枢密顧問官）
- 吉武恵市（労働事務次官、衆議院議員、労働大臣、厚生大臣、参議院議員、自治大臣）
- 吉田茂（内務省社会局長官、内閣書記官長、貴族院議員、厚生大臣、軍需大臣）
- 吉野信次（商工次官、特許局長官、商工大臣、貴族院議員、参議院議員、運輸大臣）
- 吉村午良（自治官僚、長野県知事）
- 吉田泉（衆議院議員、復興大臣政務官）
- 横井時雄（逓信省官房長、衆議院議員、横井小楠子息）
- 依田智治（防衛事務次官、参議院議員）
- 若林正俊（農水官僚、参議院議員、農林水産大臣、環境大臣、大蔵総括政務次官）
- 若宮貞夫（逓信次官、衆議院議員）
- 和田博雄（農林省農政局長、農林大臣、参議院議員、経済安定本部総務長官、衆議院議員）
- 渡部一郎（衆議院議員）
- 渡辺朗（衆議院議員、沼津市長）
- 五十嵐文彦（衆議院議員）
- 大泉博子（衆議院議員）
- 岡田康裕（衆議院議員）
- 小沢鋭仁（衆議院議員）
- 楠田大蔵（衆議院議員）
- 沓掛哲男（衆議院議員）
- 古賀一成（衆議院議員）
- 後藤英友（衆議院議員）
- 小林興起（衆議院議員）
- 坂口岳洋（衆議院議員）
- 城島光力（衆議院議員、財務大臣）
- 鈴木寛（参議院議員）
- 仙谷由人（衆議院議員、内閣官房長官・法務大臣）
- 滝実（衆議院議員）
- 田村謙治（衆議院議員）
- 中後淳（衆議院議員）
- 辻泰弘（参議院議員）
- 辻恵（衆議院議員）
- 内藤正光（参議院議員）
- 長島一由（衆議院議員、元逗子市長、映画監督）
- 長安豊（衆議院議員）
- 平岡秀夫（衆議院議員）
- 藤井裕久（衆議院議員）
- 藤井基之（参議院議員）
- 藤田憲彦（衆議院議員）
- 松野信夫（参議院議員）
- 松宮勲（衆議院議員）
- 松本大輔（衆議院議員）
- 三村和也（衆議院議員）
- 横粂勝仁（衆議院議員）
- 若井康彦（衆議院議員）
- 和田隆志（衆議院議員）
- 市川一朗（参議院議員）
- 大野功統（衆議院議員）
- 加藤紘一（衆議院議員）
- 川口順子（参議院議員）
- 佐藤昭郎（参議院議員）
- 長勢甚遠（衆議院議員）
- 松田岩夫（衆議院議員）
- 大谷啓（衆議院議員）
- 古賀敬章（衆議院議員）
- 広野允士（参議院議員）
- 松崎哲久（衆議院議員）
- 神崎武法（衆議院議員、公明党代表）
- 亀井郁夫（衆議院議員）
- 林宙紀（衆議院議員）
- 与謝野馨（衆議院議員、通商産業大臣、内閣官房長官・拉致問題担当大臣、経済財政担当大臣、財務大臣・金融担当大臣）
- 川村秀三郎（衆議院議員）
- 初鹿明博（衆議院議員）
- 山尾志桜里（検察官、衆議院議員）
- 上野宏史（衆議院議員）
- 魚住裕一郎（弁護士、参議院議員）
- 丸山穂高（衆議院議員、党副党首）
- 細田博之（通商産業省産業政策局物価対策課長、衆議院議員、内閣官房長官、沖縄･北方・科学技術担当大臣）
- 柿沢未途（衆議院議員）
- 根本匠（衆議院議員、復興大臣、福島原発事故担当大臣、厚生労働大臣）
- 牧原秀樹（衆議院議員、法務大臣）
- 盛山正仁（衆議院議員、文部科学大臣）
- 山田美樹（衆議院議員）
- 鷲尾英一郎（衆議院議員）
- 丸川珠代（元テレビ朝日アナウンサー、参議院議員、環境大臣、東京五輪担当大臣）
- 石井啓一（建設官僚、衆議院議員、国土交通大臣、公明党代表）
- 笠井亮（衆議院議員、日本共産党政策委員長）
- 宮本徹（衆議院議員）

#### 現職国会議員

##### 国民民主党
- 玉木雄一郎（衆議院議員、国民民主党代表）
- 古川元久（大蔵官僚、衆議院議員、内閣官房副長官、国家戦略担当大臣、内閣府特命担当大臣、社会保障・税一体改革担当大臣、宇宙開発担当大臣、国民民主党幹事長）

##### 立憲民主党
- 阿部知子（衆議院議員）
- 稲富修二（衆議院議員）
- 打越さく良（参議院議員）
- 江田憲司（通産官僚、衆議院議員、維新の党代表）
- 大串博志（財務官僚、衆議院議員）
- 岡田克也（通商産業大臣官房企画官、衆議院議員、外務大臣、副総理・行政改革担当大臣、民進党代表）
- 小川淳也（総務官僚、衆議院議員）
- 奥野総一郎（総務官僚、衆議院議員）
- 黒岩宇洋（参議院議員、衆議院議員）
- 小西洋之（総務官僚、参議院議員）
- 後藤祐一（経産官僚、衆議院議員）
- 重徳和彦（総務官僚、衆議院議員）
- 階猛（弁護士、衆議院議員）
- 白石洋一（衆議院議員）
- 杉尾秀哉（参議院議員、元TBSテレビ報道局記者、解説委員）
- 高木真理（参議院議員）
- 田嶋要（衆議院議員）
- 津村啓介（衆議院議員）
- 原口一博（衆議院議員、総務大臣）
- 米山隆一（衆議院議員、医師、弁護士、元新潟県知事）

##### 自由民主党
- 赤沢亮正（運輸官僚、衆議院議員）
- 浅尾慶一郎（参議院議員）
- 石井正弘（参議院議員）
- 石田昌宏（参議院議員）
- 井出庸生（衆議院議員）
- 井上信治（建設官僚、衆議院議員）
- 今村雅弘（衆議院議員、復興大臣、福島原発事故担当大臣）
- 太田房江（参議院議員）
- 岡田直樹（参議院議員）
- 尾辻秀久（参議院議員、厚生労働大臣）
- 小野寺五典（衆議院議員、防衛大臣）
- 片山さつき（大蔵官僚、参議院議員、地方創生・規制改革・男女共同参画担当大臣）
- 加藤勝信（大蔵省大臣官房企画官、衆議院議員、一億総活躍大臣、厚生労働大臣・働き方改革担当大臣、内閣官房長官）
- 上川陽子（衆議院議員、外務大臣、少子化担当大臣、法務大臣）
- 神田潤一（衆議院議員）
- 城内実（衆議院議員）
- 木原誠二（衆議院議員、内閣官房副長官）
- 小泉龍司（衆議院議員、法務大臣）
- 小林一大（参議院議員）
- 小森卓郎（衆議院議員）
- 齋藤健（衆議院議員、経済産業大臣、法務大臣、農水大臣）
- 坂井学（衆議院議員、内閣官房副長官）
- 柴山昌彦（弁護士、衆議院議員、文部科学大臣）
- 島田智明（衆議院議員、前大阪府河内長野市長）
- 鈴木英敬（大蔵官僚、衆議院議員、元三重県知事）
- 鈴木隼人（経産官僚、衆議院議員）
- 鈴木馨祐（大蔵官僚、衆議院議員）
- 棚橋泰文（通産官僚、衆議院議員、科学技術・IT担当大臣、弁護士）
- 鶴保庸介（参議院議員、沖縄･北方・科学技術・IT担当大臣）
- 寺田稔（衆議院議員、総務大臣）
- 西村康稔（通産官僚、衆議院議員、経済産業大臣、内閣官房副長官、経済再生担当大臣、経済財政担当大臣）
- 根本拓（衆議院議員）
- 葉梨康弘（衆議院議員、法務大臣）
- 林芳正（衆議院議員、参議院議員、内閣官房長官、外務大臣、防衛大臣、経済財政担当大臣、農林水産大臣、文部科学大臣）
- 平口洋（衆議院議員）
- 平沢勝栄（警察官僚、衆議院議員、復興大臣）
- 古川康（衆議院議員）
- 古川禎久（建設官僚、衆議院議員、法務大臣）
- 松川るい（参議院議員）
- 松島みどり（衆議院議員、法務大臣）
- 松本剛明（衆議院議員、総務大臣、外務大臣）
- 宮澤洋一（参議院議員、経済産業大臣）
- 宮下一郎（衆議院議員、農林水産大臣）
- 村上誠一郎（衆議院議員、行政改革担当大臣）
- 茂木敏充（衆議院議員、沖縄･北方・科学技術担当大臣、金融・行政改革担当大臣、経済産業、原子力損害賠償支援機構担当大臣、経済再生、経済財政政策担当大臣、外務大臣）
- 山際大志郎（衆議院議員、経済再生担当大臣）
- 山口壯（衆議院議員、環境大臣）
- 山下貴司（衆議院議員、弁護士、法務大臣）
- 藤井比早之（衆議院議員）

##### 公明党
- 上田勇（参議院議員、元衆議院議員）
- 里見隆治（厚生労働官僚、参議院議員）

##### 社会民主党
- 福島瑞穂（参議院議員、社民党元副党首、党首、弁護士、評論家）

##### 日本共産党
- 志位和夫（衆議院議員、日本共産党委員長）
- 山添拓（参議院議員、弁護士）

##### 日本維新の会
- 金子道仁（外務官僚、参議院議員）
- 空本誠喜（衆議院議員）
- 斉木武志（衆議院議員）

#### れいわ新選組
- 高井崇志（衆議院議員）

#### チームみらい
- 安野貴博（参議院議員、チームみらい党首、SF作家、起業家、AIエンジニア）

##### 無所属
- 緒方林太郎（外務官僚、衆議院議員）
- 吉良州司（衆議院議員）
- 福島伸享（経産官僚、衆議院議員）

#### 都道府県知事
- 阿部千一（元衆議院議員、元岩手県知事）
- 岸本周平 (元衆議院議員、和歌山県知事)
- 大村秀章（元衆議院議員、愛知県知事）
- 舛添要一（元東京都知事、元厚生労働大臣、元参議院議員、国際政治学者）
- 阿部守一（元横浜市副市長、元総務省過疎対策室長、長野県知事）
- 伊原木隆太（元天満屋代表取締役社長、岡山県知事）
- 荒井正吾（元海上保安庁長官、参議院議員、前奈良県知事）
- 飯泉嘉門（元自治官僚、元徳島県商工労働部長、徳島県知事）
- 石井隆一（元消防庁長官、富山県知事）
- 石川嘉延（元自治省行政局公務員部長、前静岡県知事）
- 一見勝之（元内閣府総合海洋政策推進事務局長、三重県知事）
- 井戸敏三（元自治大臣官房審議官、前兵庫県知事）
- 伊藤祐一郎（元総務省大臣官房総括審議官、元鹿児島県知事）
- 内堀雅雄（元自治官僚、福島県知事）
- 河野俊嗣（宮崎県副知事、宮崎県知事）
- 浜田省司（元総務官僚、元大阪府副知事、高知県知事）
- 尾﨑正直（元財務官僚、前高知県知事）
- 梶原洋（元東京都福祉保健局長、元東京都政策企画局長、東京都副知事）
- 加戸守行（元文部大臣官房長、前愛媛県知事）
- 塩田康一（元九州経済産業局長、鹿児島県知事）
- 達増拓也（元外務官僚、衆議院議員、岩手県知事）
- 仲井眞弘多（元工業技術院総務部技術審議官、元沖縄県知事）
- 二井関成（元自治官僚、山口県知事）
- 仁坂吉伸（元経済産業省製造産業局次長、駐ブルネイ大使、前和歌山県知事）
- 西脇隆俊（元復興庁事務次官、京都府知事）
- 橋本昌（元自治省財政局公営企業第一課長、前茨城県知事）
- 花角英世（元海上保安庁次長、新潟県知事）
- 浜田恵造（元財務官僚、香川県知事）
- 平井伸治（元自治官僚、鳥取県知事）
- 広瀬勝貞（元経済産業事務次官、前大分県知事）
- 古田肇（元経済産業省大臣官房商務流通審議官、外務省経済協力局長、岐阜県知事）
- 真鍋武紀（元農林水産審議官、前香川県知事）
- 溝口善兵衛（元財務官、前島根県知事）
- 三村申吾（元衆議院議員、前青森県知事）
- 三浦義男（元参議院議員、元宮城県知事）
- 村井仁（元通産官僚、衆議院議員、国家公安委員長、前長野県知事）
- 山下真（元奈良県生駒市長、弁護士、奈良県知事）
- 山田啓二（元自治官僚、京都府知事）
- 横内正明（元建設大臣官房審議官、衆議院議員、山梨県知事）

#### 市区町村長
- 山下貴史（北海道深川市長、農林水産省食品流通局商業課長、衆議院議員）
- 小野寺晃彦（青森県青森市長）
- 森田稔夫（青森県五所川原市長）
- 上田東一（岩手県花巻市長）
- 石井亨（宮城県仙台市長）
- 三浦篤（宮城県古川市長）
- 千田謙蔵（秋田県横手市長）
- 小畑元（秋田県大館市長）
- 大内有恒（山形県山形市長）
- 佐藤孝弘（山形県山形市長、元通産官僚）
- 小林鐡太郎（山形県鶴岡市長、衆議院議員）
- 加藤精三（山形県鶴岡市長、衆議院議員）
- 松木侠（山形県鶴岡市長、大同学院院長）
- 木幡浩（福島県福島市長、元岡山県副知事）
- 品川萬里（福島県郡山市長）
- 白井英男（福島県喜多方市長、元農林官僚）
- 仁志田昇司（福島県伊達市長）
- 富岡賢治（群馬県高崎市長）
- 岸良昌（群馬県みなかみ町長）
- 藤井信吾（茨城県取手市長）
- 石津賢治（埼玉県北本市長）
- 加藤博康（埼玉県秩父市長、秩父郡両神村長）
- 鶴岡啓一（千葉県千葉市長、自治大臣官房審議官）
- 本郷谷健次（千葉県松戸市長）
- 本多晃（千葉県柏市長、元国土交通官僚）
- 馬淵昌也（千葉県一宮町長）
- 細郷道一（神奈川県横浜市長）
- 阿部孝夫（神奈川県川崎市長）
- 山田俊介（神奈川県逗子市長、福岡県知事、青森県知事）
- 長島一由（神奈川県逗子市長、衆議院議員）
- 前川燿男（東京都練馬区長）
- 稲葉三千男（東京都東久留米市長）
- 竹内俊夫（東京都青梅市長）
- 関口芳史（新潟県十日町市長）
- 小池清彦（新潟県加茂市長）
- 桑原悠（新潟県津南町長）
- 高橋正樹（富山県高岡市長）
- 石山志保（福井県大野市長）
- 臥雲義尚（長野県松本市長）
- 佐藤健（長野県飯田市長）
- 高橋文利（長野県下諏訪町長）
- 小川敏（岐阜県大垣市長）
- 小嶋善吉（静岡県静岡市長）
- 森昌也（静岡県島田市長、静岡県議会議員、島田市議会議員）
- 大口喜六（愛知県豊橋市長、衆議院議員）
- 佐原光一（愛知県豊橋市長、中部地方整備局副局長）
- 長坂尚登（愛知県豊橋市長）
- 伊藤一（愛知県一宮市長）
- 中野正康 （愛知県一宮市長）
- 都築譲（愛知県一色町長、労働省官僚、衆議院議員）
- 前葉泰幸（三重県津市長）
- 田中俊行（三重県四日市市長）
- 河上敢二（三重県熊野市長、元農林官僚）
- 小西理（滋賀県近江八幡市長、衆議院議員）
- 松井孝治（京都府京都市長、参議院議員）
- 倉田哲郎（大阪府箕面市長、元郵政省・総務省官僚）
- 尾花正啓（和歌山県和歌山市長）
- 久元喜造（兵庫県神戸市長、元総務省自治行政局長、元自治大学校長、元大臣官房審議官（地方行政、地方公務員制度、選挙担当））
- 守本憲弘（兵庫県南あわじ市長、元経産官僚）
- 高島崚輔（兵庫県芦屋市長、中退）
- 竹内功（鳥取県鳥取市長、元建設省・国土交通省官僚）
- 野坂康夫（鳥取県米子市長、外務省官僚、文部省大臣官房審議官）
- 松浦正敬（島根県松江市長、自治大臣官房審議官）
- 大森雅夫（岡山県岡山市長、元建設・国土交通官僚）
- 伊東香織（岡山県倉敷市長）
- 萩原誠司（岡山県美作市長、元通商産業省官僚、元衆議院議員、元帝京平成大学教授）
- 秋葉忠利（広島県広島市長、衆議院議員）
- 新原芳明（広島県呉市長）
- 徳永豊（広島県福山市長）
- 藤田忠夫（山口県宇部市長、近畿地方建設局長）
- 井原勝介（山口県岩国市長）
- 大西秀人（香川県高松市長、元総務省官僚）
- 内藤佐和子（徳島県徳島市長）
- 北橋健治（福岡県北九州市長、衆議院議員、大蔵政務次官）
- 中村隆象（福岡県古賀市長）
- 鈴木史朗（長崎県長崎市長、元国土交通省官僚）
- 出口太（長崎県五島市長）
- 佐藤樹一郎（大分県大分市長）
- 新貝正勝（大分県中津市長）
- 椋野美智子（大分県日田市長）
- 読谷山洋司（宮崎県延岡市長）
- 平瀬實武（鹿児島県鹿児島市長）
- 安田壮平（鹿児島県奄美市長）
- 上原昭（沖縄県糸満市長）

### 法曹

#### 最高裁判所長官経験者
- 三淵忠彦（初代最高裁判所長官）（中退）
- 田中耕太郎（第2代最高裁判所長官）
- 横田喜三郎（第3代最高裁判所長官）
- 横田正俊（第4代最高裁判所長官）
- 石田和外（第5代最高裁判所長官）
- 村上朝一（第6代最高裁判所長官）
- 藤林益三（第7代最高裁判所長官）
- 岡原昌男（第8代最高裁判所長官）
- 服部高顯（第9代最高裁判所長官）
- 寺田治郎（第10代最高裁判所長官）
- 草場良八（第12代最高裁判所長官）
- 三好達（第13代最高裁判所長官）
- 町田顯（第15代最高裁判所長官）
- 島田仁郎（第16代最高裁判所長官）
- 竹﨑博允（第17代最高裁判所長官）
- 寺田逸郎（第18代最高裁判所長官）
- 大谷直人（第19代最高裁判所長官）

#### 検事総長経験者
- 平沼騏一郎（第8代大審院検事総長）
- 鈴木喜三郎（第9代大審院検事総長）
- 光行次郎（第12代大審院検事総長）
- 泉二新熊（第13代大審院検事総長）
- 岩村通世（第15代大審院検事総長）
- 松阪広政（第16代大審院検事総長）
- 中野並助（第17代大審院検事総長）
- 木村篤太郎（第18代大審院検事総長）
- 福井盛太（第19代大審院検事総長、初代検事総長）
- 佐藤藤佐（第2代検事総長）
- 花井忠（第3代検事総長）
- 清原邦一（第4代検事総長）
- 馬場義続（第5代検事総長）
- 井本臺吉（第6代検事総長）
- 竹内壽平（第7代検事総長）
- 布施健（第9代検事総長）
- 神谷尚男（第10代検事総長）
- 辻辰三郎（第11代検事総長）
- 江幡修三（第13代検事総長）
- 伊藤栄樹（第14代検事総長）
- 前田宏（第15代検事総長）
- 筧栄一（第16代検事総長）
- 北島敬介（第20代検事総長）
- 原田明夫（第21代検事総長）
- 松尾邦弘（第22代検事総長）
- 但木敬一（第23代検事総長）
- 樋渡利秋（第24検事総長）
- 小津博司（第27代検事総長）
- 大野恒太郎（第28代検事総長）
- 西川克行（第29代検事総長）
- 稲田伸夫（第30代検事総長）
- 林眞琴（第31代検事総長）
- 甲斐行夫（第32代検事総長）

#### その他
- 青山正明（福岡高等裁判所長官）
- 秋山賢三（秋田地方裁判所部総括判事、弁護士）
- 足立謙三（東京高等裁判所判事）
- 阿部文洋（東京高等裁判所部総括判事）
- 池田耕平（東京高等裁判所部総括判事）
- 池田修（東京高等裁判所部総括判事）
- 石渡敏一（司法次官、内閣書記官長、貴族院議員、枢密顧問官）
- 伊藤芳朗（弁護士）
- 岩倉正和（弁護士）
- 岩田宙造（弁護士、貴族院議員、司法大臣）
- 上田豊三（最高裁判所裁判官）
- 宇都宮健児（弁護士）
- 浦野雄幸（松山家庭裁判所所長）
- 江見弘武（高松高等裁判所長官）
- 江尻隆（弁護士）
- 遠藤誠（弁護士）
- 大出峻郎（最高裁判所裁判官、内閣法制局長官）
- 大野市太郎（司法研修所長）
- 大野志保（弁護士）
- 大谷直人（最高裁判所人事局長）
- 大谷禎男（東京高等裁判所部総括判事）
- 大谷剛彦（大阪高等裁判所長官）
- 大西勝也（最高裁判所裁判官）
- 大村恵実（弁護士）
- 岡正晶（弁護士）
- 小口光（弁護士）
- 尾島明（最高裁判所裁判官、大阪高等裁判所長官）
- 鬼沢友直（東京高等裁判所判事）
- 小野瀬厚（千葉地方裁判所長、東京高等裁判所部総括判事、宇都宮地方裁判所長、宇都宮家庭裁判所長、法務省民事局長、1984法[7]）
- 海渡雄一（弁護士）
- 鹿子木康（東京地方裁判所判事）
- 金子圭子（弁護士）
- 金築誠志（大阪高等裁判所長官）
- 金山藍子（弁護士）
- 可部恒雄（最高裁判所裁判官）
- 川勝隆之（秋田地方裁判所長、秋田家庭裁判所長）
- 河上和雄（最高検察庁公判部長）
- 川口政明（東京地方裁判所部総括判事）
- 木口信之（横浜地方裁判所部総括判事）
- 木谷明（東京高等裁判所部総括判事）
- 木藤繁夫（東京高等検察庁検事長）
- 草野豹一郎（裁判官、弁護士）
- 久保利英明（弁護士）
- 倉田卓次（東京高等裁判所部総括判事）
- 黒川弘務（法務事務次官、東京高等検察庁検事長）
- 黒川康正（弁護士、公認会計士）
- 小疇伝（大審院判事）
- 小出錞一（山口地方裁判所所長、名古屋高等裁判所部総括判事）
- 郷原信郎（東京地方検察庁検事、名城大学教授）
- 後藤昌次郎（弁護士）
- 後藤博（大阪高等裁判所長官、福岡高等裁判所長官）
- 頃安健司（大阪高等検察庁検事長）
- 近藤崇晴（最高裁判所裁判官）
- 坂本堤（弁護士）
- 佐藤勲平（福岡地方検察庁検事正、公正取引委員会委員）
- 佐藤文哉（仙台高等裁判所長官）
- 塩野季彦（大審院検事局次長、司法大臣 / 思想検事の大御所）
- 篠原勝美（福岡高等裁判所長官）
- 柴田寛子（弁護士）
- 清水湛（広島高等裁判所長官）
- 下山芳晴（宇都宮地方裁判所判事）
- 霜山精一（大審院長、貴族院議員、最高裁判所裁判官）
- 定塚誠（東京地方裁判所部総括判事）
- 白木勇（東京高等裁判所長官）
- 末冨純子（弁護士）
- 鈴木康之（東京高等裁判所判事）
- 住田裕子（弁護士）
- 園尾隆司（東京高等裁判所部総括判事）
- 反町勝夫（弁護士、会計士補、東京リーガルマインド代表取締役社長）
- 反町雄彦（弁護士、東京リーガルマインド専務取締役）
- 高山俊吉（弁護士）
- 龍岡資晃（広島高等裁判所長官、福岡高等裁判所長官）
- 田中右橘（大審院判事、東京地方裁判所長、八幡大学学長）
- 田中崇公（弁護士、大阪工業大学知的財産専門職大学院客員教授）
- 田野尻猛（検察官、公安調査庁長官）
- 辻裕教 （法務事務次官）
- 土屋公献（弁護士、日本弁護士連合会会長）
- 鶴岡稔彦（東京地方裁判所部総括判事）
- 鶴田六郎（名古屋高等検察庁検事長）
- 手嶋あさみ（司法研修所長）
- 寺原真希子（弁護士）
- 土井香苗（弁護士）
- 徳永功（奈良地方検察庁検事正）
- 内藤頼博（子爵、名古屋高等裁判所長官、学習院長）
- 永井敏雄（甲府地方裁判所長、甲府家庭裁判所長）
- 長井秀典（大津地方裁判所部総括判事、大津家庭裁判所部総括判事）
- 長島毅（大審院長）
- 中谷雄二郎（さいたま地方裁判所部総括判事、さいたま家庭裁判所部総括判事）
- 仲戸川展人（千葉地方裁判所部総括判事）
- 永野靖（弁護士）
- 那須弘平（最高裁判所判事）
- 南波杢三郎（検事、内務省警保局保安課長）
- 西川知一郎（大阪地方裁判所部総括判事）
- 西川知雄（弁護士、衆議院議員）
- 西村利郎（弁護士）
- 仁田陸郎（東京高等裁判所長官）
- 橋本乾三（仙台高等検察庁検事長）
- 葉玉匡美（東京地方検察庁特捜部検事）
- 服部悟（東京高等裁判所判事）
- 濱田邦夫（弁護士、最高裁判所判事）
- 原健三郎（東京高等裁判所部総括判事）
- 平木正洋（東京地方裁判所判事）
- 弘中惇一郎（弁護士）
- 福田大助（弁護士、予備校講師）
- 古田佑紀（最高裁判所判事、次長検事）
- 細川清（名古屋高等裁判所長官）
- 堀籠幸男（最高裁判所裁判官）
- 前田博（弁護士）
- 前田葉子（弁護士）
- 正木ひろし（弁護士）
- 増井和男（高松高等裁判所長官）
- 増島六一郎（弁護士、中央大学創立者）
- 桝田淳二（弁護士）
- 増田晋（弁護士）
- 町田幸雄（次長検事）
- 松尾和子（弁護士）
- 松野絵里子（弁護士）
- 松本啓二（弁護士）
- 眞鍋美穂子（横浜地裁部総括判事）
- 真野毅（最高裁判所裁判官）
- 丸島俊介（弁護士、第6代日本司法支援センター理事長、第47代日本弁護士連合会事務総長）
- 緑川芳江（弁護士）
- 三村晶子（公正取引委員会委員、横浜家庭裁判所長、仙台家庭裁判所長）[8]
- 三宅正太郎（司法次官、大阪控訴院長、貴族院議員）
- 村上尚文（広島高等検察庁検事長）
- 本村健太郎（弁護士、浅井企画所属タレント）
- 森本加奈（最高検察庁公判部長）
- 森脇勝（名古屋地方裁判所長）
- 安井久治（長野地方裁判所長、長野家庭裁判所長）
- 安田三洋（弁護士）
- 柳井俊二（外務事務次官、駐米大使、中央大学法学部教授、国際司法裁判所判事）
- 柳川真文（大阪高等検察庁検事長）
- 山口真由（弁護士、ニューヨーク州弁護士）
- 山下隆志（広島地方検察庁検事正、池袋公証人役場公証人）
- 山室惠（東京高等裁判所判事）
- 矢村宏（札幌高等裁判所部総括判事）
- 湯浅卓（国際弁護士）
- 吉河光貞（公安調査庁長官、広島高検検事長）
- 淀川詔子（弁護士）
- 米田昭（仙台高等検察庁検事長）
- 竜嵜喜助（弁護士、司法書士）
- 和仁亮裕（弁護士）

### 行政

#### あ行
- 青木信之（第38代消防庁長官、総務省自治税務局長、1982法）
- 青木盛久（外務省駐ペルー大使、駐ケニア大使、1963法）
- 青木由行（国土交通省不動産・建設経済局長、1986法）
- 青柳一郎（国土交通省国土政策局長、1986法）
- 青山士（内務技監 / パナマ運河建設の邦人唯一の従事者、1903工）
- 青山豊久（林野庁長官、1988法）
- 赤石浩一（デジタル庁デジタル審議官、経産官僚、1985法）
- 明石康（国連事務次長（人道問題担当）、立命館大学国際関係学部客員教授、1954教養）
- 赤松良子（労働省婦人局長、駐ウルグアイ大使、文部大臣、1953法）
- 秋山收（内閣法制局長官、通産官僚、新エネルギー財団会長、1963法）
- 秋山雅保（横浜税関長）
- 朝川知昭（厚生労働省社会・援護局長、1990法[9]）
- 朝田静夫（運輸事務次官、日本航空社長）
- 浅村廉（経済企画庁総合開発局長、1935法）
- 浅沼清太郎（警察庁長官、阪神高速道路公団理事長、1942法）
- 足立盛二郎（郵政事業庁長官、簡易保険加入者協会理事長、NTTドコモ副社長、1968法）
- 安達峰一郎（外務省駐仏大使、国際司法裁判所所長、帝国学士院会員、1892法）
- 安部公崇（会計検査院第1局総務検査課長）
- 安倍源基（警視庁特高部初代部長、警視総監、内務大臣、評論家、1920法）
- 雨貝二郎（人事院公平局長、通産官僚、ダイエー会長、1968経）
- 天河宏文（国土交通審議官、1990法[10]）
- 天谷直弘（通商産業審議官、1948法）
- 荒井寿光（通商産業審議官、日本貿易保険理事長、1966法）
- 荒木喜一郎（関東農政局長、1976法）
- 有冨寛一郎（総務審議官、マルチメディア振興センター理事長）
- 淡野博久（国土交通省住宅局長、1989院工）
- 粟屋仙吉（内務官僚、農林省馬政局長官、広島市長、1919法）
- 安東隆（農林水産省関東農政局長、1989法）
- 飯田健太（中小企業庁次長）[11]
- 飯沼一省（神祇院副総裁、内務次官、東京都長官、1917法）
- 飯利雄彦（警察庁長官官房政策立案総括審議官兼公文書監理官、1990法[12]）
- 五十嵐徹人（第18代国土交通省鉄道局長、1991法[13]）
- 井川忠雄（門司税関長、貴族院議員、1917法）
- 池田憲治（第15代宮内庁次長、1984法）
- 池田達雄（総務省自治税務局長、1990法[14]）
- 井上五郎（中部電力初代社長）
- 井上裕之（内閣府事務次官、財務官僚、1986法[15]）
- 生悦住求馬（内務官僚、宮城県知事、千葉県知事）
- 伊佐山建志（特許庁長官、日産自動車副会長、1967法）
- 伊沢多喜男（警視総監、貴族院議員、台湾総督、東京市長、枢密顧問官、1895法）
- 石井榮三（警察庁長官、1932法）
- 石井昌平（海上保安庁長官、1988法）
- 石井道遠（国税庁長官、1974法）
- 石井正文（外務省駐インドネシア大使、1980法）
- 石岡実（九州管区警察局長、内閣調査室長、内閣官房副長官、1935法）
- 石兼公博(アジア大洋州局長、外務省総合外交政策局長、カナダ駐箚特命全権大使兼国際民間航空機関代表部大使、国際連合日本政府代表部大使、1980法)
- 石川和秀（外務省駐フィリピン大使）
- 石川重明（警視総監、日本道路交通情報センター理事長、弁護士、1968法）
- 石川忠男（建設省都市局下水道部長、1968工）
- 石河信一（雪センター理事長、1967法）
- 石黒憲彦（経済産業省大臣官房政策評価審議官、1980法）
- 石毛博行（経済産業審議官、JETRO事務総長、経）
- 石坂聡（国土交通省住宅局長、1989工[16]）
- 石坂匡身（大蔵官僚、環境事務次官、石油公団副総裁、1963法）
- 石田寛人（科学技術事務次官、駐チェコ大使、金沢学院大学学長、1964工）
- 石塚博英（元福井県副知事、1978）
- 石野信一（大蔵省大臣官房長、銀行局長、主計局長、大蔵事務次官、1935法）
- 石橋晶（文部科学官僚、2000法）
- 石原信雄（自治事務次官、内閣官房副長官、1952法）
- 伊集院彦吉（関東長官、外務大臣、男爵）
- 泉守紀（内務官僚、沖縄県知事、香川県知事）
- 磯邊律男（国税庁長官）
- 伊従寛（公正取引委員会事務局長、1953法）
- 板倉敏和（総務省自治税務局長、消防庁長官、長野県副知事、1972法）
- 板倉英則（国土交通省都市・地域整備局長、国土交通審議官、1969法）
- 市川篤志（内閣府地方創生推進事務局長、1989法）
- 一柳良雄（通産省大臣官房総務審議官、近畿通産局長、1968養）
- 井出亜夫（経企審議官、経企庁国民生活局長、通産官僚、1967法）
- 井出敬二（外務省駐クロアチア大使）
- 居戸利明（関東財務局長、1979法）
- 伊藤健一（農林水産省大臣官房総括審議官）
- 伊藤茂（国土交通省海事局長）
- 伊藤哲朗（警視総監、1972法）
- 伊藤信（内閣府賞勲局長、1990法[17]）
- 稲村公望（郵政事業庁次長、1972法）
- 乾慶一郎（財務省主税局参事官室国際租税企画室長、2006法）
- 猪原誠司（宮城県警察本部長、警察大学校長、1991法）
- 伊原和人（厚生労働省医政局長、保険局長、厚生労働事務次官、1987法）
- 伊吹英明（経済産業省製造産業局長兼大臣官房グリーン成長戦略室長、1991経）
- 伊吹迪人（通産省近畿通産局総務部長、通産研究所研究主幹、1964院養）
- 今井康夫（特許庁長官、住友金属工業副社長、1971法）
- 今井善衛（特許庁長官、通商産業事務次官 / 「官僚たちの夏」の玉木のモデル、1937法）
- 今川拓郎（総務省総合通信基盤局長、総務省大臣官房長、1990院養）[18]
- 入江貫一（帝室会計審査局長官、満州国宮内府次長、貴族院議員、1906法）
- 入江俊郎（法制局長官、貴族院議員、衆議院法制局長、最高裁判事、1924法）
- 岩城宏幸（近畿運輸局長、1991法）
- 岩佐哲也（総務省統計局統計高度利用特別研究官、総務省統計局長、1990工）[19]
- 岩下剛（福岡県警察本部長、大阪府県警察本部長、1992法）
- 岩田一政（日本銀行副総裁、経企庁エコノミスト）
- 岩月理浩（気象庁次長）[20]
- 岩村敬（関西国際空港株式会社取締役会長、第5代国土交通事務次官、1969法）
- 岩元明久（東海農政局長）
- 岩本章吾（経済産業省経済産業政策局調査統計部統計企画解析課長、大阪工業大学知的財産学部教授、1978法）
- 岩成博夫（公正取引委員会事務総局経済取引局長、事務総長、1990養）
- 犬童周作（総務省大臣官房サイバーセキュリティ・情報化審議官、デジタル庁統括官付審議官、1992法[21]）
- 上杉秋則（公正取引委員会事務総長、一橋大学大学院国際企業戦略研究科教授、1970法）
- 植田明浩（長崎税関長、環境省自然環境局長、1989農）
- 上田章（衆議院法制局長、弁護士、白鷗大学教授、1948法）
- 上田誠也（北海道郵政局長、日本郵政公社東海支社長）
- 上田康治（環境省総合環境政策統括官、環境省大臣官房長、1989経[22]）
- 上野憲正（北海道財務局長、大蔵省大臣官房審議官、1968経）
- 上原淳（海上保安庁次長、国土交通省鉄道局長、国土交通審議官、1987経）
- 植松敏（特許庁長官、公取委員、1961法）
- 植村昭三（特許庁審査第四部長、WIPO事務局次長、1969薬）
- 上村健太郎（航空幕僚長、総理府総務副長官、日本道路公団総裁、内務官僚出身）
- 上村伸一（外務省東亜局第一課長、駐イギリス日本大使館臨時代理大使、ドイツ公使、1921年法）
- 宇佐美勝夫（内務次官、東京府知事、賞勲局総裁、内閣資源局長官、貴族院議員）
- 宇佐美毅（宮内庁長官）
- 潮明夫（人事院公平審査局長、大蔵官僚、オリックス信託銀行(現オリックス銀行)社長、1972法）
- 牛場信彦（対外経済担当大臣、外務事務次官、駐米大使 / 民間登用による国務大臣）
- 薄井信明（大蔵事務次官、国民生活金融公庫総裁 / 消費税導入の事務方策定者、1965経）
- 宇多村哲也（財務官僚、ASEAN+3マクロ経済調査事務局（AMRO）戦略調整グループ長、1998経）
- 内田元亨（通産省重工業局鋳鍛造品課長、1951工）
- 内田俊一（初代消費者庁長官、第4代内閣府事務次官、内閣広報官、内閣総務官、1972法）
- 内田幸雄（農林水産省農林水産政策研究所長、1989経[23]）
- 内田欽也（国土交通省都市局長、1990法[24]）
- 内山博之（内閣府健康・医療戦略推進事務局長、1991法）
- 内海倫（防衛事務次官、人事院総裁）
- 内海善雄（郵政審議官、ITU事務総局長、1965法）
- 梅谷光貞（内務官僚、長野県知事）
- 梅村元史（財務官僚、大臣官房文書課調査室長、2002法）
- 宇留賀敬一（経産官僚、群馬県副知事、2003工）
- 漆間巌（警察庁長官、内閣官房副長官、1969法）
- 江川明夫（外務省駐スロヴァキア大使）
- 江木衷（内務省参事官）
- 江崎岩吉（海軍技術中将）
- 江崎格（通商産業省産業政策局長、商工組合中央金庫理事長、東京工業品取引所社長、1965法）
- 榎本健太郎（独立行政法人福祉医療機構理事、第15代厚生労働省医政局長兼厚生労働省死因究明等推進本部事務局長、1989法[25]）
- 江利川毅（内閣府事務次官、厚生労働事務次官、人事院総裁）
- 大金益次郎（宮内次官、侍従長）
- 大川亜沙奈（相模原市副市長）
- 大河原良雄（駐米大使）
- 大来佐武郎（経済企画庁総合開発局長、外務大臣 / 民間登用による外務大臣）
- 逢阪貴士（第3代警察庁サイバー警察局長、内閣総理大臣秘書官、慶應義塾大学総合政策学部教授、1992法[26]）
- 大沢博（第49代消防庁長官、総務省自治財政局長、1990法[27]）
- 大島一博（第16代厚生労働事務次官、厚生労働省政策統括官〈総合政策担当〉、厚生労働省大臣官房長、厚生労働省老健局長、1987法）
- 大島賢三（国連大使、1967法中退）
- 大島稔彦（参議院法制局長、1969法）
- 大島正太郎（駐韓大使、1968法）
- 大髙豪太（気象庁次長、1989農）
- 太田信一郎（特許庁長官、電源開発副社長、1969法）
- 太田述正（仙台防衛施設局長、1971法）
- 大竹和彦（日本年金機構理事長、1982法）
- 大武健一郎（国税庁長官、商工組合中央金庫副理事長、1970経）
- 大西証史（内閣総務官、内閣人事局人事政策統括官、1988法）
- 大野輝之（東京都環境局長、自然エネルギー財団常務理事、1978法）
- 大野裕夫（国土交通省大臣官房運輸安全政策審議官、新潟県副知事、1978法）
- 大野龍太（大蔵次官）
- 大野緑一郎（警視総監、朝鮮総督府政務総監、貴族院議員、1912法）
- 大橋八郎（逓信次官、法制局長官、貴族院議員、内閣書記官長、日本放送協会会長、電電公社総裁）
- 大林正典（第28代気象庁長官、第3代気象庁気象防災監）
- 大堀弘（中小企業庁長官、経済企画事務次官、電源開発総裁）
- 大森敬治（愛媛県警察本部長、防衛庁防衛研究所長、経理局長、防衛施設庁長官、内閣官房副長官補、駐オマーン大使、1968法）
- 大森寛（第1管区総監、陸上幕僚副長、東部方面総監、陸上幕僚長、防衛大学校長、1930法）
- 大森義夫（鳥取県警察本部長、警視庁公安部長、警察大学校長、内閣官房内閣情報調査室長、日本文化大学学長、1963法）
- 岡崎久彦（外務省駐タイ大使、コメンテーター）
- 小笠原憲一（国土交通省大臣官房海外プロジェクト審議官、京都市副市長、1991経[28]）
- 小笠原陽一（総務省情報流通行政局長、1988法[29]）
- 岡田憲治（国会職員、第16代衆議院事務総長、1989法）
- 岡田信（大蔵省銀行局、台湾総督府財務局長、北海道拓殖銀行第六代頭取、満州興業銀行第二代総裁、1909法）
- 岡松成太郎（軍需省管理局長、商工省商務局長、燃料局長、石炭庁次長、総務局長、商工次官、北海道電力社長、1925法）
- 緒方禎己（第99代警視総監、警察庁生活安全局長、警視庁副総監、1987法）
- 岡本全勝（東京大学大学院総合文化研究科教授、内閣総理大臣秘書官、消防大学校長、自治大学校長、復興庁統括官、復興庁事務次官、内閣官房参与、総務・自治官僚、1978法）
- 小川正二（外務省駐イラク大使、1971経中退）
- 小川是（大蔵事務次官、国税庁長官、JT会長、横浜銀行頭取 / 主税畑から次官に、1962法）
- 小川秀俊（外務省駐コンゴ民主共和国大使、1991法）
- 小川良介（第14代農林水産審議官、第10代農林水産省消費・安全局長、内閣府食品安全委員会事務局長、1987法）
- 小川康則（総務省自治行政局長、1991法）[30]
- 奥村勝蔵（外務事務次官）
- 奥村虎雄（総理府土地調整委員会事務局長、1938法）
- 小倉和夫（外務省経済局長、駐ベトナム大使、外務審議官、駐韓国大使、駐仏大使、国際交流基金理事長、1962法）
- 尾崎護（近畿財務局長、大蔵省主税局長、国税庁長官、大蔵事務次官、国民生活金融公庫総裁、1958法）
- 小滝敏之（消防大学校長、千葉経済大学学長）
- 小田村四郎（行政管理事務次官、拓大総長、大蔵官僚、1947法）
- 落合俊雄（科学技術庁科学技術政策局長、研究開発局長、通産官僚、1967法）
- 小野俊行（気象庁長官、1961理）
- 小野洋（環境省地球環境審議官、1987院工[31]）
- 小野洋太（第54代特許庁長官、1989法[32]）
- 小幡政人（国土交通事務次官、鉄道建設・運輸施設整備支援機構理事長、1968法）
- 織田央（第44代林野庁長官、1988農）
- 小和田恆（外務事務次官、国連大使、国際司法裁判所所長、1955養）

#### か行
- 開出英之（第10代復興庁事務次官、復興庁統括官、総務省自治税務局長、1986法）
- 海原治（防衛庁長官官房長）
- 海谷厚志（国土交通省海事局長、1989法[33]）
- 鏡味徳房（東日本銀行頭取、大蔵省関税局長、1965法）
- 垣見隆（警察大学校校長）
- 影山衛司（中小企業庁長官、東京商工会議所、日本商工会議所専務理事、商工組合中央金庫理事長、1940法）
- 鹿島幾三郎（経済企画庁物価局長、通産官僚、1971法）
- 柏木隆久（運輸安全委員会事務局長、1989法[34]）
- 柏木雄介（東京銀行頭取、財務官）
- 柏原恭子（経済産業省通商政策局サイバー国際経済政策統括調整官、法）
- 柏原兵太郎（運輸通信省自動車局長、1924法）
- 糟谷敏秀（特許庁長官、大臣官房長、経済産業政策局長、経済産業省製造産業局長、1984法）
- 風木淳（内閣府宇宙開発戦略推進事務局長、1990法[35]）
- 加瀬俊一（駐西独大使）
- 片上慶一（外務省駐イタリア大使、1980法）
- 片山信子（国立国会図書館副館長、1985経）
- 金尾健司（水資源機構理事長、国土交通省水管理・国土保全局長、1983院工）
- 鹿野軍勝（外務省駐コロンビア、バチカン大使）
- 勝栄二郎（IIJ社長、財務事務次官、主計局長、大臣官房長、理財局長、大臣官房総括審議官、東京大学法学部学士編入学）
- 加藤進（宮内次官、会計検査院長）
- 加藤進（観光庁次長、1990法）[36]
- 加藤隆俊（国際通貨基金（IMF）副専務理事、財務官、1964法）
- 加藤雅（経済企画審議官）
- 加藤康宏（科学技術事務次官、海洋研究開発機構理事長、1967工）
- 加藤良三（外務省駐米大使）
- 角谷正彦（中小企業金融公庫総裁、国税庁長官、1958法）
- 角野然生（中小企業庁長官、復興庁統括官、1988経）
- 金井照久（財務省財務総合政策研究所長、1972経）
- 鎌倉節（宮内庁長官、内閣調査室長、警視総監）
- 鎌田徹郎（愛知県警察本部長、警視庁副総監、1992法）
- 鎌田吉郎（石油公団総裁、新日鐵副社長、資源エネルギー庁長官、1958法）
- 賀陽治憲（外務省駐ブラジル大使）
- 川北禎一（日本銀行副総裁、日本興業銀行頭取、1922法）
- 川嶋孝彦（内閣統計局長）
- 川嶋真（造幣局理事長）
- 川島裕（外務事務次官、外務省駐英大使、侍従長）
- 川田剛（税理士、仙台国税局長、明治大学大学院教授、1967農）
- 河内隆（内閣府事務次官、内閣府大臣官房長、鉄道建設・運輸施設整備支援機構理事長、京都市副市長、1982法）
- 河野真（鹿児島県警察本部長、内閣官房拉致問題対策本部事務局長、1989法）
- 川原英之（通商産業大臣官房長 / 佐高信「官僚たちの志と死」の主人公の一人、1941法）
- 瓦林康人（国土交通省国際統括官、大臣官房長、総合政策局長、1987法）
- 神田眞人（アジア開発銀行総裁、財務官、1987法）
- 木内重四郎（農商務省商工局長、貴族院議員、京都府知事）
- 岸野博之（外務省駐ラオス大使、1975法）
- 岸本綾夫（陸軍大将）
- 岸本武史（厚生労働省労働基準局長、1990法）
- 岸本浩（国立印刷局理事長、東京税関長、1985法）
- 北井久美子（厚生労働省雇用均等・児童家庭局長、中央労働委員会事務局長、東京都公安委員会委員長、中央労働災害防止協会専務理事、宝ホールディングス株式会社社外監査役、株式会社協和エクシオ社外取締役、三井住友建設株式会社社外取締役、1976法）
- 北岡元（外務省国際情報局国際情報課長、1979法）
- 北川修（総務省政策統括官、1992経）[37]
- 北川力夫（医療金融公庫総裁、厚生事務次官、1944法）
- 北代誠弥（日本銀行副総裁、、復興金融公庫理事長、日本ソフトウェア社長）
- 北野賢治（財務省国際局調査課国際調査室長、2008経）
- 北畑隆生（経済産業事務次官、1972法）
- 北原久（総務省国際統計交渉官（政策統括官付）、総務省政策統括官（統計制度担当、恩給担当）、総務省大臣官房審議官（統計局、統計制度、統計情報戦略推進、恩給担当）、内閣府公益認定等委員会事務局長）[38]
- 北村滋（国家安全保障局長、内閣情報官）
- 北村隆（兵庫県警察本部長、防衛庁防衛研修所長）
- 木村敬（自治・総務官僚、熊本県副知事、熊本県知事、1999法）
- 木村幸俊（国税庁長官、商工組合中央金庫副社長、1972法）
- 清井正（農林事務次官、農林漁業金融公庫総裁、日本中央競馬会理事長、1932法）
- 行天豊雄（財務官、東京銀行会長、1955経）
- 草原克豪（文部省生涯学習局長、拓殖大学副学長、1966教養）
- 楠田幹人（国土交通省不動産・建設経済局長、国土交通省住宅局長、茨城県副知事、1992経[39]）
- 國松孝次（警察庁長官、外務省駐スイス大使 / 国松長官狙撃事件参照）
- 久保信保（第33代消防庁長官、総務省自治財政局長）
- 久保田勇夫（大蔵省関税局長、国土事務次官、西日本シティ銀行頭取、1966法）
- 窪田修（内閣人事局人事政策統括官、財務省理財局長、1988経）
- 久保田雅晴（国土交通省航空局長、1988工）
- 窪田正八（気象庁長官、1943年理）
- 熊澤英昭（農林水産省畜産局・経済局長、農林水産審議官、農林水産事務次官、駐チェコ大使）
- 熊谷典文（通商産業事務次官、住友金属工業社長・会長）
- 熊野英昭（通商産業事務次官、東京中小企業投資育成社長、1960経）
- 倉重泰彦（水産庁次長、1989法）
- 栗栖弘臣（統合幕僚会議議長）
- 栗山茂（外務省条約局長、駐スウェーデン・ベルギー大使、最高裁判事）
- 栗生俊一（警察庁長官、内閣官房副長官、1981法）
- 黒木幾雄（北陸農政局長）
- 黒田直樹（資源エネルギー庁長官、住友商事副社長、1963法）
- 黒田東彦（財務官、アジア開発銀行総裁、日本銀行総裁、1967法）
- 黒田秀郎（厚生労働省老健局長、1991法）
- 黒田眞（通商産業省生活産業局・通商政策局長、通商産業審議官 / 1987年日米半導体交渉にて「タフ・ネゴシエーター」の異名、1955法）
- 小池欣一（内閣官房副長官）
- 小泉親彦（陸軍軍医中将、厚生大臣）
- 香坂昌康（内務官僚、東京府知事）
- 合田秀樹（在キルギス特命全権大使、人事院事務総局職員福祉局長、国家公務員倫理審査会事務局長、1984法）
- 河野一之（大蔵事務次官、太陽神戸銀行会長、1930法）
- 甲野正道（文部科学省文化庁長官官房著作権課長、大阪工業大学知的財産専門職大学院教授、1978法）
- 小粥正巳（大蔵事務次官）
- 小島裕史（第23代内閣危機管理監、第98代警視総監、警察庁長官官房長、北海道警察本部長、警視庁警備部長、1988法）
- 小西禎一（大阪府副知事、1980法）
- 後藤康夫（農林水産事務次官、1956経）
- 小林大樹（農林水産省経営局長、1993法）[40]
- 小林與三次（自治事務次官、読売新聞社会長、日本テレビ放送網会長）
- 小林芳雄（農林水産省生産局・大臣官房長、水産庁長官、農林水産事務次官）
- 小原雅博（シドニー・上海総領事、1980文）
- 小峰隆夫（経済企画庁物価局・調査局長、国土交通省国土計画局長、1969経）
- 小宮義則（第48代特許庁長官、1984経）[41]
- 小村武（大蔵事務次官、日本政策投資銀行総裁、1963法）
- 小村康一（外務省駐チリ・ブラジル大使、拓殖大学総長）
- 小松勇五郎（通商産業事務次官）
- 五味廣文（金融庁長官、プライスウォーターハウスクーパース総合研究所理事長、1972法）
- 五味裕一（危険物保安技術協会理事長、消防庁次長、1990法[42]）
- 近藤茂夫（国土事務次官、内閣広報官、駐フィンランド大使、1965法）
- 近藤信司（文部省大臣官房長、文部科学省生涯学習政策局・初等中等教育局長、文部科学審議官、文化庁長官、国立教育政策研究所長、国立科学博物館長、1971法）

#### さ行
- 佐伯修司（独立行政法人統計センター理事長、総務省統計局統計高度利用特別研究官、同統計局長、同統計研究研修所長）[43]
- 斎藤健（資源エネルギー庁電力・ガス事業部電力基盤整備課長、埼玉県副知事）
- 斎藤次郎（経済企画庁長官官房長、大蔵省大臣官房長、主計局長、大蔵事務次官、東京金融取引所社長、日本郵政社長 / 通称「デンスケ」、1959法）
- 斎藤真人（東京都港湾局長、東京都収用委員会事務局長、1984文）
- 斉藤実（第96代警視総監、警視庁副総監、神奈川県警察本部長、1985法）
- 酒井啓子（アジア経済研究所参事、東京外国語大学大学院教授、1982養）
- 堺司（通商産業大臣官房審議官）
- 榊真一（国土交通省都市局長、内閣府政策統括官（防災担当）、国土交通審議官、1988法）
- 榊原英資（大蔵省国際金融局長、財務官、コメンテーター、1965年大蔵省入省・院経卒）
- 櫻井美香 (警察庁刑事局犯罪支援分析管理官)
- 佐久間達哉（東京地方検察庁特別捜査部部長）
- 坂勝浩（農林水産省消費・安全局長、1991法）[44]
- 阪田泰二（大蔵省管財局長、理財局長、国税庁長官、日本銀行理事、日本専売公社総裁、1931法）
- 阪田雅裕（内閣法制局長官、1966法）
- 佐方信博（郵政省経理局長、郵務局長、郵政務次官、富士重工業副社長、1938法）
- 坂根工博（国土交通省国土政策局長、宮内庁侍従次長、1986法）
- 阪本克彦（総務審議官、内閣官房内閣人事局人事政策統括官、総務省政策統括官（統計制度担当、恩給担当）、総務省大臣官房政策立案総括審議官、1989経）[45]
- 坂本春生（札幌通産局長、西武百貨店副社長 / 女性通産官僚の草分け、1962経）
- 坂本導聡（経済企画庁物価局長、国民生活局長、総合計画局長、大蔵官僚、1964法）
- 阪本瑞男（外務省欧亜局長、駐スイス公使）
- 佐上武弘（大蔵省大臣官房長、財務官、1948法）
- 桜町道雄（復興庁統括官、1990経[46]）
- 迫井正深（医師、厚生労働技官、内閣官房新型コロナウイルス感染症対策推進室長、厚生労働省医政局長、死因究明等推進本部事務局長、1989医）
- 迫田裕治（警察庁警備局長、1991法）
- 佐々江賢一郎（外務省経済局長、アジア大洋州局長、外務審議官、外務事務次官、1974法）
- 佐々木正士郎（国土交通省国土政策局長、国土交通省大臣官房総括審議官、1992経）[47]
- 佐々木伸彦（第13代日本貿易振興機構理事長、元経済産業審議官、元経済産業省通商政策局長、1979法）
- 佐々木正峰（文部省体育局長、高等教育局長、文化庁長官、国立科学博物館長、1968法）
- 佐々淳行（防衛施設庁長官、初代内閣安全保障室長、1954法）
- 佐藤謙（防衛庁教育訓練局長、経理局長、防衛局長、防衛事務次官、大蔵官僚、1966法）
- 佐藤英彦（埼玉県警察本部長、警察庁刑事局長、大阪府県警察本部長、警察庁次長、警察庁長官、警察共済組合理事長、1968法）
- 佐藤伸樹（内閣府政策統括官付参事官、1997法）
- 佐藤光夫（大蔵省関税局長、アジア開銀総裁、1955法）
- 佐藤基（商工省特許標準局長官、新潟県知事、会計検査院長、東京都副知事、公正取引委員会委員長）
- 佐藤行雄（国連大使、1961法中退）
- 佐野宏哉（水産庁長官、農林水産省経済局長、1953経[48]）
- 佐野美波（主税局税制第一課主税企画官、1998年法）
- 佐橋滋（通商産業省重工業局長、企業局長、特許庁長官、通商産業事務次官 / 高度成長期の代表的通産官僚 城山三郎作「官僚たちの夏」のモデル）
- 沢田廉三（外務次官、駐仏大使、駐ビルマ大使、外務事務次官、初代国連大使）
- 澤柳政太郎（文部次官、東北帝国大学総長、京都帝国大学総長、貴族院議員）
- 塩谷隆英（国土庁計画・調整局長、経済企画庁調整局長、経済企画事務次官、総合研究開発機構理事長、1966法）
- 志賀佐保子（防衛省大臣官房広報課長、財務省大臣官房参事官（関税局関税課担当）、1996法）
- 重原久美春（経済協力開発機構(OECD)副事務総長、国際経済政策研究協会会長、1962法）
- 品川萬里（郵政省貯金局長、放送行政局長、郵政審議官、郡山市長、1967法）
- 篠沢恭助（大蔵省理財局長、大臣官房長、主計局長、大蔵事務次官、国際協力銀行総裁、1960法）
- 篠原俊博（デジタル庁統括官、内閣官房情報通信技術総合戦略室代理、1987法）
- 篠原尚之（財務省国際局長、財務官、1975経）
- 篠原登（科学技術事務次官）
- 篠原英樹 (警察官僚、大阪府警察本部副本部長、1995法)
- 篠原康弘（国土交通省国際統括官、国土交通審議官、）
- 渋沢信一（外務省通商局長、条約局長、外務事務次官、駐スペイン大使、駐タイ大使、1922経）
- 島﨑俊隆（警察庁長官官房技術総括審議官）
- 島田叡（内務官僚、沖縄県知事）
- 清水潔（文部科学省高等教育局長）
- 下河辺淳（国土事務次官、都市計画家、1947工）
- 下元連（戦災復興院技監、工学院大学工学部教授）
- 下山定則（運輸次官、初代国鉄総裁 / 下山事件、1925工）
- 城克文（厚生労働省医薬局長、同医薬・生活衛生局長、1989法[49]）
- 庄司隆一（駐ナイジェリア大使、1975法）
- 小善真司（茨城県副知事、国土交通省政策統括官、1991法[50]）
- 白須敏朗（農林水産省生産局長、大臣官房長、水産庁長官、農林水産事務次官、1974法）
- 新庄健吉（陸軍主計大佐）
- 新保生二（経済企画庁調査局長、経済企画審議官、青山学院大学教授、1968経）
- 末綱隆（神奈川県警察本部長、警視庁副総監、東宮侍従長、駐ルクセンブルク大使）
- 末松広行（農林水産省農村振興局長、経済産業省産業技術環境局長、農林水産事務次官、1983法）
- 末宗徹郎（福島復興再生総局事務局長、復興庁事務次官、復興庁統括官、1983法）
- 菅沼光弘（公安調査庁調査第二部長、1959法）
- 杉中淳（農林水産省輸出・国際局長、農林水産省大臣官房総括審議官、1990法）
- 杉原正（警察庁交通局長、大阪府警察本部長、警察大学校校長）
- 杉村陽太郎（IOC委員、外務省駐伊大使、駐仏大使、1908法）
- 杉山和男（通商産業省大臣官房長、産業政策局長、通商産業事務次官、新日本製鐵副社長、電源開発社長、1952法）
- 鈴木英二郎（厚生労働省労働基準局長、厚生労働省政策統括官〈統計・情報政策、労使関係担当〉、1988法）
- 須藤明夫（内閣官房内閣総務官室内閣総務官、1993法[51]）
- 須藤治（中小企業庁長官、1989経[52]）
- 須之部量三（外務省アジア局長、駐オランダ大使、駐インドネシア大使、駐韓大使、外務事務次官、1941法卒）
- 澄田智（経済企画庁長官官房長、大蔵省銀行局長、大蔵事務次官、日本輸出入銀行総裁、日本銀行総裁 / バブル経済勃興期の総裁、1940法）
- 住田正二（運輸省大臣官房長、鉄道監督局長、運輸事務次官、JR東日本社長、1946法）
- 住澤整（第54代国税庁長官[53]、1988経[54]）
- 関田康雄（気象庁長官、1984院理）
- 関屋貞三郎（宮内次官、貴族院議員、枢密顧問官、1899法）
- 関屋悌蔵（満州国民生部次長、厚生部次長、1921法）

#### た行
- 高岡正人（外務省駐モンゴル大使）
- 髙岡望（外務省駐カメルーン兼チャド大使）
- 高木祥吉（金融庁長官、ゆうちょ銀行社長、1971法）
- 高木文雄（大蔵事務次官、国鉄総裁 / 角福戦争にて主税局長から次官就任）
- 高城元（商工組合中央金庫理事長、1932経）
- 滝澤依子（警察庁長官官房審議官、1994法）
- 高須幸雄（国連大使、1969法中退）
- 高辻正己（内閣法制局長官、法務大臣、1935法）
- 髙橋一郎（国土交通省海事局長、観光庁長官、1988法）
- 髙橋淳（経済産業省中部産業局長、1988法）
- 高橋孝雄（農林水産政策研究所長、1987法）
- 高橋俊之（厚生労働省年金局長、1987法）
- 高橋達直（中小企業庁長官、ライオン社長、1960法）
- 高橋康順（満州国実業部次長、参議、1916法）
- 髙橋寛（外務省在ジュネーブ国際機関日本政府代表部一等書記官、大阪工業大学知的財産専門職大学院教授、1982法）
- 高橋洋一（内閣参事官、大蔵省理財局資金企画室長、経産研究所コンサルティングフェロー、1978理卒・80経卒大蔵省入省）
- 高橋礼一郎（ニューヨーク総領事）
- 髙山成年（経済産業省大臣官房審議官（通商政策局・農林水産品輸出担当）、農林水産省大臣官房輸出促進審議官、1995法[55]）
- 瀧口敬二（国土交通省鉄道局長、総合政策局長、駐クロアチア大使、1979法）
- 瀧野欣彌（総務事務次官、内閣官房副長官）
- 滝本豊水（大蔵省大臣官房審議官、弁護士、1972法）
- 竹内透（北海道開発事務次官、だいこう証券ビジネス社長、1962法）
- 竹内道雄（大蔵省主計局長、大蔵事務次官）
- 武川恵子（内閣府男女共同参画局長）
- 竹花豊（東京都副知事、警察庁生活安全局長 / 石原慎太郎に請われ副知事に、1973法）
- 竹村晃一（総務審議官、総務省国際戦略局長、総務省大臣官房長、総務省総合通信基盤局長、1989経）[56]
- 竹谷廣之（農林水産技術会議事務局長）
- 田島信威（参議院法制局長、1961法）
- 太刀川浩一（警視庁刑事部長、警察庁交通局長、長官官房長、1991法）
- 橘幸信（国会職員、第17代衆議院法制局長、1982法）
- 田中啓二郎（大蔵省大臣官房審議官）
- 田中佐智子（厚生労働省雇用環境・均等局長、1991法）
- 田中俊恵（警察大学校長、警視庁副総監）
- 棚橋泰（運輸大臣官房長）
- 棚橋祐治（通商産業事務次官、石油資源開発社長・会長、1958法）
- 田辺俊彦（中小企業庁次長、1962経）
- 田波耕治（大蔵事務次官、国際協力銀行総裁 / 内閣内政審議室長から次官に）
- 谷正之（外務次官、外務大臣、外務省駐米大使）
- 谷内満（内閣府政策統括官、早稲田大学教授、1973法）
- 谷口禎一（外務省駐ニュージーランド大使、関西担当大使、1956法）
- 谷野作太郎（外務省駐中国大使、内閣外政審議室長）
- 谷村栄二（林野庁次長、農林水産省大臣官房危機管理・政策立案総括審議官、1991経[57]）
- 田端浩（国土交通省自動車局長、大臣官房長、国土交通審議官、観光庁長官、1981法）
- 田淵寿郎（名古屋市助役）
- 玉置敬三（通商産業事務次官、東芝会長）
- 玉木林太郎（財務官、1976法）
- 田村義雄（環境事務次官、駐クロアチア大使）
- 田和宏（第12代内閣府事務次官、内閣府審議官、内閣府政策統括官〈経済社会システム担当〉、内閣府政策統括官〈経済財政分析担当〉、内閣府大臣官房総括審議官、1984法）
- 丹波實（外務審議官、駐露大使 / 東郷和彦ら「ロシアンスクール」の代表格）
- 千野忠男（財務官、アジア開銀総裁、1960法）
- 塚本壽雄（総務省行政評価局長、早稲田大学教授、1969法）
- 築山信彦（第17代衆議院事務総長、1991法[58]）
- 辻哲夫（厚生労働事務次官、1971法）
- 津田広喜（財務事務次官、1972法）
- 土田國保（警視総監、防衛大学校校長、1943法）
- 土田正顕（国税庁長官、東京証券取引所初代社長 / いわゆる「土地総量規制」、1959法）
- 土谷晃浩（財務省国際局長、1990法）
- 筒井竹雄（陸上幕僚長）
- 筒井洋樹（警察庁警備局長、1993法[59]）
- 堤修三（社会保険庁長官、大阪大学教授、1971法）
- 堤富男（通商産業事務次官、中小企業金融公庫総裁、1962法）
- 鶴田浩久（国土交通省総合政策局長、国土交通省物流・自動車局長、国土交通省自動車局長、1990法[60]）
- 出口和宏（総務省自治財政局長、総務省大臣官房長、1992法[61]）
- 寺﨑秀俊（総務省自治税務局長、神戸市副市長、熊本市副市長、1991法）[62]
- 寺田吉道（国土交通省大臣官房長、国土交通審議官、1989法[63]）
- 寺脇研（文部科学省官僚、文化庁文化部長 / 「ゆとり教育」を推進した）
- 土井勝二（運輸審議官、運輸省運輸政策局長、運輸省大臣官房長、法）[64]
- 東郷和彦（外務省欧亜局長 / 鈴木宗男問題では人事抗争も絡み更迭された）
- 東郷文彦（外務事務次官、駐米大使、1939法）
- 道正邦彦（内閣官房副長官、労働事務次官、雇用促進事業団理事長）
- 堂之脇光朗（外務省駐メキシコ大使）
- 遠山敦子（文化庁長官、駐トルコ大使、文部科学大臣、1962法）
- 徳川武定（子爵、海軍技術中将）
- 徳川義寛（男爵、侍従長、1930文）
- 冨沢宏（大阪国税局長、国立印刷局理事長）
- 富田朝彦（宮内庁長官、内閣調査室長 / いわゆる靖国参拝問題での「富田メモ」、1943法）
- 冨安泰一郎（デジタル庁統括官〈戦略・組織グループ長〉、デジタル審議官、1990法）
- 豊蔵一（建設事務次官、阪神高速道路公団理事長、住宅・都市整備公団総裁、東日本建設業保証社長、セントラル野球連盟会長、1953法）
- 豊島格（資源エネルギー庁長官、世界貿易センタービル会長、1953経）

#### な行
- 内藤邦男（農林水産省生産局長、林野庁長官）
- 内藤正久（通商産業省産業政策局長、伊藤忠商事副会長、日本エネルギー経済研究所理事長、1961法）
- 直江利克（神奈川県警察本部長、皇宮警察本部長、1990経）
- 奈尾基弘（中央労働委員会事務局長、1989法）
- 長井俊彦（農林水産省畜産局長、農林水産大臣官房長、農林水産省農村振興局長、1990経[65]）
- 永井松三（外務次官、外務省駐独大使）
- 長岡實（大蔵事務次官、JT初代社長、1947法）
- 中川勝弘（通商産業審議官、東京海上キャピタル会長、トヨタ自動車副会長、1965法）
- 中川浩明（全国知事会事務総長、消防庁長官、埼玉県副知事）
- 中川義章（陸将、陸上自衛隊研究本部長）
- 永島勝利（総務省統計局長、院理）[66]
- 中島孝夫（会計検査院事務総長、1963法）
- 中島義雄（大蔵省主計局次長、船井電機副社長、セーラー万年筆社長 / いわゆる「大蔵スキャンダル」で知られることに、1966法）
- 中田哲雄（中小企業庁長官、同志社大学教授、1964法）
- 永塚誠一（経済産業省商務情報政策局長、三菱ふそうトラック・バス代表取締役会長、日本自動車工業会副会長、1980経）
- 長沼弘毅（大蔵事務次官、公正取引委員会委員長 / シャーロック・ホームズ研究で知られている、1928法）
- 長野庬士（大蔵省証券局長、弁護士 / いわゆる「大蔵スキャンダル」で知られることに、1966法）
- 中原淳（国土交通省国土政策局長、1987法）
- 中平幸典（財務官、信金中央金庫理事長 / IMFにてロシアの市場経済移行策定者の一人、1963法）
- 中前隆博（外務省中南米局長、駐アルゼンチン大使、1986法）
- 中村格（第29代警察庁長官、警察庁次長、警察庁長官官房長、警察庁長官官房総括審議官、警察庁組織犯罪対策部長、菅義偉官房長官秘書官、警視庁刑事部長）
- 中村謙一（男爵、鉄道省建設局長、貴族院議員）
- 中村英正（財務官僚、東京オリンピック・パラリンピック競技大会組織委員会GDO）
- 中村是公（満鉄総裁、貴族院議員、鉄道院総裁、東京市長）
- 長屋聡（総務審議官、1984養）
- 中山理映子（国土交通大臣官房審議官）
- 永山時雄（通商産業省繊維局長、初代官房長、1935法）
- 永山玲奈（金融庁企画市場局市場課市場企画管理官、2003法）
- 奈須野太（経済産業省産業技術環境局長、元中小企業庁次長、1990養）
- 成瀬正二（海軍技術少将）
- 西春彦（外務次官、駐英大使）
- 西垣昭（海外経済協力基金総裁、大蔵事務次官、主計局長、大臣官房長、理財局長、1953法）
- 西林万寿夫（外務省駐キューバ大使、駐ギリシャ大使、1975法）
- 西村泰彦（第90代警視総監、第19代内閣危機管理監、第14代宮内庁次長、第10代宮内庁長官、1979法）
- 西村吉正（大蔵省銀行局長、早稲田大学教授、1963法）
- 西広整輝（防衛事務次官 / 初の生え抜き次官、1956文卒）
- 仁杉巌（日本鉄道建設公団総裁、日本国有鉄道総裁、西武鉄道社長）
- 二宮清治（デジタル庁統括官（省庁業務サービスグループ長）、総務省総合通信基盤局長、1988経）
- 糠谷真平（経済企画事務次官、国民生活センター理事長）
- 根津利三郎（通商産業省通商政策局審議官、OECD科学技術産業局長、1970経）
- 野上義二（外務事務次官、駐英大使 / 田中真紀子外務大臣の「指輪騒動」時代の次官で知られている）
- 野田健（警察庁刑事局長、長官官房長、警視総監、内閣危機管理監、1967法）
- 野田仁（外務省駐エクアドル大使、駐ルーマニア大使）
- 野原諭（第15代経済産業省商務情報政策局長、1991法[67]）
- 野村一成（駐独大使、駐露大使、東宮大夫）
- 野村竜一（第5代気象防災監、1991院理[68]）
- 野村龍太郎（鉄道院副総裁、満鉄総裁）

#### は行
- 間隆一郎（厚生労働省老健局長、1990法[69]）
- 橋井真（日本銀行政策委員、軍需省機械局長）
- 橋口収（国税庁長官、大蔵省主計局長、公正取引委員会委員長、広島銀行頭取、会長）
- 橋本圭三郎（農商務次官、貴族院議員）
- 橋本鋼太郎（建設事務次官、首都高速道路公団理事長、1964工）
- 橋本利一（資源エネルギー庁長官、通商産業審議官、三菱電機副社長、石油公団総裁、新エネルギー財団会長、法）
- 橋本泰宏（厚生労働省子ども家庭局長、厚生労働省社会・援護局長、1987法）
- 長谷川浩一（財務省東海財務局長、アジア開発銀行日本代表理事、東大公共政策大学院教授、1984法）
- 長谷川直之（第27代気象庁長官、1983理）
- 波多野敬雄（国連大使、学習院長、1953法中退）
- 畠山襄（通商産業審議官、国際経済交流財団会長、1959法）
- 畠山陽二郎（資源エネルギー庁次長、経済産業省産業技術環境局長、1992法）[70]
- 花岡宗助（通産省貿易局長、日本自転車振興会会長、1951法）
- 羽石千代（埼玉県警警務部長、1998法）
- 土生栄二（厚生労働省老健局長、人事官、1986法）
- 濱尾実（東宮侍従）
- 浜中裕徳（環境省地球環境審議官、慶大環境情報学部教授、1967工）
- 濱野幸一（第53代特許庁長官、1989法）
- 濵谷浩樹（厚生労働省保険局長、厚生労働省子ども家庭局長、厚生労働省老健局長、1985法）
- 葉室和親（外務省駐トンガ大使）
- 早川智之（警察庁交通局長、1992法[71]）
- 林敬三（統合幕僚会議議長、内務官僚）
- 林貞行（外務事務次官、駐英大使）
- 林修三（内閣法制局長官、首都高速道路公団理事長、1932法）
- 林俊行（国土交通審議官、1988法）
- 林則清（警察庁刑事局長）
- 林幹雄（内閣府政策統括官）
- 林康夫（中小企業庁長官、通商産業省通商政策局長、ジェトロ理事長、1966法）
- 林幸秀（文部科学審議官）
- 秡川直也（観光庁長官、1988法）
- 原口恒和（金融庁総務企画局長、イオン銀行会長、1970法）
- 原邦彰（第21代総務事務次官、総務審議官、第47代消防庁長官、総務省自治財政局長、総務省大臣官房長、内閣総務官、和歌山県副知事、1988法）
- 原乙未生（陸軍中将）
- 原田義久（栃木県警察本部長、カジノ管理委員会事務局次長、1992法）
- 原宏彰（内閣府審議官、内閣府大臣官房長、内閣府政策統括官（沖縄政策担当）、同沖縄振興局長、第30代船橋市副市長、1987法[72]）
- 伴襄（建設事務次官、都市再生機構理事長、1963法）
- 板東一彦（日本貿易保険代表取締役社長、同理事長、経済産業省大臣官房審議官、1977法）
- 坂東眞理子（内閣府男女共同参画局長、昭和女子大学学長、1969文）
- 檜垣重臣（警察庁生活安全局長、1991法）[73]
- 日笠弥三郎（国土交通省近畿運輸局長、国際統括官、1991農）
- 東良信（内閣府審議官、駐ルーマニア大使、1974法）
- 氷見野良三（金融庁長官、日本銀行副総裁、1983法）
- 日吉章（防衛事務次官、1959法）
- 人見信男（警察庁交通局長、1972法）
- 平池栄一（総務省行政管理局長、1991法）[74]
- 平井富三郎（通商産業事務次官）
- 平井裕秀（経産官僚、第16代経済産業審議官、1987法）
- 平井正夫（総務省総務審議官、郵便貯金・簡易生命保険管理機構理事長）
- 平岡梓（農林省水産局長）
- 平岡千之（駐ポルトガル大使、迎賓館長）
- 平岡定太郎（樺太庁長官）
- 平澤貞昭（大蔵事務次官、国民金融公庫総裁、横浜銀行頭取、1955法）
- 平嶋隆司（国土交通省大臣官房危機管理・運輸安全政策審議官、観光庁次長）[75]
- 平田研（国土交通省不動産・建設経済局長、国土交通省大臣官房総括審議官、長崎県副知事、1991法[76]）
- 平野侃三（国土庁大都市圏整備局整備課長、東京農業大学名誉教授）
- 広瀬直（経済産業審議官、経済産業省通商政策局長、1986法）
- 福井静夫（海軍技術少佐）
- 福川伸次（通商産業事務次官、電通総研所長、1955法）
- 福田淳一（財務事務次官、弁護士、1982法）
- 福田進（国税庁長官、内閣官房副長官補、1971法）
- 福永哲郎（経済産業省貿易経済安全保障局長、経済産業省貿易経済協力局長、1991経）[77]
- 伏屋和彦（国税庁長官、内閣官房副長官補、会計検査院長、1967法）
- 藤井治芳（院工科修了。建設事務次官、技監、日本道路公団総裁 / 小泉内閣時代の「道路公団問題」にて知られる）
- 藤井松太郎（国鉄総裁）
- 藤木俊光（経済産業省経済産業政策局長、経済産業省大臣官房長、経済産業省製造産業局長、経済産業省商務情報政策局商務・サービス審議官、1988法[78]）
- 藤島安之（通商産業大臣官房審議官、駐パナマ大使、1969法）
- 藤田恒郎（大蔵省証券局長、札幌学院大学理事長、1957法）
- 藤原章夫（文部科学事務次官、1986法[79]）
- 藤原和人（国土事務次官、大蔵官僚、十八銀行頭取、1962法）
- 藤原武平太（通商産業省通商政策局次長、中部通産局長、駐ブルガリア大使、情報処理推進機構理事長、1964法）
- 藤原朋子[80]（子ども家庭庁成育局長、1989法）
- 藤本喜久雄（海軍造船少将）
- 藤本隆史（大阪府警察本部長、警察庁刑事局長、1987法）
- 藤森昭一（内閣官房副長官、宮内庁長官、日本赤十字社社長）
- 藤山楢一（駐英大使）
- 二橋正弘（自治事務次官、内閣官房副長官、1964法）
- 舩橋晴雄（国土交通審議官、1969法）
- 舟本浩（内閣府総合海洋政策推進事務局長、1993法）
- 法眼健作（国連事務次長（広報担当）、駐カナダ大使）
- 法眼晋作（外務事務次官、国際協力事業団総裁）
- 保坂伸（資源エネルギー庁長官、1987経）
- 星野芳隆（外務省駐エルサルバドル大使、1989年法）
- 星屋和彦（国税庁次長、1989法）
- 細川興一（財務事務次官、日本政策金融公庫副総裁）
- 細川昌彦（中部経済産業局長）
- 細野躋（鉄道省総務課長、阪神電気鉄道専務、1905法）
- 堀田隆夫（大蔵省造幣局長、日本たばこ産業副社長、大阪証券金融社長、1968経）
- 堀内謙介（外務次官、駐米大使）

#### ま行
- 前島明成（農林水産省東北農政局長、農林水産省大臣官房危機管理・政策立案総括審議官、1990法[81]）
- 前田一浩（第44代消防庁長官、総務省自治財政局長）
- 前田正博（日銀政策委員、通商産業省通商政策局次長、日立製作所上席常務、1966経）
- 前谷重夫（食糧庁長官、水産庁長官、興亜火災海上保険社長、会長、1932法）
- 牧野茂（海軍技術大佐 / 戦艦大和建造に携わる）
- 牧野力（通商産業省基礎産業局長、大臣官房長、産業政策局長、通商産業事務次官、1963法）
- 孫崎享（外務省駐ウズベキスタン大使、外務省国際情報局長、駐イラン大使、防衛大学校教授、1966法）
- 増田好平（防衛省人事教育局長、防衛事務次官、1975法）
- 増田美希子（福井県警察本部長、2000養）
- 松井明（外務省駐スウェーデン大使、国連大使、駐仏大使）
- 松浦晃一郎（外務省駐仏大使、ユネスコ事務局長、1959法中退 / ニューズウィーク「世界で知られる日本人」の一人）
- 松尾剛彦（経済産業審議官、1988法）
- 松川隆志（国税庁次長、北海道開発事務次官、自動車保険料率算定会副理事長、日本政策投資銀行副総裁、日本酒類販売社長、1966法）
- 松川道哉（大蔵省国際金融局長、大臣官房長、財務官、1947法）
- 松澤裕（地球環境審議官、地球環境局長、水・大気環境局長、1989院工[82]）
- 松下康雄（大蔵省大臣官房長、主計局長、大蔵事務次官、日本銀行総裁、1950法）
- 松田武（空将、中部航空方面隊司令、航空幕僚副長、航空幕僚長）
- 松田浩樹（内閣官房内閣総務官、1989法）[83]
- 松永明（第50代特許庁長官、1986法）
- 松野春樹（郵政事務次官、NTT副社長）
- 松原亘子（労働事務次官、駐伊兼アルバニア兼サンマリノ大使 / 女性初の事務次官）
- 松山良一（外務省駐ボツワナ大使、1972経）
- 松本敦司（総務省行政管理局長、船橋市副市長、1989法）[84]
- 松本英昭（自治事務次官、1964法）
- 松本啓朗（環境省水・大気環境局長、1990法）
- 松村五郎（陸将、第10師団長、統合幕僚副長、東北方面総監、1981工）
- 股野景親（外務省駐スウェーデン大使、1958法）
- 丸尾眞（外務省駐キルギス大使）
- 丸山鶴吉（朝鮮総督府警務局長、東京市助役、警視総監、貴族院議員、東京市会議員、宮城県知事、東北地方総監、1909法）
- 三沢真（国土交通省住宅局長、総合政策局長、国土交通審議官、駐パナマ大使、三井住友海上火災保険顧問、1970年法）
- 水嶋智（第26代国土交通事務次官、国土交通審議官、国土交通省大臣官房長、鉄道局長、海事局長、1986法）
- 水谷四郎（通産省生活産業局長、1968法）
- 水野達夫（外務省駐ネパール大使、1973年文）
- 水町袈裟六（大蔵次官、会計検査院長、枢密顧問官、1889法）
- 水町弘道（九州郵政監察局長、1962法）
- 水盛五実（大蔵省印刷局長、オリックス生命保険社長、1969法）
- 三井秀範（金融庁検査局長、企画市場局長、1983法）
- 三井康壽（建設省住宅局長、国土庁長官官房長、国土事務次官、住宅金融公庫副総裁、1963法）
- 三谷浩（建設技監、建設事務次官、1958工）
- 三谷隆信（外務省駐仏大使、侍従長）
- 三矢宮松（帝室林野局長官）
- 光吉一（農林水産省経営局長、農林水産省大臣官房総括審議官〈国際〉、農林水産省大臣官房総括審議官、1987経）
- 美濃部洋次（軍需省機械局長、商工・企画院官僚、1926法 / 革新官僚の代表格）
- 三村淳（第27代財務官、財務省国際局長、1989法[85]）
- 宮浦浩司（第30代農林水産省大臣官房長、農林水産省大臣官房総括審議官〈新事業・食品産業〉、1991経）
- 宮川尚博（会計検査院事務総長、1988法）
- 三宅和助（外務省駐シンガポール大使、1954年法）
- 三宅幸夫（特許庁長官、通商産業省公益事業局長、日本鋼管副社長 / 小説「官僚たちの夏」の庭野のモデル）
- 宮崎敦文（厚生労働省大臣官房長、1991法）
- 宮崎勇（経済企画事務次官、経済企画庁長官、1947経）
- 宮崎信敏（防衛施設庁総務部総務課長、内閣府国際平和協力本部事務局次長、地方協力局次長、防衛医科大学校副校長）
- 宮沢忠孝（警視庁公安部長）
- 宮武宜史（国土交通省海事局長、院工[86]）
- 宮林正恭（科学技術庁科学技術振興局長）
- 宮村智（外務省駐ケニア大使、1969法）
- 宮本聡（中小企業庁長官、中小企業庁次長、1984法）
- 宮本四郎（通商産業省産業政策局長、商工組合中央金庫理事長、1948法）
- 宮本保孝（大蔵省理財局長、信金中央金庫理事長、1953法）
- 宮脇磊介（皇宮警察本部長、内閣広報官、1956法）
- 三好真理（駐アイルランド大使、1980法）
- 向大野新治（第15代衆議院事務総長、学習院大学特別客員教授、1981法）
- 武藤敏郎（日本銀行副総裁、財務事務次官、大和総研理事長、1966法）
- 村井温（中部管区警察局長、綜合警備保障社長、1966法）
- 村井正親（農林水産省経営局長、1989法）
- 村上恭一（枢密院書記官長、貴族院議員、1907法）
- 村瀬佳史（資源エネルギー庁長官、1990経）[87]
- 村田茂樹（観光庁長官、国土交通省大臣官房長、国土交通省鉄道局長、内閣府総合海洋政策推進事務局長、観光庁次長、1990法）
- 村田隆（内閣危機管理監、駐フィンランド大使、1984法）
- 村山一弥（国土交通省道路局長、1988院工）
- 村山誠（厚生労働省雇用環境・均等局長、大臣官房長、職業安定局長、1990文[88]）
- 室井ちあし（第6代気象防災監、1990理[89]）
- 目賀田周一郎（外務省駐メキシコ大使、1974法）
- 毛利圭太郎（気象庁長官、1938理）
- 門司健次郎（外務省駐カタール大使、1975法）
- 望月薫雄（建設事務次官、住宅金融公庫総裁、1959法）
- 守屋和郎（外務省駐アフガニスタン大使）
- 持永哲志（経済産業省産業技術環境局技術振興課長、1983法）
- 森清（第52代特許庁長官、1986法）
- 森重樹（農林水産省東海農政局長、林野庁次長、1990法[90]）
- 森隆志（気象庁長官、気象庁気象防災監、1988理[91]）
- 森健（農林水産省畜産局長、農林水産省大臣官房総括審議官〈国際〉、1987法）
- 森田宗男（金融庁証券取引等監視委員会事務局長、総合政策局長、金融国際審議官、1985法）
- 森永貞一郎（大蔵事務次官、日本銀行総裁、1932法）
- 森元誠二（外務省駐オマーン大使、駐スウェーデン大使）
- 森元良幸（警察庁長官官房長、警視庁副総監、広島県警察本部長、1991法[92]）
- 森安三郎（外務省駐チリ公使）
- 両角良彦（通商産業事務次官、電源開発総裁 / 「官僚たちの夏」の牧のモデル、1941法）
- 諸橋襄（枢密院書記官長、貴族院議員、衆議院法制部長、会計検査院検査官、帝京大学法学部長、1923農、1924法）

#### や行
- 八木毅（駐インド大使）
- 八木橋惇夫（大蔵官僚、環境事務次官、沖縄振興開発金融公庫理事長、1961法）
- 矢崎新二（防衛事務次官、会計検査院長）
- 矢代隆義（警視総監、日本道路交通情報センター理事長）
- 安田武雄（陸軍中将）
- 矢田部厚彦（駐仏大使）
- 谷内正太郎（外務事務次官）
- 柳谷謙介（外務事務次官、オーストラリア国駐箚特命全権大使）[93]
- 山上範芳（気象庁次長、国土交通省国際統括官、1987法）
- 山際正道（大蔵次官、日本銀行総裁）
- 山口剛彦（厚生事務次官、福祉医療機構理事長、1965法）
- 山口英彰（水産庁長官、1985年法）
- 山口光秀（大蔵事務次官、1951法）
- 山口靖（農林水産省農産局長、農林水産省大臣官房総括審議官、農林水産省大臣官房輸出促進審議官、1992経[94]）
- 山座円次郎（駐中国公使）
- 山崎小五郎（海上幕僚長、運輸事務次官、逓信省出身）
- 山崎純（駐スウェーデン大使）
- 山碕良志（第23代総務省大臣官房長）[95]
- 山下英明（通商産業事務次官）
- 山下新太郎（駐韓大使、交流協会台北事務所長）
- 山下隆一（資源エネルギー庁次長、経済産業省産業技術環境局長、1989法）
- 山住克己（大蔵省理財局長）
- 山田修路（農林水産省農村振興局長、生産局長、水産庁長官、農林水産審議官、1976法）
- 山田英雄（警察庁長官）
- 山田秀三（軍需省化学局長）
- 山田正雄（陸上幕僚長）
- 山中伸一（文部科学省スポーツ・青年局長、大臣官房長、初等中等教育局長、文部科学審議官、文部科学事務次官、駐ブルガリア大使、1977法）
- 山名規雄（造幣局理事長）
- 山野謙（総務省自治行政局長、復興庁統括官、復興庁事務次官、1989法）
- 山野岳義（人事院事務総長）
- 山本高行（通商産業事務次官）
- 山本麻里（厚生労働省社会・援護局長、1987教養）
- 八幡和郎（通商産業大臣官房情報管理課長、評論家、1975法）
- 結城章夫（文部科学事務次官、山形大学学長、1971工）
- 湯浅利夫（自治事務次官、宮内庁長官）
- 由木文彦（国土交通省住宅局長、総合政策局長、国土交通審議官、復興庁事務次官、1983法）
- 油布志行（金融庁企画市場局長、総合政策局長、1989法）
- 湯本博信（総務省総合通信基盤局長、1990経）[96]
- 横田捷宏（日本銀行政策委員経企庁代表、通産官僚、中小企業金融公庫副総裁、1964法）
- 横田信孝（総務審議官、1987法[97]）
- 横堀恵一（通商産業大臣官房審議官、 国際エネルギー機構パリ本部局長、日本エネルギー経済研究所長、1963法）
- 横山紳（第29代農林水産事務次官、第27代農林水産省大臣官房長、第10代農林水産省経営局長、農林水産省大臣官房総括審議官〈国際〉、1986法）
- 吉岡幹夫（国土交通省道路局長、技監、国土交通事務次官、1986工）
- 吉國一郎（内閣法制局長官）
- 吉國二郎（国税庁長官、大蔵事務次官）
- 吉阪俊蔵（農商務・内務官僚、第4代商工中金理事長）
- 吉澤裕（駐南アフリカ大使）
- 吉田太郎一（財務官、アジア開発銀行総裁、東京金融先物取引所理事長）
- 吉田博史（総務審議官〈国際担当〉、総務省情報流通行政局長、1987法）[98]
- 吉田正輝（大蔵省銀行局長、兵庫銀行頭取、1954法）
- 吉田圭秀（陸上自衛官、第8師団長、北部方面総監、陸上総隊司令官、第38代陸上幕僚長、第7代統合幕僚長、1986工）
- 吉永和生（厚生労働省労働基準局長、1988法）
- 吉永隆博（気象庁次長、1991法[99]）
- 吉野良彦（大蔵事務次官、1953法）
- 吉原健二（厚生事務次官、社会保険庁長官、厚生省年金局長、厚生省児童家庭局長、1955法）[100]
- 吉村仁（厚生事務次官）
- 吉本明子（中央労働委員会事務局長、人材開発統括官、1985経）
- 吉本宏（大蔵省理財局長、国民金融公庫総裁、日本銀行副総裁、東京金融先物取引所理事長、1951法）
- 米倉明（東京大学法学部教授、大蔵官僚、1959法）
- 米里恕（大蔵省銀行局長 / 改正新銀行法成立、1951法）

#### ら行
- 六本佳代（中央労働委員会事務局審査統括官）

#### わ行
- 若狭得治（運輸事務次官、全日本空輸社長、会長）
- 若杉和夫（通商産業審議官、石油資源開発社長、1953法）
- 涌井洋治（大蔵省主計局長、JT会長、1964法）
- 和田浩一（国土交通省航空局長、観光庁長官、1986法）
- 和田敏信（通商産業事務次官、法卒・1947商工入省）
- 和田信貴（国土交通省住宅局長、総合政策局長、国土交通審議官、国土交通事務次官、1987法）
- 渡部悦和（陸将、陸上幕僚副長、東部方面総監、1979工）
- 渡辺修（通商産業事務次官、ジェトロ理事長、1964法）
- 渡部和男（駐パラグアイ大使、科学技術協力担当大使、駐コロンビア大使）
- 渡邊喜久造（大蔵省主税局長、国税庁長官、公正取引委員会委員長）
- 渡辺公徳（財務省主計局主計官（防衛担当）、1994法）
- 渡邊国佳（警察庁刑事局長、1990法）
- 渡辺伸（駐アラブ首長国連邦大使、駐アルジェリア大使）
- 渡辺泰造（駐エジプト大使、駐インドネシア大使、2005年日本国際博覧会日本政府代表、1956法）
- 渡辺武（初代財務官、初代アジア開発銀行総裁、元日米欧委員会委員長、1930法）
- 渡邊毅[101]（第28代農林水産省大臣官房長、1988法）
- 渡辺博史（財務省国際局長、財務官、国際協力銀行総裁、1972法）
- 渡辺裕泰（財務省関税局長、国税庁長官、早稲田大学教授、1969法）
- 渡邉正人（駐バングラデシュ大使、駐ブルガリア大使、1980法）
- 渡邉優（駐キューバ大使、1980法）
- 渡辺允（駐ヨルダン大使、外務省中近東・アフリカ局長、儀典長、宮内庁式部官長、侍従長）
- 渡辺由美子（初代こども家庭庁長官、1988文）
- 渡邉洋一（農林水産省輸出・国際局長、1989教養）
- 渡邉芳樹（厚生労働省年金局長、社会保険庁長官、駐スウェーデン大使、1975法）

### 経営者
- 青山行雄（讀賣テレビ放送社長）
- 荒木浩（元東京電力社長）
- 秋山喜久（関西電力会長）
- 鮎川義介（日産コンツェルン創業者）
- 安西正夫（昭和電工元社長）
- 石井雅実（かんぽ生命保険社長）
- 石川一郎（元日産化学工業社長、初代経団連会長）
- 石川真一郎（アニメーションプロデューサー、ゴンゾ代表取締役社長）
- 石川六郎（鹿島建設会長、日本商工会議所会頭）
- 石坂泰三（元逓信官僚、元第一生命保険、東芝社長、第2代経団連会長）
- 石塚邦雄（三越伊勢丹ホールディングス会長）
- 石塚博昭（三菱化学代表取締役社長、三菱ケミカル相談役、新エネルギー・産業技術総合開発機構理事長）
- 石飛修（元住友化学会長）
- 石原進（JR九州社長）
- 石村和彦（AGC元代表取締役 兼 会長、社長執行役員）
- 出雲充（ユーグレナ社長。ミドリムシを原料とするバイオ燃料研究家）
- 井手正敬（元JR西日本会長）
- 稲葉清右衛門（ファナック名誉会長（元社長・会長）、NC制御、ロボット）
- 猪子寿之（チームラボ代表取締役）
- 井上弘（TBSホールディングス・TBSテレビ代表取締役会長、一般社団法人日本民間放送連盟会長）
- 猪熊時久（明電舎社長）
- 今井敬（日本経済団体連合会会長・新日本製鐵会長）
- 入交昭一郎（旭テック社長）
- 岩崎小弥太（中退、三菱財閥4代目総帥）
- 岩崎隆弥（三菱製紙元会長）
- 岩崎彦弥太（三菱地所元取締役）
- 岩崎寛弥（三菱銀行元取締役、東山農事元社長）
- 岩瀬大輔（ライフネット生命保険代表取締役副社長）
- 岩波茂雄（岩波書店創業者）
- 岩波雄二郎（岩波書店二代目、初代社長）
- 植村甲午郎（元農商務・企画院官僚、ニッポン放送・日本航空会長、第3代経団連会長）
- 氏家齊一郎（日本テレビ放送網会長）
- 牛尾治朗（ウシオ電機会長）
- 臼井孝之（元住友銀行副会長、ロイヤルホテル相談役）
- 碓井稔（セイコーエプソン社長）
- 内海暎郎（元三菱UFJ信託銀行会長）
- 江戸英雄（三井不動産社長）
- 大久保太三郎（千葉銀行頭取、日本銀行政策委員会委員、元理事）
- 大澤秀次郎（日本石油社長、1955法）
- 大島てる（大島てる会長）
- 大竹和彦（第3代日本年金機構理事長、協同住宅ローン取締役会長、農林中金総合研究所取締役会長、農林中央金庫代表理事専務、1982法[102]）
- 大坪孝雄（王子製紙会長）
- 大林芳郎（大林組会長）
- 大村一蔵（帝国石油副総裁）
- 大星公二（NTTドコモ会長）
- 岡田明重（元三井住友フィナンシャルグループ会長）
- 岡田茂（東映会長）
- 小笠原日出男（元UFJホールディングス社長）
- 小川賢太郎（ゼンショー代表取締役社長）
- 奥和登（第9代農林中央金庫理事長）
- 小倉昌男（ヤマト運輸会長）
- 小平浪平（日立製作所創業者、元社長）
- 小野田隆（住友海上火災社長）
- 小原英一（南海電気鉄道社長）
- 尾原蓉子（エイボン・プロダクツ取締役、良品計画取締役）
- 小山成昭（ファナック社長）
- 柿木厚司（JFEホールディングス社長CEO）
- 葛西敬之（JR東海会長・元社長）
- 加瀬豊（双日社長兼CEO）
- 加藤厚太郎（元東明火災海上保険取締役）
- 加藤康三（オリエンタルランド第3代会長、第4代社長）
- 片山幹雄（シャープ社長）
- 勝俣恒久（元東京電力社長・会長）
- 金井務（元日立製作所社長・会長）
- 金川千尋（元信越化学工業社長・会長、1950法）
- 金児昭（信越化学工業顧問、元金融監督庁顧問）
- 川口利朗（元本州製紙社長・会長）
- 川田栄三（肥後銀行頭取・会長）
- 河田重（元日本鋼管社長・会長）
- 川野幸夫（ヤオコー会長）
- 川村隆（元日立製作所会長・社長）
- 北村正任（毎日新聞社会長）
- 木下栄一郎（日本銀行理事大阪支店長、名古屋鉄道社長・会長）
- 木村惠司（三菱地所会長）
- 木村正明（元ゴールドマン・サックスマネージメントディレクター、ファジアーノ岡山FC社長）
- 工藤正（みずほ銀行頭取）
- 久村清太（帝国人造綿糸社長、国策パルプ会長）
- 黒沢三郎（元八十二銀行頭取）
- 畔柳信雄（三菱東京UFJ銀行会長）
- 慶松勝太郎（永和化成工業元社長、三菱ガス化学元専務、LEC会計大学院特任教授）
- 小池明夫（JR北海道会長）
- 小池裕之（元宇部興産副社長、山口県経営者協会会長、山口フィナンシャルグループ取締役）
- 合田茂（元住友重機械工業社長・会長、1948経）
- 高妻安幸（元ダイハツ工業社長）
- 河野俊二（元東京海上火災保険社長・会長）
- 小嶌久美子（元Shin LLC, CEO、政治活動家）
- 五島昇（東京急行電鉄元社長、日本商工会議所元会頭）
- 後藤舜吉（元チッソ社長）
- 小林正次（日本電気専務）
- 小巻亜矢（株式会社サンリオエンターテイメント代表取締役社長、サンリオピューロランド館長）
- 小松崎行彦（レックス・ホールディングス社長）
- 小宮暁（東京海上ホールディングス社長）
- 小山龍三（中日新聞社社主）
- 今野栄喜（旭化成副社長）
- 近藤要（日産火災海上保険社長）
- 斎藤明（毎日新聞社社長）
- 齋藤宏（みずほコーポレート銀行頭取、みずほフィナンシャルグループ取締役）
- 堺大輔（チームラボ取締役）
- 坂田武雄（サカタのタネ創業者）
- 佐々木敏（商工組合中央金庫理事長）
- 佐々木直（日本銀行第22代総裁）
- 迫静二（富士銀行初代頭取）
- 佐藤康博（みずほコーポレート銀行頭取）
- 品川正治（日本火災海上保険社長・会長）
- 篠塚勝正（元沖電気工業会長）
- 篠原治（日本車輌製造社長・会長）
- 渋沢敬三（日本銀行第16代総裁、民俗学者）
- 志村源太郎（日本勧業銀行第4代総裁）
- 下妻博（住友金属工業会長）
- 正力松太郎（元読売新聞社社主）
- 新藤弘章（REVOLUTION代表取締役社長）
- 真銅孝三（倉敷紡績会長）
- 杉山清次（みずほ銀行頭取、みずほフィナンシャルグループ取締役）
- 鈴木大吉（日本団体生命保険副社長）
- 鈴木博之（丸一鋼管社長・会長）
- 住田正二（JR東日本元社長）
- 高岡壮一郎（ヘッジファンドダイレクト代表取締役社長）
- 髙田旭人（ジャパネットたかた代表取締役社長）
- 高橋恭平（昭和電工社長）
- 高橋俊裕（日本郵政公社副総裁、トヨタ自動車常務）
- 高松勝（日本高速道路保有・債務返済機構理事長、東京ガスiネット取締役会長、東京ガス代表取締役副社長）[103]
- 武田豊（経済団体連合会（経団連）副会長、新日本製鐵（新日鉄）代表取締役会長）
- 田島道治（昭和銀行頭取、大日本育英会会長、貴族院議員、宮内庁長官）
- 田代和（近畿日本鉄道会長）
- 田中宏（クレハ社長）
- 田中文夫（毎日放送専務）
- 田中稔（安田倉庫社長、会長、富士銀行常務）
- 田辺友太郎（北陸銀行頭取）
- 千速晃（新日本製鐵会長）
- 千葉泰久（宇部興産相談役）
- 張富士夫（トヨタ自動車会長）
- 辻義文（日産自動車社長、会長、日本自動車工業会会長、日本経済団体連合会副会長）
- 土田晃透（元明治生命保険社長）
- 堤清二（旧セゾングループオーナー、小説家「辻井喬」）
- 佃和夫（元三菱重工業社長）
- 程涛（スイカゲームの開発者、issin株式会社代表取締役）
- 天坊昭彦（出光興産社長）
- 東條輝雄（元三菱自動車社長）
- 徳増須磨夫（住友海上火災社長、会長）
- 富田達夫（元富士通代表取締役副社長、元富士通研究所取締役会長、元富士通研究所代表取締役社長、情報処理推進機構理事長、第28代情報処理学会会長）
- 鳥原光憲（東京ガス会長、元東京ガスサッカー部監督）
- 内藤弘康（リンナイ社長）
- 永瀬昭幸（東進ハイスクール設立者）
- 中村一樹（クイック教育システムズ代表取締役社長、教育者（資格取得アドバイザー））
- 中村裕一（独立行政法人福祉医療機構理事長、菱進ホールディングス取締役社長）[104]
- 中村維夫（NTTドコモ社長）
- 中野豊士（元三菱信託銀行社長・会長）
- 永野重雄（新日本製鐵会長、日本商工会議所会頭）
- 永易克典（三菱東京UFJ銀行頭取）
- 南谷昌二郎（西日本旅客鉄道社長、同会長）
- 西川廣人（日産自動車社長CEO）
- 西田厚聰（東芝社長）
- 西村正雄（日本興業銀行頭取、みずほホールディングス会長）
- 野澤量一郎（ファナック社長）
- 野中隆史（みずほ信託銀行社長）
- 宗岡正二（新日本製鐵社長）
- 根津嘉澄（東武鉄道社長）
- 根本悌二（にっかつ会長）
- 長谷川周重（住友化学会長）
- 波多健治郎（明治生命保険社長、同会長）
- 服部正也（世界銀行副総裁）
- 馬田一（JFEスチール社長、日本鉄鋼連盟会長）
- 原典之（三井住友海上火災保険取締役会長）
- 日高輝（山一證券社長）
- 平井良典(AGC代表取締役 兼 社長執行役員 CEO)
- 平岩外四（東京電力会長、第7代経団連会長）
- 広岡知男（朝日新聞社会長）
- 弘世現（日本生命保険社長）
- 広瀬忠夫（ニッカウヰスキー社長）
- 福井俊彦（日本銀行総裁）
- 福田尚久（日本通信社長、Apple本社・副社長）
- 藤井桑正（朝日放送会長・社長）
- 藤島淑子（インディプロス創業者・社長）
- 藤田田（日本マクドナルド社長、藤田商店創業者）
- 藤中章三（日本経営数理コンサルティング創業者・社長）
- 藤平進（広島銀行頭取）
- 藤原洋（起業家・科学者、ブロードバンドタワー代表取締役CEO、インターネット総合研究所代表取締役、株式会社ナノオプトニクス・エナジー取締役会長ファウンダー、株式会社ナノオプト・メディア代表取締役社長）
- 細谷英二（りそなホールディングス会長、東日本旅客鉄道副社長）
- 保手濱彰人（ファンダム！会長）
- 堀江貴文（ライブドア元代表取締役/文学部中退）
- 前田晃伸（みずほフィナンシャルグループ代表取締役社長）
- 前田忠昭（東京ガス副会長）
- 増田通二（パルコ会長）
- 馬瀬清亮（北陸銀行頭取）
- 松尾新吾（九州電力会長）
- 松澤隆 （旭硝子株式会社 元代表取締役 兼 副社長執行役員）
- 松波直秀（荏原製作所社長）
- 松本大（マネックス証券会長）
- 松山知樹（温故知新代表取締役）
- 三浦惺（NTT社長）
- 三浦澄能（住友電設社長）
- 三重野康（日本銀行総裁 / 「平成の鬼平」の異名）
- 三木淳夫（山一證券元社長）
- 水越豊（ボストンコンサルティンググループ日本代表）
- 水越浩士（元神戸製鋼所社長・会長）
- 箕浦宗吉（元日本銀行理事、元名古屋鉄道社長・会長。元名古屋商工会議所会頭）
- 三村明夫（新日本製鐵社長）
- 宮園雅敬（年金積立金管理運用独立行政法人理事長、企業年金連合会理事長、農林中央金庫代表理事副理事⻑兼経営管理委員）
- 村上隆男（サッポロホールディングス相談役）
- 村上世彰（元通産官僚、村上ファンド代表）
- 村松巌 （七十七銀行元頭取）
- 目代渉（東洋ゴム工業社長）
- 森川敏雄（住友銀行頭取）
- 森本昌義（ベネッセコーポレーション社長）
- 諸井虔（秩父セメント会長）
- 柳沢七郎（元住友金属工業社長）
- 山浦愛幸（元八十二銀行頭取）
- 山崎巌（元横河電機製作所社長）
- 山崎正夫（元西日本旅客鉄道社長）
- 山崎養世（ゴールドマン・サックス投信元社長、シンクタンク山崎養世事務所代表）
- 山本惠朗（富士銀行頭取、みずほホールディングス会長）
- 吉田和憲（元豊田自動織機副会長、JKA会長）
- 米倉弘昌（住友化学現代表取締役）
- 和田洋一（スクウェア・エニックス社長）
- 渡邉恒雄（読売新聞社代表取締役会長）
- 渡邊大樹（日本高速道路保有・債務返済機構理事長、日本電信電話代表取締役副社長、電気通信共済会会長、インターネットイニシアティブ取締役）

### 研究

#### 法学者・政治学者

##### 法学
- 吾妻光俊（労働法、社会保障法、一橋大学名誉教授）
- 相澤英孝（知的財産法、一橋大学大学院国際企業戦略研究科教授）
- 碧海純一（法哲学、元東京大学名誉教授）
- 青山善充（民事訴訟法、東京大学名誉教授）
- 芦部信喜（憲法、元東京大学名誉教授、日本学士院会員、文化功労者）
- 東季彦（日本大学学長）
- 阿部泰隆（行政法、神戸大学名誉教授）
- 荒木一郎（国際法、横浜国立大学大学院国際社会科学研究科教授）
- 蟻川恒正（憲法、日本大学法科大学院教授）
- 淡路剛久（民法、立教大学教授）
- 安念潤司（憲法、中央大学大学院法務研究科教授）
- 五十嵐清（北海道大学名誉教授）
- 幾代通（民法、東北大学名誉教授）
- 池田公博（刑事訴訟法、神戸大学大学院法学研究科准教授）
- 池原季雄（国際私法、東京大学名誉教授、日本学士院会員）
- 石井紫郎（日本法制史、東京大学名誉教授、国際日本文化研究センター名誉教授、自然科学研究機構理事、日本学士院会員）
- 石井照久（東京大学教授）
- 石井良助（日本法制史、東京大学名誉教授、日本学士院会員、文化勲章受章者）
- 石田穣（元東京大学助教授）
- 石本泰雄（国際法、大阪市立大学名誉教授、日本学士院会員）
- 一木喜徳郎（東京帝国大学教授、法制局長官、文部大臣、内務大臣、宮内大臣、枢密院議長、帝国学士院会員、男爵）
- 磯部力（行政法、東京都立大学 (1949-2011)名誉教授、立教大学教授）
- 板倉宏（刑法、日本大学名誉教授）
- 伊東研祐（刑法、慶應義塾大学法科大学院教授）
- 伊藤眞（民事訴訟法、早稲田大学客員教授、東京大学名誉教授）
- 伊藤正己（英米法・憲法、東京大学名誉教授、最高裁判事、日本学士院会員、文化勲章受章者）
- 井上孚麿（憲法、台北帝国大学教授）
- 今村成和（行政法・経済法、元北海道大学総長・名誉教授、日本学士院会員）
- 岩間昭道（憲法、千葉大学名誉教授、法政大学大学院法務研究科教授）
- 上原敏夫（民事手続法、一橋大学大学院法学研究科教授、明治大学法科大学院教授）
- 上原行雄（法哲学、一橋大学名誉教授）
- 鵜飼信成（憲法・行政法、東京大学名誉教授、元国際基督教大学学長、日本学士院会員）
- 鵜養幸雄（公法、立命館大学公共政策大学院教授）
- 上杉慎吉（憲法、元東京帝国大学教授）
- 植村栄治（行政法、慶應義塾大学法科大学院教授）
- 宇賀田順三（憲法、九州帝国大学教授、八幡大学学長）
- 内野正幸（憲法、中央大学大学院法務研究科教授）
- 浦部法穂（憲法、神戸大学名誉教授、名古屋大学大学院法学研究科教授）
- 江頭憲治郎（商法、東京大学名誉教授、早稲田大学大学院法務研究科教授）
- 江川英文（国際私法、東京大学名誉教授）
- 江藤价泰（民事訴訟法、東京都立大学名誉教授）
- 江橋崇（憲法、法政大学教授）
- 圓藤眞一（憲法、香川大学名誉教授、元高松大学学長、元四国女子大学学長）
- 遠藤浩（民法、学習院大学名誉教授）
- 遠藤博也（行政法、北海道大学教授）
- 欧龍雲（国際私法、北海学園大学名誉教授）
- 大木雅夫（上智大学名誉教授）
- 大串兎代夫（名城大学学長）
- 大須賀虔（民事訴訟法、成城大学名誉教授）
- 大塚直（民法・環境法、早稲田大学教授）
- 大塚仁（刑法、名古屋大学名誉教授）
- 大塚龍児（商法、北海道大学大学院法学研究科教授）
- 鴻常夫（商法、東京大学名誉教授）
- 大屋雄裕（法哲学、慶應義塾大学法学部教授）
- 岡田朝太郎（刑法、東京帝国大学教授）
- 岡松参太郎（民法、京都帝国大学教授、帝国学士院会員）
- 奥平康弘（憲法、東京大学名誉教授）
- 小田滋（国際法、東北大学名誉教授、国際司法裁判所判事、日本学士院会員、文化功労者）
- 織田萬（行政法、京都帝国大学名誉教授、国際司法裁判所判事、貴族院議員、帝国学士院会員）
- 尾高朝雄（法哲学、元東京大学教授、日本学士院会員）
- 小田中聰樹（刑事訴訟法、東北大学名誉教授）
- 落合誠一（商法、東京大学名誉教授、中央大学大学院法務研究科教授）
- 小野清一郎（刑法、東京大学名誉教授、日本学士院会員、文化勲章受章者）
- 戒能通厚（英米法、名古屋大学名誉教授、早稲田大学大学院法務研究科教授）
- 戒能通孝（民法、東京都立大学教授）
- 香川達夫（刑法、学習院大学名誉教授）
- 筧克彦（憲法、皇国法学、元東京帝国大学名誉教授）
- 加藤一郎（民法学者、東京大学総長・名誉教授、日本学士院会員）
- 加藤雅信（民法、名古屋大学名誉教授、上智大学法科大学院教授）
- 角紀代恵（民法、立教大学教授）
- 兼子一（民事訴訟法、東京大学教授）
- 金子宏（租税法、東京大学名誉教授）
- 兼子仁（行政法、東京都立大学名誉教授）
- 川井健（民法、一橋大学学長・名誉教授）
- 川島武宜（民法、元東京大学名誉教授、日本学士院会員、文化功労者）
- 川端博（刑法、明治大学教授）
- 北澤正啓（会社法、名古屋大学名誉教授、中京大学学長・名誉教授）
- 木村龜二（刑法、元東北大学名誉教授、日本学士院会員）
- 木村草太（憲法、東京都立大学教授）
- 清宮四郎（憲法、元東北大学名誉教授、日本学士院会員）
- 久保田きぬ子（憲法、東北学院大学教授）
- 来栖三郎（民法学者、元東京大学名誉教授、日本学士院会員）
- 黒沼悦郎（商法、早稲田大学大学院法務研究科教授）
- 小嶋和司（憲法、元東北大学教授）
- 後藤昭（刑事訴訟法、一橋大学教授）
- 小林憲太郎（刑法、立教大学教授）
- 小林直樹（憲法、元東京大学名誉教授）
- 小林秀之（民事手続法、一橋大学教授）
- 近藤弘二（商法、北海道大学名誉教授）
- 近藤光男（商法、神戸大学大学院法学研究科教授）
- 酒巻匡（刑事訴訟法、京都大学大学院法学研究科教授）
- 佐々木有司（西洋法制史、日本大学教授）
- 笹倉秀夫（法哲学、早稲田大学教授）
- 佐藤岩昭（民法、上智大学教授）
- 佐藤功（憲法、元上智大学名誉教授、文化功労者）
- 佐藤英明（租税法、神戸大学大学院法学研究科教授）
- 佐藤美由紀（杏林大学准教授）
- 宍戸常寿（憲法、東京大学教授）
- 宍戸善一（会社法、一橋大学教授）
- 塩野宏（行政法、東京大学名誉教授、日本学士院会員）
- 下森定（民法、法政大学総長・名誉教授、尚美学園大学名誉教授）
- 四宮和夫（東京大学教授）
- 渋谷秀樹（憲法、立教大学教授）
- 島田聡一郎（刑法、元早稲田大学大学院法務研究科教授）
- 嶋津格（法哲学、千葉大学教授）
- 島並良（知的財産法、神戸大学大学院法学研究科教授）
- 嶋矢貴之（刑法、神戸大学大学院法学研究科准教授）
- 清水澄（憲法、学習院大学教授、行政裁判所長官、帝国学士院会員、枢密院議長）
- 新堂幸司（民事訴訟法、東京大学名誉教授、愛知大学法科大学院院長・名誉教授）
- 末岡精一（元東京帝国大学法科大学教授）
- 末弘厳太郎（民法、元東京帝国大学教授）
- 杉山直治郎（フランス法、東京帝国大学教授、日本学士院会員）
- 菅野和夫（労働法、東京大学名誉教授、中央労働委員会会長、日本学士院会員）
- 鈴木竹雄（商法、東京大学名誉教授、日本学士院会員、文化勲章受章者）
- 鈴木禄彌（民法、東北大学名誉教授、日本学士院会員）
- 関俊彦（商法、東北大学名誉教授、法政大学大学院法務研究科教授）
- 瀬々敦子（京都府立大学准教授）
- 高木光（行政法、学習院大学教授、京都大学大学院法学研究科教授）
- 高根義人（京都帝国大学教授）
- 高田卓爾（刑事訴訟法、大阪大学名誉教授、大阪市立大学名誉教授）
- 高橋和之（憲法学者、東京大学名誉教授、明治大学法科大学院教授）
- 高橋滋（行政法、一橋大学教授）
- 高柳信一（行政法・憲法、東京大学名誉教授）
- 田上穣治（行政法・憲法、元一橋大学名誉教授）
- 高柳賢三（英米法、元東京大学名誉教授、成蹊大学学長、日本学士院会員）
- 高山佳奈子（刑法、京都大学大学院法学研究科教授）
- 瀧川政次郎（日本法制史、九州帝国大学教授、國學院大學名誉教授）
- 瀧川裕英（法哲学、立教大学教授）
- 竹内昭夫（商法、東京大学名誉教授、日本学士院会員）
- 竹下守夫（民事訴訟法、一橋大学名誉教授、駿河台大学学長・総長、日本学士院会員）
- 田中和夫（英米法、一橋大学名誉教授、九州大学名誉教授）
- 田中耕太郎（商法、元東京大学名誉教授、文部大臣、最高裁長官、国際司法裁判所判事、日本学士院会員、文化勲章受章者）
- 田中二郎（行政法、元東京大学名誉教授、最高裁判事、日本学士院会員、文化功労者）
- 田中英夫（英米法、元東京大学名誉教授）
- 田中誠二（商法、一橋大学名誉教授、日本学士院会員）
- 田中開（刑事訴訟法、法政大学教授）
- 谷口功一（法哲学、東京都立大学教授）
- 田宮裕（刑事訴訟法、立教大学教授）
- 田村諄之輔（商法、上智大学教授）
- 田村善之（知的財産法、東京大学教授）
- 団藤重光（刑法、元最高裁判事、東京大学名誉教授、日本学士院会員、文化勲章受章者）
- 道垣内正人（国際私法、東京大学教授、早稲田大学大学院法務研究科教授）
- 東條吉純（経済法、立教大学教授）
- 所一彦（立教大学名誉教授）
- 戸波江二（憲法、早稲田大学教授）
- 戸松秀典（憲法、学習院大学教授）
- 富井政章（男爵、民法起草委員、元東京帝国大学名誉教授、帝国学士院会員、枢密顧問官）
- 内藤謙（刑法、東京大学教授、創価大学名誉教授）
- 長尾龍一（東京大学教授、日本大学教授）
- 中川善之助（民法、元東北大学名誉教授、元金沢大学学長、日本学士院会員）
- 中窪裕也（労働法、一橋大学大学院国際企業戦略研究科教授）
- 中田薫（日本法制史、東京帝国大学教授、貴族院議員、日本学士院会員、文化勲章受章者）
- 長沼範良（刑事訴訟法、上智大学法科大学院教授）
- 中野貞一郎（民事訴訟法、大阪大学名誉教授、日本学士院会員）
- 中山健男（憲法、名城大学教授）
- 中山信弘（知的財産法、東京大学名誉教授）
- 中村進午（学習院大学教授）
- 納谷廣美（民事訴訟法、明治大学学長）
- 仁井田陞（東京大学名誉教授）
- 西山忠範（商法、武蔵大学教授）
- 仁保亀松（京都帝国大学名誉教授、関西大学学長）
- 沼野輝彦（刑法、日本大学教授）
- 野田良之（元東京大学名誉教授）
- 野村淳治（東京帝国大学名誉教授）
- 唄孝一（東京都立大学名誉教授、文化功労者）
- 長谷部由起子（民事訴訟法、学習院大学教授）
- 波多野里望（国際法、学習院大学名誉教授）
- 鳩山秀夫（民法、東京帝国大学教授）
- 早川吉尚（国際私法、立教大学教授）
- 林知更（憲法、東京大学社会科学研究所教授）
- 林幹人（刑法、上智大学教授）
- 林田学（東洋大学教授）
- 原田尚彦（行政法、東京大学名誉教授）
- 平井宜雄（民法、元東京大学名誉教授）
- 平川宗信（刑法、名古屋大学名誉教授、中京大学教授）
- 平嶋竜太（知的財産法、筑波大学大学院ビジネス科学研究科准教授）
- 平出慶道（商法、名古屋大学名誉教授）
- 平野龍一（刑法、東京大学総長、日本学士院会員、文化功労者）
- 深瀬忠一（憲法、元北海道大学名誉教授）
- 深町晋也（刑法、立教大学教授）
- 福田平（刑法、一橋大学名誉教授）
- 藤木英雄（刑法、東京大学教授）
- 藤澤治奈（民法、立教大学教授）
- 藤田宙靖（行政法、東北大学名誉教授、最高裁判事）
- 船田享二（ローマ法、京城帝国大学教授、衆議院議員、国務大臣、作新学院院長）
- 舟田正之（経済法、立教大学名誉教授）
- 舟橋諄一（民法、九州大学名誉教授）
- 古川伸彦（刑法、名古屋大学大学院法学研究科准教授）
- 星野英一（民法、元東京大学名誉教授、日本学士院会員、文化功労者）
- 穂積重遠（民法、男爵、東京帝国大学名誉教授、貴族院議員、最高裁判事、帝国学士院会員）
- 穂積八束（法学者、元東京帝国大学法科大学長、貴族院議員、帝国学士院会員）
- 保原喜志夫（労働法、北海道大学名誉教授）
- 堀勝洋（社会保障法、上智大学教授）
- 堀部政男（一橋大学名誉教授）
- 前田庸（商法、学習院大学名誉教授）
- 前田重行（商法、学習院大学教授）
- 前田雅英（刑法、首都大学東京教授）
- 牧野英一（刑法、東京帝国大学名誉教授、貴族院議員、日本学士院会員、文化勲章受章者）
- 町野朔（刑法、上智大学教授）
- 松井秀征（商法、立教大学教授）
- 松浦馨（民事訴訟法、名古屋大学名誉教授）
- 松尾浩也（刑事訴訟法、東京大学名誉教授、日本学士院会員）
- 松岡修太郎（憲法・行政法、北海道大学・北海学園大学名誉教授）
- 松隈潤（国際法、東京外国語大学大学院教授）
- 松坂佐一（民法、名古屋大学総長）
- 松下満雄（経済法、東京大学名誉教授）
- 松波仁一郎（海商法、東京帝国大学教授、帝国学士院会員）
- 松本烝治（商法、東京帝国大学教授、貴族院議員、商工大臣、国務大臣、帝国学士院会員）
- 松元暢子（法人法、慶應義塾大学教授）
- 三ヶ月章（民事訴訟法、東京大学名誉教授、法務大臣、日本学士院会員、文化勲章受章者）
- 水野忠恒（租税法、一橋大学教授）
- 水野紀子（民法、東北大学大学院法学研究科教授）
- 水林彪（日本法制史、一橋大学教授）
- 三井誠（刑事訴訟法、神戸大学名誉教授）
- 三潴信三（ドイツ法・民法、東京帝国大学教授）
- 南博方（行政法、一橋大学名誉教授、筑波大学名誉教授、成城大学学長）
- 南野森（憲法、九州大学教授）
- 美濃部達吉（憲法、天皇機関説を主張、東京帝国大学教授、貴族院議員、枢密顧問官、帝国学士院会員）
- 宮崎道三郎（東京帝国大学名誉教授、帝国学士院会員）
- 宮崎良夫（行政法、東京大学名誉教授）
- 宮澤俊義（憲法、東京大学名誉教授、立教大学名誉教授、貴族院議員、日本学士院会員、文化功労者）
- 宮本英脩（刑法、京都帝国大学教授）
- 棟居快行（憲法、大阪大学大学院高等司法研究科教授）
- 村上淳一（ドイツ法、元東京大学名誉教授、桐蔭横浜大学終身教授、日本学士院会員）
- 村上政博（経済法、一橋大学教授）
- 毛利透（憲法、京都大学教授）
- 最上敏樹（国際法、元国際基督教大学教授）
- 望月礼二郎（東北大学名誉教授）
- 森田明（東洋大学教授）
- 森田果（商法、東北大学大学院法学研究科准教授）
- 森村進（法哲学、一橋大学教授）
- 紋谷暢男（成蹊大学教授）
- 守屋善輝（英米法学者、中央大学名誉教授）
- 矢崎光圀（法哲学、大阪大学名誉教授）
- 安井郁（国際法、東京大学教授、法政大学名誉教授）
- 安田幹太（民法、九州国際大学名誉学長）
- 弥永真生（商法、筑波大学教授）
- 柳瀬良幹（行政法、元東北大学名誉教授、日本学士院会員）
- 山口俊夫（元東京大学名誉教授）
- 山﨑攻（知的財産法、大阪工業大学名誉教授）
- 山下学（税法学、立正大学教授、法学部中退トロント大学へ）
- 山田晟（元東京大学名誉教授、成蹊大学名誉教授）
- 山田三良（国際私法、京城帝国大学総長、貴族院議員、日本学士院長、文化功労者）
- 山田卓生（横浜国立大学名誉教授）
- 山本和彦（民事訴訟法、一橋大学教授）
- 山本草二（国際法、東北大学名誉教授、国際海洋法裁判所判事）
- 山田卓生（民法、横浜国立大学名誉教授）
- 山根裕子（政策研究大学院大学教授）
- 横田喜三郎（国際法、元東京大学名誉教授、最高裁長官、日本学士院会員、文化勲章受章者）
- 横田耕一（憲法、九州大学名誉教授）
- 横田洋三（国際法、東京大学教授、中央大学大学院法務研究科教授）
- 吉川吉樹（民法、北海道大学大学院法学研究科准教授）
- 吉田邦彦（民法、北海道大学大学院法学研究科教授）
- 米倉明（民法、東京大学名誉教授）
- 六本佳平（法社会学、東京大学名誉教授）
- 我妻栄（民法、元東京大学名誉教授、貴族院議員、日本学士院会員、文化勲章受章者）
- 渡辺洋三（法社会学、元東京大学名誉教授）

##### 政治学・行政学
- 赤根谷達雄（筑波大学大学院人文社会科学研究科教授）
- 浅野豊美（中京大学教授）
- 浅見靖仁（一橋大学大学院社会学研究科教授）
- 阿部斉（放送大学名誉教授）
- 雨宮昭一（茨城大学教授を経て、獨協大学教授）
- 有賀貞（一橋大学名誉教授）
- 飯尾潤（政策研究大学院大学教授）
- 池内恵（アラブ学者、国際日本文化研究センター准教授）
- 石井明（東京大学名誉教授）
- 石井修（一橋大学名誉教授）
- 石田雄（東京大学名誉教授）
- 伊東孝之（早稲田大学政治経済学部教授）
- 伊藤成彦（中央大学名誉教授）
- 猪口孝（東京大学名誉教授、中央大学教授）
- 今井照（福島大学教授）
- 宇野重昭（成蹊大学学長・名誉教授、島根県立大学学長）
- 梅本哲也（静岡県立大学教授）
- 衞藤瀋吉（東京大学名誉教授、青山学院大学教授、亜細亜大学学長、東洋英和女学院院長）
- 遠藤誠治（成蹊大学教授）
- 大嶽秀夫（東北大学名誉教授、京都大学名誉教授）
- 大森彌（東京大学名誉教授）
- 岡義達（東京大学名誉教授）
- 岡義武（東京大学名誉教授、日本学士院会員、文化勲章受章者）
- 岡部達味（東京都立大学名誉教授、専修大学教授）
- 尾形典男（北海道大学教授、立教大学総長）
- 小川有美（立教大学教授）
- 小野塚喜平次（東京帝国大学総長、帝国学士院会員）
- 重田園江（明治大学准教授）
- 加藤節（成蹊大学教授）
- 加藤哲郎（一橋大学教授）
- 神川彦松（東京大学名誉教授、日本学士院会員）
- 神谷不二（慶應義塾大学名誉教授、東洋英和女学院大学教授）
- 神谷万丈（防衛大学校教授）
- 河合秀和（学習院大学名誉教授）
- 川崎修（立教大学教授）
- 川人貞史（東北大学大学院法学研究科教授）
- 菊地昌典（東京大学名誉教授、千葉敬愛短期大学学長、ソ連政治）
- 北岡伸一（政治学者・歴史学者、国際協力機構理事長、奈良県立大学理事長、東京大学名誉教授）
- 京極純一（東京大学名誉教授、東京女子大学学長、日本学士院会員、文化功労者）
- 草野厚（慶應義塾大学教授）
- 栗栖薫子（大阪大学大学院国際公共政策研究科准教授）
- 小林正弥（千葉大学教授）
- 斉藤孝（学習院大学名誉教授）
- 斎藤眞（東京大学名誉教授、日本学士院会員、文化勲章受章者）
- 坂田期雄（東洋大学名誉教授）
- 坂本多加雄（元学習院大学教授）
- 坂本義和（東京大学名誉教授）
- 櫻田淳（政治学者、政治評論、東洋学園大学准教授）
- 佐瀬昌盛（防衛大学校名誉教授）
- 佐々弘雄（九州帝国大学教授、参議院議員）
- 佐々木毅（政治学者、元東京大学総長、学習院大学教授）
- 佐藤誠三郎（東京大学名誉教授）
- 佐野真由子（国際日本文化研究センター准教授、静岡文化芸術大学准教授）
- 篠原一（東京大学名誉教授）
- 下斗米伸夫（法政大学教授、政治学者）
- 白石隆（京都大学名誉教授、政策研究大学院大学副学長、アジア経済研究所長）
- 杉田敦（法政大学教授）
- 関寛治（東京大学名誉教授、立命館大学名誉教授）
- 仙石学（西南学院大学教授）
- 曽我謙悟（神戸大学大学院法学研究科准教授）
- 高木誠一郎（青山学院大学国際政治経済学部教授）
- 高木八尺（東京大学名誉教授、日本学士院会員、貴族院議員、文化功労者）
- 高畠通敏（立教大学名誉教授、駿河台大学教授）
- 田口晃（北海道大学教授、北海学園大学教授）
- 田口富久治（名古屋大学名誉教授）
- 竹中千春（立教大学教授）
- 竹中治堅（政策研究大学院大学准教授）
- 田中善一郎（東京工業大学教授）
- 渓内謙（東京大学名誉教授）
- 辻清明（東京大学名誉教授、日本学士院会員、文化功労者）
- 恒川惠市（東京大学名誉教授、政策研究大学院大学教授、JICA研究所所長）
- 土佐弘之（神戸大学大学院国際協力研究科教授）
- 富田武（成蹊大学教授）
- 都丸潤子（早稲田大学教授）
- 豊永郁子（早稲田大学教授）
- 永井陽之助（東京工業大学名誉教授）
- 長尾雄一郎（防衛研究所第1研究部第1研究室長）
- 中北浩爾（立教大学教授）
- 中嶋嶺雄（東京外国語大学学長・名誉教授、国際教養大学学長）
- 中條美和（津田塾大学准教授）
- 中野勝郎（法政大学教授）
- 中村哲（法政大学総長、参議院議員）
- 中村研一（北海道大学教授）
- 中村敏子（北海学園大学教授、法学博士）
- 成田憲彦（駿河台大学学長）
- 南原繁（東京大学総長・名誉教授、日本学士院長、貴族院議員）
- 西尾勝（行政学者、東京大学名誉教授、国際基督教大学教授）
- 西崎文子（成蹊大学教授）
- 野中尚人（学習院大学教授）
- 袴田茂樹（青山学院大学教授）
- 初瀬龍平（神戸大学名誉教授）
- 秦郁彦（元日本大学教授、法学博士）
- 早川誠（立正大学准教授）
- 林茂（東京大学名誉教授）
- 原武史（明治学院大学教授）
- 半澤朝彦（明治学院大学准教授）
- 半澤孝麿（東京都立大学名誉教授）
- 坂野潤治（東京大学名誉教授）
- 兵藤守男(新潟大学教授)
- 平野健一郎（東京大学名誉教授、早稲田大学政治経済学部教授）
- 廣瀬克哉（法政大学総長）
- 廣瀬陽子（静岡県立大学准教授）
- 福田有広（東京大学助教授）
- 福田歓一（東京大学名誉教授、明治学院大学学長、日本学士院会員）
- 福元健太郎（学習院大学教授）
- 藤田省三（法政大学名誉教授）
- 藤原弘達（元明治大学教授）
- 藤本健太郎（静岡県立大学経営情報学部准教授）
- 古川俊一（筑波大学教授）
- 星野昭吉（獨協大学教授）
- 星野俊也（大阪大学大学院国際公共政策研究科教授）
- 細谷千博（一橋大学名誉教授、日本学士院会員）
- 本間長世（東京大学名誉教授）
- 牧原出（東北大学教授）
- 舛添要一（元東京大学助教授、参議院議員）
- 升味準之輔（東京都立大学名誉教授）
- 松浦正孝（立教大学教授）
- 松岡完（筑波大学大学院人文社会科学研究科教授）
- 松澤弘陽（北海道大学名誉教授）
- 松下圭一（法政大学名誉教授）
- 松本三之介（東京教育大学名誉教授、東京大学名誉教授）
- 丸楠恭一（目白大学教授）
- 松本礼二（早稲田大学教授）
- 丸山眞男（東京大学名誉教授、日本学士院会員）
- 三浦瑠麗（東京大学政策ビジョン研究センター客員研究員）
- 水島治郎（千葉大学教授）
- 水谷三公（國學院大學教授）
- 三谷太一郎（東京大学名誉教授、日本学士院会員、文化功労者）
- 宮田光雄（東北大学名誉教授）
- 村上政俊（皇學館大学現代日本社会学部准教授）
- 百瀬宏（津田塾大学名誉教授、広島市立大学名誉教授）
- 矢部貞治（東京帝国大学教授、拓殖大学総長）
- 山口二郎（政治学者、法政大学教授）
- 山口定（大阪市立大学名誉教授、立命館大学名誉教授）
- 山田政治（島根大学名誉教授、九州国際大学学長）
- 山室信一（京都大学人文科学研究所教授）
- 山本吉宣（東京大学名誉教授）
- 山脇啓造（明治大学教授）
- 横手慎二（慶應義塾大学教授）
- 吉岡知哉（立教大学総長）
- 吉野作造（東京帝国大学教授）
- 蠟山政道（お茶の水女子大学学長、衆議院議員、日本学士院会員）
- 若泉敬（京都産業大学教授）
- 渡辺昭夫（東京大学名誉教授、青山学院大学名誉教授）
- 渡辺暁（ラテンアメリカ研究者、山梨大学准教授、チェスプレーヤー）
- 渡辺浩 （東京大学名誉教授、法政大学教授）

#### 経済学者・経営学者

##### 経済学・統計学
- 赤林英夫（経済学者、慶應義塾大学教授）
- 浅子和美（経済学者、マクロ分析経済学理論、日本経済の実証分析、一橋大学経済研究所教授）
- 有沢広巳（マルクス経済学者、統計学者、東京大学名誉教授、法政大学総長、日本学士院長、文化功労者）
- 井手英策（経済学者、財政社会学、慶應義塾大学経済学部教授）
- 伊藤誠（マルクス経済学者、東京大学名誉教授、日本学士院会員）
- 伊藤元重（経済学者、コメンテーター）
- 岩井克人（経済学者、東京大学教授）
- 岩田規久男（経済学者、経済評論家）

- 植草一秀（経済学者、経済評論家、元早稲田大学教授、スリーネーションズリサーチ社長）
- 宇沢弘文（数理経済学、公共経済学、東京大学名誉教授、日本学士院会員、文化勲章受章者）
- 内田忠夫（経済学者、東京大学名誉教授）
- 宇野弘蔵（マルクス経済学者、東京大学名誉教授）
- 大内力（マルクス経済学者、東京大学名誉教授、日本学士院会員）
- 大塚久雄（経済史、東京大学名誉教授）
- 大平純彦（経済学者、経済企画庁調査局内国調査第一課課長補佐、静岡県立大学准教授）
- 大湾秀雄（経済学者、早稲田大学教授）
- 岡部恒治（埼玉大学教授、経済学者）
- 小野善康（経済学者、マクロ経済学・国際経済学・産業組織論、東大大学院経済学研究科博士課程修了（学部は東京工業大学卒業）、東京工業大学教授、大阪大学教授）
- 小山和伸（経済学者、神奈川大学教授）
- 加藤雅（元経済企画審議官、元東京経済大学教授）
- 貝塚啓明（経済学者、東京大学名誉教授、日本学士院会員）
- 鎌倉孝夫（マルクス経済学者、埼玉大学名誉教授）
- 河合栄治郎（社会思想家、経済学者）
- 河上肇（マルクス経済学者、社会思想家、京都帝国大学教授）
- 河村哲二（経済学者、マルクス経済学、法政大学教授）
- 川口有一郎（経済学者、早稲田大学大学院ファイナンス研究科教授）
- 川本裕子（経済学者、早稲田大学大学院教授、大阪証券取引所社外取締役、金融審議会委員）
- 神戸正雄（経済学者、京都大学名誉教授、京都市長、日本学士院会員、文化功労者）
- 吉川元忠（経済学者、国際金融論、聖学院大学教授、神奈川大学教授）
- 熊谷尚夫（経済学者、大阪大学名誉教授、日本学士院会員）
- 小池和男（経済学者、元京都大学教授）
- 小池田冨男（経済学者、流通経済大学学長）
- 香西泰（経済学者、政府税制調査会会長）
- 小島武仁（ゲーム理論、スタンフォード大学助教授）
- 小林昇（経済学史、立教大学名誉教授、日本学士院会員）
- 小宮隆太郎（国際経済学、東京大学名誉教授、日本学士院会員、文化勲章受章者）
- 斎藤精一郎（経済学者）
- 佐伯啓思（経済学者、京都大学教授）
- 堺屋太一（経済学者、早稲田大学教授、元通産官僚、経済企画庁長官、小説家）
- 榊原英資（経済学者、元大蔵省財務官、早稲田大学教授）
- 佐和隆光（統計学者、立命館大学教授）
- 宍戸駿太郎（経済学者、国際大学学長、筑波大学副学長、筑波大学名誉教授）
- 杉原薫（経済学者、アジア経済史、東大大学院経済学研究科博士課程単位取得中退（学部は京都大学卒業）、大阪大学教授、京都大学教授、東京大学教授、政策研究大学院大学教授）
- 隅谷三喜男（労働経済学、東京大学名誉教授、日本学士院会員）
- 大黒弘慈（経済学者、京都大学大学院教授）
- 高野岩三郎（統計学者、東京帝国大学教授、日本学士院会員、日本放送協会会長）
- 高橋正雄（経済学者、マルクス経済学、九州大学教授、鹿児島大学教授、東北学院大学教授）
- 竹内謙二（経済学者、九州大学教授、中央大学教授）
- 武田隆夫（経済学者、マルクス経済学、東京大学教授、東京経済大学教授）
- 田中精一（元高崎経済大学学長）
- 土屋喬雄（日本経済史、東京大学名誉教授、日本学士院会員）
- 戸田裕之（経済学者、大阪大学社会経済研究所招聘教授）
- 中村隆英（統計学者、経済史、東京大学名誉教授）
- 西部忠（経済学者、専修大学教授）
- 西村和雄（経済学者、京都大学教授）
- 西村清彦（経済学者、元東京大学教授、2008年より日本銀行副総裁）
- 二瓶剛男（マルクス経済学者、東京大学名誉教授、元北海学園大学教授）
- 根岸隆（経済理論、経済学史、東京大学名誉教授、日本学士院会員、文化功労者）
- 野口悠紀雄（経済学者、早稲田大学大学院ファイナンス研究科教授、一橋大学名誉教授）
- 早坂忠（ケインズ経済学者、元東京大学教授）
- 林健久（経済学者、マルクス経済学・財政学、立正大学教授、東京大学教授、流通経済大学教授）
- 林文夫（マクロ経済学・計量経済学、一橋大学教授）
- 降旗節雄（経済学者、帝京大学名誉教授）
- 久野和禎（経済学者、コノウェイ株式会社代表取締役社長、プロコーチ）
- 広井良典（経済学者、千葉大学法経学部教授）
- 星岳雄（経済学者、スタンフォード大学教授）
- 間宮陽介（京都大学教授、経済学者）
- 八木紀一郎（京都大学教授、経済学者）
- 八代尚宏（経済学者、国際基督教大学教授、元日経センター理事長）
- 安田洋祐（経済学者、大阪大学大学院経済学研究科准教授）
- 矢内原忠雄（経済学者、元東京大学総長、キリスト教伝道者）
- 藪下史郎（早稲田大学政治経済学部教授、元横浜国立大学教授、経済学者）
- 福地崇生（経済学者、京都大学名誉教授、筑波大学名誉教授）
- 古谷弘（経済学者、元東京大学教授）
- 藻谷浩介（日本総合研究所調査部主席研究員）
- 森谷克己（経済学者、経済史、岡山大学法文学部長）
- 安井琢磨（経済学者、大阪大学名誉教授、東北大学名誉教授）
- 安場保吉（経済学者、大阪大学名誉教授）
- 渡部経彦（経済学者、元大阪大学教授）
- 若杉隆平（経済学者、京都大学名誉教授、横浜国立大学名誉教授、新潟県立大学理事長・学長）
- 脇村義太郎（経済学者、経営史、東京大学名誉教授、日本学士院長、文化功労者）

##### 経営学・商学
- 大澤豊（経営学者、大阪大学名誉教授）
- 大坪檀（経営学者、静岡産業大学学長）
- 影山喜一（経営学者、静岡県立大学教授）
- 清成忠男（経営学者、中小企業論、法政大学総長）
- 柴田友厚（経営学者、東北大学名誉教授）
- 西田在賢（経営学者、静岡県立大学教授）
- 林周二（経営学者、東京大学名誉教授・静岡県立大学名誉教授）
- 平田光子（経営学者、日本大学教授）
- 安田隆二（経営学者、一橋大学大学院国際企業戦略研究科教授）
- 桜内文城（会計学者、新潟大学准教授）
- 西川郁生（会計学者、慶應義塾大学教授）

#### 社会学者・教育学者・心理学者

##### 社会学
- 青井和夫（東京大学文学部名誉教授）
- 飯田豊（立命館大学教授）
- 石川晃弘（中央大学教授）
- 犬塚協太（静岡県立大学教授）
- 今井時郎（東京帝国大学教授）
- 大澤真幸（京都大学教授）
- 岡田直之（東洋大学教授）
- 尾高邦雄（東京大学文学部名誉教授）
- 落合恵美子（京都大学教授）
- 北川隆吉（名古屋大学名誉教授、元法政大学・専修大学教授）
- 公文俊平（元東京大学教授）
- 庄司興吉（東京大学文学部名誉教授）
- 高橋徹（東京大学名誉教授）
- 建部遯吾（東京帝国大学教授）
- 辻村明（社会心理学、東京大学文学部名誉教授）
- 戸田貞三（東京帝国大学教授）
- 富永健一（東京大学名誉教授）
- 直井優（大阪大学教授）
- 似田貝香門（東京大学名誉教授）
- 副田義也（漫画評論家、筑波大学名誉教授）
- 橋爪大三郎（東京工業大学教授）
- 蓮見音彦（東京大学文学部名誉教授）
- 林惠海（東京帝国大学教授）
- 廣井脩（元東京大学教授）
- 福武直（東京大学文学部名誉教授）
- 古城利明（中央大学教授）
- 見田宗介（東京大学教養学部名誉教授）
- 宮台真司（東京都立大学教授）
- 村上泰亮（元東京大学教養学部教授）
- 安田三郎（広島大学名誉教授）
- 山田昌弘（中央大学教授）
- 山之内靖（東京外国語大学名誉教授）
- 綿貫譲治（上智大学名誉教授）
- 亘明志（長崎ウエスレヤン大学教授、日本解放社会学会会長）
- 住谷悦治（夕刊京都新聞社社長、同志社大学第十四代総長）
- 豊永耕平（近畿大学講師）

##### 教育学
- 相庭和彦（新潟大学准教授）
- 潮木守一（名古屋大学名誉教授、桜美林大学大学院国際学研究科招聘教授、教育社会学者）
- 岡田良平（旧制山口高等学校校長）
- 小山内優（創価大学国際教養学部教授、政策研究大学院大学教授、国際教養大学副学長兼事務局長）
- 齋藤孝（エッセイスト、明治大学教授）
- 末本誠（神戸大学名誉教授）
- 杉原誠四郎（武蔵野大学教授）
- 留岡清男（北星学園女子短期大学元学長）
- 鈴木路子（東京福祉大学大学院教育学研究科教授）
- 村崎文彦（学校法人村崎学園理事長）

##### 心理学
- 梅津八三（東京大学文学部名誉教授）
- 相良守次（東京大学文学部心理学科教授）
- 桑田芳蔵（東京帝国大学教授）
- 下條信輔（カリフォルニア工科大学教授）
- 詫摩武俊（東京都立大学名誉教授）
- 多湖輝（千葉大名誉教授）
- 高木貞二（東京帝国大学教授）
- 鳥居修晃（東京大学教養学部名誉教授）
- 西田ひろ子（静岡県立大学教授）
- 林道義（ユング心理学、評論家、元東京女子大教授）
- 松本亦太郎（東京帝国大学教授）
- 村越真（スポーツ心理学、認知心理学、オリエンテーリング選手、静岡大学教授）
- 佐藤隆夫（東京大学文学部名誉教授、元立命館大学教授、人間環境大学教授）

#### 哲学者・倫理学者・美学者・宗教学者

##### 西洋哲学
- 東浩紀（表象文化論、元国際大学教授）
- 麻生建（ドイツ哲学、東京大学教養学部名誉教授、元帝京平成大学教授）
- 安倍能成（学習院長）
- 池上鎌三（東京大学文学部名誉教授）
- 市川浩（明治大学名誉教授）
- 伊藤勝彦（埼玉大学名誉教授）
- 井上円了（倫理学者、哲学館（東洋大学）創設者）
- 井上忠（アリストテレス研究、東京大学名誉教授）
- 入不二基義 (元山口大学助教授、青山学院大学教授)
- 宇波彰（明治学院大学名誉教授）
- 大森荘蔵（存在論、認識論、時間論、東京大学名誉教授）
- 納富信留（慶應義塾大学文学部教授）
- 桂壽一（元東京大学文学部教授）
- 串田孫一（詩人、哲学者、随筆家）
- 黒田亘（東京大学文学部名誉教授）
- 斎藤忍随（ギリシア哲学、東京大学名誉教授）
- 坂部恵（東京大学文学部名誉教授）
- 土屋賢二（エッセイスト、お茶の水女子大学教授）
- 中島義道（カント研究、評論家、電気通信大学教授）
- 仲正昌樹（ポストモダン哲学、金沢大教授）
- 中村雄二郎（明治大学名誉教授）
- 西尾幹二（電通大名誉教授 ドイツ哲学、評論家）
- 西田幾多郎（京都帝国大学教授）
- 野家啓一（科学哲学者、東北大学教授）
- 長谷川宏（ヘーゲル研究）
- 長谷川三千子（評論家、埼玉大学教授）
- 原佑（元東京大学教養学部教授）
- 氷上英広（ニーチェ研究、東京大学名誉教授）
- 廣松渉（物象化論、東京大学名誉教授）
- 円谷裕二 （カント研究、九州大学名誉教授）
- 堀秀彦（評論家、東洋大学学長）
- 三島憲一（ニーチェ研究、阪大名誉教授、東京経済大学教授）
- 山崎正一（英米哲学、東京大学名誉教授）
- 山本信（東京大学文学部名誉教授）
- 渡邊二郎（東京大学文学部名誉教授）
- 今田恵（心理学者 哲学者、文学博士、関西学院大学名誉教授）
- 村上勝三（デカルト研究、元山口大学講師、東洋大学教授）

##### 東洋哲学
- 赤塚忠（東京大学文学部名誉教授、中国思想）
- 阿部吉雄（東京大学教養学部名誉教授、中国思想）
- 池田知久（東京大学文学部名誉教授、中国思想）
- 宇野精一（東京大学文学部名誉教授、中国思想）
- 宇野哲人（東京帝国大学教授、支那思想）
- 金倉円照（インド哲学、文化功労者）
- 九鬼周造（日本哲学、京都学派、京都帝国大学教授）
- 坂元ひろ子（中国哲学、元山口大学助教授）
- 髙木友之助（中央大学名誉教授、元総長、中国哲学）
- 高田眞治（東京帝国大学教授、支那思想）
- 戸川芳郎（東京大学文学部名誉教授、中国思想）
- 藤本智董（福岡大学教授、インド哲学）
- 溝口雄三（東京大学文学部名誉教授、中国思想）
- 山井湧（東京大学文学部名誉教授）

##### 倫理学
- 阿部次郎（哲学者、美学者、倫理学者、東北帝国大学教授）
- 小倉志祥（東京大学名誉教授）
- 勝部真長（お茶の水女子大学名誉教授）
- 加藤尚武（京大名誉教授、元鳥取環境大学学長）
- 金子武蔵（東京大学名誉教授）
- 佐藤正英（東京大学名誉教授）
- 相良亨（東京大学名誉教授）
- 濱井修（東京大学名誉教授）
- 古川哲史（東京大学文学部名誉教授）
- 森岡正博（大阪府立大学教授）
- 八木公生（静岡県立大学教授）
- 板東洋介（皇學館大学文学部准教授）
- 和辻哲郎（倫理学者、東京大学名誉教授、元京都帝国大学教授）

##### 美学・藝術学
- 今道友信（東京大学文学部名誉教授）
- 海老沢敏（元国立音大学長）
- 大塚保治（東京帝国大学教授）
- 大西克礼（東京帝国大学教授）
- 小林義武（西洋音楽史、成城大学教授）
- 吉川英史（邦楽研究、文化功労者）
- 佐々木健一（東京大学名誉教授）
- 竹内敏雄（東京大学文学部名誉教授）
- 田辺尚雄（音楽学者、文化功労者）
- 戸矢理衣奈（服飾史研究者）
- 西村清和（東京大学名誉教授）
- 藤田一美（東京大学文学部名誉教授）
- 皆川達夫（音楽史、立教大学名誉教授）
- 毛利三彌（成城大学教授）
- 矢崎美盛（東京大学教授）
- 横道萬里雄（元東京芸大教授、能楽研究）
- 渡辺護（東京大学文学部名誉教授）
- 高山樗牛（元東京大学文学部講師）

##### 宗教学
- 荒井献（聖書学者、東京大学名誉教授、元恵泉女学園大学長）
- 井上順孝（宗教社会学、國學院大學教授）
- 植島啓司（評論家）
- 大貫隆（新約聖書学、東京大学名誉教授）
- 小口偉一（東京大学名誉教授）
- 加藤常昭（神学者、東京神学大学教授、ハイデルベルク大学客員教授）
- 金井新二（東京大学文学部名誉教授）
- 河野訓（皇學館大学学長）
- 岸本英夫（元東京大教授）
- 島田裕巳（元日本女子大教授）
- 鈴木大拙（仏教学者、大谷大学教授、コロンビア大学客員教授）
- 末木文美士（仏教学者、東京大学名誉教授、国際日本文化研究センター名誉教授）
- 関根正雄（キリスト教伝道者、東京教育大教授）
- 竹下節子（キリスト教研究、評論家）
- 田丸徳善（東京大学名誉教授）
- 塚本虎二（聖書学者、聖書翻訳家、キリスト教伝道者）
- 中沢新一（明治大学野生の科学研究所所長）
- 西田幾多郎（選科修了、旧制山口高等学校教授、京都帝国大学教授）
- 花山信勝（インド哲学、東京大学名誉教授）
- 渡辺照宏（密教学者、東洋大学名誉教授）
- 勝又俊教（密教学者、元大正大学学長）
- ひろさちや（仏教学者）
- 堀一郎（宗教民俗学、東京大学名誉教授）
- 柳川啓一（東京大学名誉教授）
- 山口瑞鳳（チベット仏教、東京大学名誉教授）
- 山本巍（聖書学、元東京大学総合文化研究科教授）
- 脇本平也（東京大学文学部名誉教授）
- 山内晋卿（仏教学者、浄土真宗本願寺派勧学、旧制第三高等学校教授）
- 村上興匡（比較宗教学、死生学、大正大学文学部教授）
- 望月日滋（僧侶、日蓮宗管長）

#### 人類学者・民俗学者

##### 人類学
- 青木保（元東京大学教授、元文化庁長官）
- 今福龍太（東京外国語大学教授、文化人類学）
- 大貫良夫（東京大学名誉教授）
- 大林太良（文化人類学、東京大学名誉教授）
- 尾本惠市（人類学者、東京大学名誉教授、国際日本文化研究センター名誉教授）
- 金関丈夫（解剖学者、医学部卒業、九州大学教授）
- 川田順造（東京外国語大学名誉教授）
- 長島信弘（文化人類学、元一橋大学教授）
- 中根千枝（社会人類学者、東京大学名誉教授、文化勲章受章者）
- 中村光男（文化人類学、千葉大学名誉教授）
- 長谷部言人（東京帝国大学人類学教授）
- 埴原和郎（自然人類学者、東京大学名誉教授、国際日本文化研究センター名誉教授）
- 増田義郎（文化人類学、東京大学名誉教授）
- 山口昌男（東京外国語大学名誉教授）

##### 民俗学
- 谷川健一（民俗学者、作家）
- 柳田國男（民俗学者、詩人）
- 沖浦和光（桃山学院大名誉教授、差別論）
- 赤坂憲雄（東北芸術工科大学東北文化センター長、教授）

#### 歴史学者

##### 日本史学
- 青村真明（近代史）
- 網野善彦（中世史、神奈川大短大教授）
- 有山輝雄（近代メディア史）
- 粟屋憲太郎（近現代史、立教大学教授）
- 飯田瑞穂（古代史、中央大学名誉教授）
- 石井進（東京大学名誉教授）
- 井上清（京都大学名誉教授）
- 家永三郎（古代史・歴史教育、元東京教育大学教授）
- 伊木寿一（古文書学）
- 石母田正（中世史、法政大学名誉教授）
- 板沢武雄（元東京帝国大学教授）
- 伊藤隆（近現代史、東京大学名誉教授）
- 井上勲（近代史、学習院大学教授）
- 井上光貞（古代史、元東京大学教授）
- 色川大吉（近代史、東京経済大学名誉教授）
- 岩生成一（元東京大学文学部名誉教授）
- 大石慎三郎（近世史、学習院大学名誉教授）
- 大久保利謙（近代史、元名古屋大学教授）
- 大隅和雄（中世思想史、東京女子大学名誉教授）
- 笠原一男（中世史、東京大学名誉教授）
- 勝俣鎮夫（中世史、東京大学教養学部名誉教授）
- 喜田貞吉（古代史、元京都帝国大学教授）
- 黒板勝美（古代史、東京帝国大学教授）
- 児玉幸多（近世史、学習院大学名誉教授）
- 五味文彦（中世史、東京大学名誉教授、放送大学教授）
- 坂本太郎（古代史、東京大学名誉教授）
- 佐藤進一（中世史、中央大学教授）
- 佐々木潤之介（近世史、一橋大学名誉教授）
- 笹山晴生（東京大学文学部名誉教授）
- 下村冨士男（近代史、元東京大学文学部名誉教授）
- 須磨千頴（中世史、南山大学名誉教授）
- 高村直助（東京大学文学部名誉教授）
- 高埜利彦（近世史、学習院大学教授）
- 竹内理三（中世史、東京大学名誉教授）
- 田中卓（古代史、皇學館大学名誉教授）
- 辻善之助（仏教史、東京帝国大学名誉教授）
- 土田直鎮（中世史、東京大学名誉教授）
- 遠山茂樹（近代史、横浜市立大学教授）
- 鳥海靖（東京大学教養学部名誉教授）
- 永積洋子（東京大学文学部名誉教授）
- 永原慶二（中世史、元一橋大学教授）
- 中村孝也（近世史、東京帝国大学教授）
- 沼田哲（青山学院大学教授）
- 萩野由之（東京帝国大学名誉教授）
- 服部之総（マルクス主義歴史家、法政大教授）
- 平泉澄（中世史、元東京帝国大学教授、皇国史観）
- 藤原彰（近現代史、一橋大学名誉教授）
- 古川隆久（近代史）
- 宝月圭吾（東京大学文学部名誉教授）
- 三上参次（近世史、東京帝国大学名誉教授）
- 宮地正人（近代史、東京大学史料編纂所所長、国立歴史民俗博物館長）
- 村瀬信一（近代政治史）
- 森下徹（近代史、山口大学教授）
- 安田元久（中世史、学習院大学名誉教授）
- 山室恭子（中世史、東京工業大学教授）
- 義江彰夫（中世史、東京大学教養学部名誉教授）
- 吉村武彦（古代史、明治大学教授）

##### 東洋史学
- 浅井虎夫（中国法制史・日中関係史）
- 荒松雄（東京大学名誉教授、インド史・南アジア史）
- 池内宏（東京帝国大学教授）
- 池端雪浦（東南アジア史、元東京外国語大学学長）
- 板垣雄三（東京大学名誉教授、文化功労者）
- 市村瓚次郎（東京帝国大学教授）
- 榎一雄（東京大学名誉教授）
- 尾形勇（東京大学名誉教授）
- 岡田英弘（東洋史、東京外国語大学名誉教授）
- 金子修一（國學院大學教授、中国古代史）
- 加藤繁（東京帝国大学教授）
- 辛島昇（東京大学名誉教授）
- 川勝守（東洋史、九州大学名誉教授）
- 岸本美緒（元東京大学教授、お茶の水女子大教授）
- 久保亨（信州大学教授、中国近代経済史）
- 倉沢愛子（インドネシア史、慶大教授）
- 小島晋治（中国近代史、東京大学教養学部名誉教授）
- 桜井由躬雄（東京大学名誉教授）
- 佐藤次高（東京大学名誉教授）
- 白鳥庫吉（東洋史、元東京帝国大学教授）
- 周藤吉之（東京大学名誉教授）
- 武田幸男（東京大学名誉教授）
- 田中正俊（東京大学名誉教授）
- 永積昭（元東京大学文学部教授）
- 長崎暢子（東京大学名誉教授、インド史）
- 西嶋定生（東京大学名誉教授、東アジア史）
- 藤田豊八（東京帝国大学教授）
- 古島和雄（東京大学名誉教授）
- 護雅夫（東京大学名誉教授、トルコ民族史・内陸アジア史・トルコ学）
- 箭内亙（東京帝国大学教授）
- 山本達郎（東京大学名誉教授、文化勲章受章者）
- 山本英史（東洋史、元山口大学助教授、慶應義塾大学教授）
- 和田清（東京大学名誉教授）

##### 西洋史学
- 伊藤貞夫（東京大学文学部名誉教授、古代ギリシア史）
- 今井登志喜（東京帝国大学教授）
- 上村忠男（ヨーロッパ思想史、東京外国語大学名誉教授）
- 江口朴郎（東京大学教養学部名誉教授）
- 大類伸（東北帝国大学教授）
- 樺山紘一（東京大学文学部名誉教授、ヨーロッパ史）
- 城戸毅（東京大学文学部名誉教授）
- 木畑洋一（元東京大学教養学部長、英国史）
- 木村尚三郎（西洋史学者、評論家、東京大学名誉教授）
- 猿谷要（アメリカ史、元東京女子大教授）
- 柴田三千雄（東京大学文学部名誉教授、フランス史）
- 柴野均（信州大学人文学部教授、イタリア近代史）
- 新川健三郎（東京大学教養学部名誉教授、アメリカ史）
- 遅塚忠躬（元東京大学教授、お茶の水女子大名誉教授、フランス史）
- 髙橋淸治（東京外国語大学名誉教授、ロシア史）
- 坪井九馬三（東京帝国大学教授）
- 中屋健弌（アメリカ史、東京大学名誉教授）
- 成瀬治（東京大学文学部名誉教授、ドイツ史）
- 西川正雄（東京大学教養学部名誉教授）
- 林健太郎（西洋史、元東京大学教授）
- 秀村欣二（東京大学教養学部名誉教授、西洋史)
- 堀越孝一（西洋史、学習院大学名誉教授、中世史）
- 堀米庸三（東京大学文学部名誉教授、中世史）
- 福井憲彦（西洋近代史、学習院大学教授）
- 箕作元八（東京帝国大学教授）
- 村川堅固（東京帝国大学教授）
- 村川堅太郎（東京大学名誉教授、古代史）
- 森田鉄郎（西洋史、元旧制山口高等学校教授、元神戸大学教授、元ローマ大学講師、イタリア史）
- 弓削達（東京大学教養学部名誉教授）
- 和田春樹（ロシア史・朝鮮史、元東京大学教授）
- 村上直次郎（上智大学第4代学長）
- 辻荘一（立教大学教授、国立音楽大学教授、滝乃川学園理事長、音楽史）
- 黒川正剛（太成学院大学教授）
- 喜安朗（日本女子大学名誉教授、フランス近代史）

##### 考古学
- 安斎正人（東北芸術工科大学教授）
- 飯島武次（駒澤大学名誉教授）

##### 美術史
- 青柳正規（西洋美術、東京大学名誉教授、文化庁長官）
- 秋山光和（日本美術、東京大学名誉教授）
- 石子順造（漫画評論、美術評論）
- 稲賀繁美（比較文化、国際日本文化研究センター教授）
- 河野元昭（東京大学名誉教授、日本美術史）
- 児島喜久雄（東京大学名誉教授）
- 佐野みどり（学習院大学教授、日本美術）
- 高階秀爾（西洋美術、東京大学名誉教授）
- 滝精一（東京帝国大学教授）
- 東野芳明（多摩美術大学名誉教授）
- 辻惟雄（日本美術史、東京大学名誉教授）
- 藤懸静也（東京帝国大学教授、日本美術史）
- 前川誠郎（東京大学文学部名誉教授、西洋美術）
- 宮川淳（美術評論家）
- 持田季未子（西洋美術、大妻女子大学教授）
- 矢代幸雄（美術史家）
- 山根有三（日本美術、東京大学名誉教授）
- 吉川逸治（西洋美術、東京大学名誉教授）
- 米澤嘉圃（中国美術、元東京大学東洋文化研究所教授）

#### 文学者・言語学者

##### 言語学
- 朝倉季雄（フランス語学、東京大学名誉教授）
- 池上嘉彦（東京大学名誉教授）
- 市河三喜（英語学者、東京帝国大学教授）
- 岩井隆盛（言語学者、金沢大学名誉教授）
- 岩崎英二郎（ドイツ語学、慶應義塾大学名誉教授）
- 上田萬年（国語学者）
- 円満字二郎（漢字研究者）
- 大野晋（国語学者、学習院大学名誉教授）
- 風間喜代三（印欧語比較文法、東京大学名誉教授）
- 金水敏（大阪大学文学研究科教授）
- 金田一京助（言語学者、東京帝国大学教授）
- 金田一春彦（言語学者）
- 工藤真由美（言語学者、日本語学者、大阪大学教授、言語学研究会）
- 国広哲弥（東京大学名誉教授）
- 黒田龍之助（スラブ語学者）
- 郡司隆男（神戸松蔭学院大学教授、理論言語学）
- 佐久間淳一（フィンランド語学者、名古屋大学准教授）
- 柴田武（国語学、東京大学名誉教授）
- 新村出（言語学者、京都帝国大学教授、文化勲章受章者）
- 鈴木重幸（言語学者、国語学者、形態論文法、横浜国立大学教授、言語学研究会）
- 立川健二（言語学者、元文教大学教授）
- 千野栄一（言語学、ロシア文学、スラブ文学、東京外国語大学名誉教授）
- 知里真志保（アイヌ語研究、元北大教授）
- 築島裕（国語学、東京大学名誉教授）
- 東条操（国語学者 / 方言学の土台を築く）
- 富盛伸夫（言語学者、東京外国語大学大学院教授）
- 橋本進吉（国語学者 / 橋本文法で著名）
- 長谷川欣佑（東京大学名誉教授、英語学）
- 服部四郎（東京大学名誉教授）
- 松村明（国語学、東京大学名誉教授）
- 丸山圭三郎（元中央大学教授、フランス語）
- 峰岸真琴（言語学者、東京外国語大学アジア・アフリカ言語文化研究所教授）
- 宮島達夫（言語学者、語彙論、国立国語研究所、大阪大学教授、京都橘大学教授）
- 星泉（言語学者、東京外国語大学アジア・アフリカ言語文化研究所准教授）

##### 日本文学
- 秋本吉徳（上代文学、清泉女子大学教授）
- 秋山虔（中古文学、東京大学名誉教授、文化功労者）
- 浅野三平（近世文学、日本女子大学名誉教授）
- 阿部秋生（中古文学、東京大学教養学部名誉教授）
- 池田和臣（中古文学、中央大学教授）
- 石丸晶子（東京経済大学名誉教授）
- 伊豆利彦（近代文学、横浜市立大学名誉教授）
- 市古貞次（東京大学名誉教授、文化勲章受章者）
- 伊東玉美（中世文学、白百合女子大学教授）
- 稲岡耕二（上代文学、東京大学名誉教授）
- 今井源衛（中古文学、九州大学名誉教授、梅光女学院大学名誉教授）
- 宇佐美毅（近代文学、中央大学教授）
- 遠藤宏（上代文学、成蹊大学名誉教授）
- 小川靖彦（上代文学、青山学院大学教授）
- 景山正隆（日本文学、東洋大学文学部教授）
- 風巻景次郎（中世文学、北海道大学教授）
- 片岡良一（近代文学、法政大学教授）
- 河添房江（中古文学、東京学芸大学教授）
- 北村昌幸（中世文学、関西学院大学教授）
- 久保田淳（中世文学、東京大学名誉教授）
- 粂川光樹（上代文学、明治学院大学名誉教授）
- 倉野憲司（上代文学、元福岡女子大学学長）
- 黒岩一郎（近世文学、神戸大学教授）
- 小池藤五郎（近世文学、元東洋大学教授）
- 神野志隆光（上代文学、東京大学名誉教授、明治大学特任教授）
- 小島孝之（中世文学、東京大学名誉教授）
- 小嶋菜温子（中古文学、立教大学・立正大学教授）
- 五味智英（古典文学、東京大学名誉教授）
- 小山弘志（謡曲研究、東京大学名誉教授）
- 近藤みゆき（中古文学、実践女子大学教授）
- 西郷信綱（古代文学）
- 佐伯真一（中世文学、青山学院大学教授）
- 佐藤悟（近世文学、清泉女子大学教授）
- 柴生田稔（上代文学、明治大学名誉教授）
- 島内景二（中古文学、電気通信大学教授）
- 島村輝（近代文学、フェリス女学院大学教授）
- 鈴木健一（古典文学、学習院大学教授）
- 鈴木貞美（近代文学、小説家、国際日本文化研究センター名誉教授）
- 鈴木日出男（古代文学、東京大学名誉教授）
- 鈴木宏子（中古文学、千葉大学教授）
- 諏訪春雄（近世文学、学習院大学教授）
- 千田憲（上代文学、京都女子大学教授）
- 曾倉岑（上代文学、青山学院大学名誉教授)
- 曾根博義（近代文学、日本大学教授）
- 高木市之助（上代文学、元愛知県立女子短期大学学長）
- 高田祐彦（中古文学、青山学院大学教授）
- 多田一臣（上代文学、東京大学名誉教授、二松學舍大学特別招聘教授）
- 谷知子（中世文学、フェリス女学院大学教授）
- テレングト・アイトル（近代文学）
- 永積安明（神戸大学名誉教授）
- 中西進（古代文学、評論家、国際日本文化研究センター名誉教授、京都市立芸術大学名誉教授・元学長、奈良県立万葉文化館館長）
- 中丸宣明（近代文学、法政大学教授）
- 野口武彦（近世文学、文芸評論家、神戸大名誉教授）
- 延広真治（近世文学、落語研究、東京大学名誉教授、帝京大学教授）
- 野山嘉正（近代文学、東京大学名誉教授）
- 芳賀矢一（東京帝国大学教授）
- 長谷川泉（近代文学）
- 林廣親（近代文学、成蹊大学教授）
- 原岡文子（中古文学、聖心女子大学教授）
- 原道生（近世文学、明治大学名誉教授）
- 土方洋一（中古文学、青山学院大学教授）
- 兵藤裕己（中世文学、学習院大学教授）
- 平沢竜介（古代文学、白百合女子大学教授）
- 久松潜一（上代文学、東京大学名誉教授）
- 広末保（近世文学、元法政大学教授）
- 藤井貞和（古代文学、東京大学名誉教授。共立女子大学・東京学芸大学・立正大学教授）
- 古橋信孝（古代文学、武蔵大学名誉教授）
- 益田勝実（古代文学、法政大学名誉教授）
- 三好行雄（東京大学名誉教授）
- 武藤元昭（近世文学、青山学院大学名誉教授、静岡英和学院大学学長）
- 森川昭（近世文学、東京大学名誉教授）
- 森本治吉（上代文学、二松学舎大学名誉教授）
- 矢嶋泉（上代文学、青山学院大学教授）
- 山岸徳平（東京教育大学名誉教授）
- 山口俊雄（近代文学、日本女子大学教授）
- 山中玲子（中世文学、法政大学能楽研究所教授）
- 山本陽史（近世文学、山形大学教授）
- 吉田精一（近代文学）

##### 英米文学
- 青木雄造（英国小説、東京大学文学部名誉教授）
- 荒このみ（アメリカ文学、東京外国語大学名誉教授、立命館大学客員教授）
- 出淵博（元東京大学教養学部名誉教授）
- 井村君江（ファンタジー研究、明星大学名誉教授）
- 海老根宏（東京大学文学部名誉教授）
- 小川和夫（元東洋大学教授）
- 小田島雄志（翻訳家、東京大学名誉教授）
- 小津次郎（英文学、東京大学文学部名誉教授）
- 小野二郎（英文学、明治大学文学部教授）
- 上岡伸雄（アメリカ文学、学習院大学教授）
- 亀井俊介（アメリカ文化研究、東京大学名誉教授、岐阜女子大教授）
- 河合逸治（英語学者、元第五高等学校教授、元名古屋高等商業学校経済学部教授、元名城大学教授及び創立関係者、河合塾創始者）
- 北村紗衣（英文学者、シェイクスピア、ウィキペディアン、武蔵大学准教授）
- 國重純二（東京大学教養学部名誉教授）
- 厨川白村（京都帝国大学教授）
- 小池滋（英文学、元東京女子大教授）
- 齋藤勇（元東京帝国大学英文科教授）
- 斎藤光（アメリカ文学、東京大学名誉教授）
- 佐伯彰一（文芸評論家、翻訳家、東京大学名誉教授）
- 篠田一士（元都立大学教授、文芸評論家）
- 朱牟田夏雄（英文学、東京大学名誉教授）
- 瀬田貞二（児童文学者、翻訳家）
- 高橋勇夫（アメリカ文学、専修大学法学部教授）
- 高松雄一（東京大学文学部名誉教授、元英文学会会長）
- 高橋康也（東京大学教養学部名誉教授、元英文学会会長）
- 高山宏（英文学、首都大学東京教授）
- 田部重治（英文学、山岳紀行文家）
- 富山太佳夫（英文学、青山学院大学教授）
- 戸川秋骨（英文学、元旧制山口高等学校教授、元早稲田大学講師、元慶應義塾大学講師）
- 行方昭夫（東京大学名誉教授）
- 中野好夫（翻訳家、元東京大学教授）
- 中野里皓史（元東京大学英文科教授）
- 西川正身（アメリカ文学、東京大学名誉教授）
- 沼沢洽治（翻訳家、東工大名誉教授）
- 野島秀勝（お茶の水女子大名誉教授）
- 平井正穂（東京大学文学部名誉教授、元英文学会会長）
- 富士川義之（東京大学名誉教授、元英文学会会長）
- 藤沢周次（学習院名誉教授、劇作家）
- 松岡和子（翻訳家）
- 斉藤忠利（米文学、一橋大学名誉教授）
- 勝田孝興（アイルランド文学、元同志社大学教授）
- 山内久明（英文学、東京大学名誉教授）

##### フランス文学
- 阿部良雄（東京大学教養学部名誉教授）
- 天沢退二郎（詩人、明治学院大学名誉教授）
- 安藤元雄（詩人、明大名誉教授）
- 稲田晴年（静岡県立大学教授）
- 巌谷国士（明治学院大学教授、文芸評論家）
- 奥本大三郎（評論家、埼玉大教授）
- 鹿島茂（明治大教授、エッセイスト）
- 菅野昭正（文芸評論家、東京大学文学部名誉教授、芸術院会員）
- 工藤庸子（東京大学教養学部名誉教授、放送大学教授）
- 栗田勇（作家、評論家）
- 小林正 (仏文学者)（東京大学名誉教授）
- 塩川徹也（元東京大学人文社会系研究科教授）
- 篠沢秀夫（学習院大学名誉教授）
- 清水徹（明治学院大名誉教授）
- 篠田浩一郎（東京外国語大学名誉教授）
- 杉捷夫（東京大学文学部名誉教授）
- 鈴木信太郎（東京大学文学部名誉教授）
- 鈴木道彦（獨協大学名誉教授）
- 関根秀雄（モンテーニュ研究家、都立大教授）
- 辰野隆（東京大学文学部名誉教授、随筆家）
- 豊島与志雄（作家、フランス文学者）
- 新倉俊一（東京大学教養学部名誉教授）
- 西永良成（東京外国語大学教授）
- 福井芳男（東京大学教養学部名誉教授）
- 渡辺一夫（東京大学文学部名誉教授）
- 渡辺守章（東京大学教養学部名誉教授）

##### ドイツ文学
- 浅井健二郎（東京大学文学部名誉教授、九州大学教授）
- 池内紀（評論家、東京大学名誉教授）
- 岩淵達治（学習院大学名誉教授）
- 小塩節（中央大学教授）
- 片山敏彦（詩人、ドイツ、フランス文学者）
- 亀尾英四郎（旧制東京高等学校教授）
- 川村二郎（文芸評論家）
- 菊池栄一（東京大学名誉教授）
- 国松孝二（東京大学名誉教授）
- 子安美知子（評論家、早稲田大学名誉教授）
- 塩谷饒（北海道大学名誉教授）
- 佐藤晃一（元東京大学教授）
- 相良守峯（東京大学名誉教授、文化勲章受章者）
- 生野幸吉（東京大学名誉教授、詩人）
- 吹田順助（ドイツ文学者、随筆家）
- 関楠生（東京大学名誉教授）
- 高田里惠子（桃山学院大学教授、日本ドイツ学史）
- 高辻知義（東京大学名誉教授、九州産業大学教授）
- 高橋健二（日本ペンクラブ会長、芸術院会員）
- 高橋義孝（エッセイスト、九州大学教授）
- 竹山道雄（元東京大学教授、評論家）
- 種村季弘（エッセイスト、國學院大學教授）
- 辻瑆（東京大学教養学部名誉教授）
- 手塚富雄（東京大学名誉教授）
- 登張正実（東京大学名誉教授）
- 新関良三（演劇学、文化功労者）
- 西義之（東京大学名誉教授、評論家）
- 芳賀檀（評論家）
- 藤井啓司（元東京大学助教授）
- 富士川英郎（東京大学名誉教授、ドイツ文学、漢詩研究）
- 望月市恵（信州大学名誉教授）
- 森川晃卿（大阪市立大学学長、相愛女子大学学長、相愛大学学長、流通科学大学学長）
- 鷲山恭彦（東京学芸大学学長）

##### ロシア文学
- 池田健太郎
- 江川卓（元東工大教授）
- 川端香男里（川村学園女子大学副学長、東京大学名誉教授）
- 亀山郁夫（ロシア文学、東京外国語大学学長）
- 木村彰一（東京大学名誉教授）
- 津久井定雄（阪大言語文化研究科名誉教授）
- 中村健之介（東京大学名誉教授、大妻女子大教授）
- 八杉貞利（東京外国語学校教授）

##### 中国文学
- 伊藤漱平（二松学舎大学名誉教授）
- 今村与志雄
- 小野忍（東京大学名誉教授）
- 小柳司気太（旧制山口高等学校教授）
- 小和田顯（専修大学教授、漢文学）
- 加藤常賢（東京大学名誉教授）
- 加藤徹（明治大学准教授 京劇研究）
- 倉石武四郎（中国語、中国文学者、東京帝国大学教授）
- 駒田信二（早稲田大学教授、作家）
- 塩谷温（東京帝国大学教授、漢文学）
- 鈴木虎雄（京都帝国大学教授、文化勲章受章者）
- 高島俊男（エッセイスト）
- 竹内好（東京都立大学教授、中国文学者、評論家）
- 竹田晃（東京大学教養学部名誉教授）
- 藤堂明保（東京大学名誉教授）
- 前野直彬（東京大学名誉教授）
- 増田渉（中国文学者）
- 松枝茂夫（東京都立大学名誉教授）
- 丸山昇（東京大学名誉教授）

##### 比較文学
- 新井潤美（英文学、比較文学、中央大学教授）
- 榎本泰子（中国音楽史、比較文化、中央大学准教授）
- 江村洋（東洋大学教授、ドイツ史）
- 大久保喬樹（文芸評論家、東京女子大学教授）
- 太田雄三（カナダ・マックギル大学教授）
- 上垣外憲一（大手前大学教授）
- 私市保彦（武蔵大名誉教授、幻想文学、児童文学）
- 沓掛良彦（比較文学、ギリシャ文学、フランス文学、東京外国語大学名誉教授）
- 後藤末雄（作家、フランス文学者、慶應義塾大学教授）
- 小堀桂一郎（東京大学名誉教授、ドイツ文学と比較文学）
- 小谷野敦（比較文学、東京大学非常勤講師）
- 佐伯順子（同志社大学教授）
- 佐藤宗子（児童文学、千葉大学教授）
- 鈴木禎宏（お茶の水女子大准教授、比較文化史）
- 瀧田佳子（東京大学教養学部名誉教授）
- 張競（明治大学法学部教授）
- 西成彦（立命館大教授、クレオール文学）
- 西原大輔（広島大学教授）
- 芳賀徹（東京大学名誉教授、国際日本文化研究センター名誉教授、京都造形芸術大学名誉学長、近代比較文化史）
- 平川祐弘（東京大学名誉教授、イタリア文学と比較文学、ラフカディオ・ハーン研究）
- 福田眞人（名古屋大学名誉教授、名古屋外国語大学教授、比較文化、医学史学）
- 三浦俊彦（小説家、哲学者、和洋女子大学教授）
- 四方田犬彦（映画史家、明治学院大言語文化研究所所長、元同文学部芸術学科教授）

##### 各国文学
- 池上岑夫（ポルトガル文学、東京外国語大学名誉教授）
- 大久保昭男（イタリア文学）
- 勝田孝興  (アイルランド文学)
- 呉茂一（ギリシャ文学者、東京大学名誉教授）
- 小林惺（イタリア文学、武蔵野音楽大学名誉教授）
- 西本晃二（イタリア文学、東京大学名誉教授）
- 鈴木晶（法政大教授、文化評論）
- 辻直四郎（インド文学、哲学、東京大学名誉教授）
- 土屋哲（アフリカ文学、明大、ナイロビ大名誉教授）
- 松村武雄（神話学者）
- 吉田敦彦（比較神話学、学習院大学名誉教授）

#### 理学者

##### 数学
- 赤池弘次（統計学者、赤池情報量規準、元統計数理研究所長）
- 伊藤清（数学者）
- 彌永昌吉（数学者）
- 伊理正夫（数学者）
- 岩澤健吉（数学者）
- 宇野利雄（数学者、京城帝國大学教授）
- 浦太郎（数学者、神戸大学名誉教授）
- 大森英樹（数学者）
- 小倉金之助（民主主義科学者協会会長）
- 柏原正樹（数学者、京都大学数理解析研究所教授）
- 河合隆裕（数学者、京都大学数理解析研究所教授）
- 北川源四郎（統計学者、統計数理研究所長）
- 小平邦彦（数学者）
- 小林俊行（数学者、京都大学数理解析研究所教授）
- 佐藤幹夫（数学者）
- 志村五郎（数学者）
- 正田建次郎（数学者）
- 平博順（情報科学者、大阪工業大学教授）
- 高木貞治（数学者）
- 谷山豊（数学者）
- 古屋茂（数学者）
- 森毅（数学者、エッセイスト、元京大教授）
- 矢野健太郎（数学者）

##### 物理学
- 有馬朗人（理論物理学者、俳人、東京大学総長・名誉教授、理化学研究所理事長、参議院議員、文部大臣、科学技術庁長官、文化功労者、武蔵学園長、静岡文化芸術大学理事長）
- 碇寛（静岡大学教授）
- 飯田修一（東京大学名誉教授）
- 今井功（東京大学名誉教授、工学院大学名誉教授、日本学士院会員、文化勲章受章者）
- 江崎玲於奈（理論物理学者、筑波大学学長・名誉教授、芝浦工業大学学長、横浜薬科大学学長、日本学士院会員、ノーベル物理学賞受賞者）
- 菊池正士（東京大学教授、日本原子力研究所理事長、東京理科大学学長、文化勲章受章者、日本学士院会員）
- 木原太郎（東京大学名誉教授）
- 久保亮五（物理学者、東京大学名誉教授、京都大学教授、日本学術会議会長、文化勲章受章者、日本学士院会員）
- 桑木彧雄（九州帝国大学教授、松本高等学校長）
- 小柴昌俊（実験物理学者、東京大学名誉教授・特別栄誉教授、日本学士院会員、文化勲章受章者、ノーベル物理学賞受賞者）
- 近藤淳（東邦大学名誉教授、産業技術総合研究所特別顧問、日本学士院会員、文化功労者）
- 寺田寅彦（東京帝国大学教授、帝国学士院会員）
- 戸塚洋二（東京大学名誉教授・特別栄誉教授、高エネルギー加速器研究機構長・名誉教授、文化勲章受章者）
- 長岡半太郎（物理学者、東京帝国大学教授、大阪帝国大学総長、貴族院議員、日本学士院長、文化勲章受章者、元ノーベル賞選考委員会委員）
- 南部陽一郎（大阪市立大学名誉教授、シカゴ大学名誉教授、文化勲章受章者、日本学士院客員、ノーベル物理学賞受賞者、米国籍取得）
- 西島和彦（東京大学名誉教授、京都大学名誉教授、日本学士院会員、文化勲章受章者）
- 林忠四郎（宇宙物理学者、京都大学名誉教授、文化勲章受章者、日本学士院会員）
- 山田作衛（実験物理学者、東京大学名誉教授、高エネルギー加速器研究機構名誉教授）
- 田治米鏡二（物理学者・地震学者、北海道大学名誉教授）
- 早川幸男（宇宙物理学者、元名古屋大学総長）
- 田中正平（物理学者、音響学者）
- 堀内昶（物理学者、京都大学教授）
- 梅野健 (物理学者、京都大学教授)
- 江藤幹雄（物理学者、慶應義塾大学理工学部教授）
- 小野盛司（物理学者、経済学者）
- 長谷川彰（物理学者、新潟大学学長）
- 天羽優子（物理学者、山形大学准教授）
- 岩崎洋一（物理学者、筑波大学第7代学長）
- 山口敦史（物理学者、金沢工業大学教授）
- 三代木伸二（物理学者、東京大学宇宙線研究所准教授）
- 谷田部梅吉（物理学者、元山口高等学校教授、東京理科大学の創始者の一人）
- 武藤俊之助（物理学者、東京大学教授、九州大学教授、日本大学教授、専門は原子核物理学）

##### 天文学
- 寺尾寿（天文学者、初代東京天文台長）
- 平山信（天文学者、小惑星を2個発見）
- 木村栄（天文学者、Z項の発見者、文化勲章受章者）
- 平山清次（天文学者、小惑星の族の発見者）
- 一戸直蔵（天文学者、科学ジャーナリスト）
- 上田穣（天文学者、元京都大学教授・花山天文台長）
- 神田茂（天文学者、日本天文研究会の創立者）
- 萩原雄祐（天文学者、天体力学の権威、文化勲章受章者）
- 鏑木政岐（天文学者、元東京天文台教授）
- 宮地政司（天文学者、元東京天文台長）
- 鈴木敬信（天文学者、元東京学芸大学教授）
- 藤田良雄（天文学者、東京大学名誉教授、低温度星の研究で有名）
- 広瀬秀雄（天文学者、元東京天文台長）
- 古畑正秋（天文学者、夜天光研究の権威、アマチュアの変光星観測の指導者）
- 畑中武夫（天文学者、日本の電波天文学の先駆者）
- 大沢清輝（天文学者、東京大学名誉教授）
- 末元善三郎（天文学者、東京大学名誉教授、元東京天文台長）
- 石田五郎（天文学者）
- 高瀬文志郎（天文学者、東京大学名誉教授）
- 村山定男（天文学者、元国立科学博物館理化学研究部長、元天文博物館五島プラネタリウム館長）
- 小尾信彌（天文学者、東京大学名誉教授、元放送大学長）
- 海野和三郎（天文学者、東京大学名誉教授、NPO法人東京自由大学長）
- 北村正利（天文学者、東京大学名誉教授、近接連星の研究の第一人者）
- 赤羽賢司（天文学者、東京大学名誉教授）
- 古在由秀（天文学者、群馬県立ぐんま天文台長、東京大学・総合研究大学院大学・国立天文台各名誉教授）
- 堀源一郎（天文学者、富山国際大学教授、東京大学名誉教授）
- 森本雅樹（天文学者、西はりま天文台公園顧問、東京大学・国立天文台・鹿児島大学各名誉教授）
- 長沢工（天文学者）
- 加藤正二（天文学者、奈良産業大学教授、京都大学名誉教授）
- 小平桂一（天文学者、東京大学・国立天文台各名誉教授）
- 尾崎洋二（天文学者、東京大学名誉教授）
- 前原英夫（天文学者、元国立天文台岡山天体物理観測所長）
- 磯部琇三（天文学者、日本スペースガード協会理事長）
- 祖父江義明（天文学者、東京大学大学院理学系研究科附属天文学教育研究センター名誉教授）
- 海部宣男（天文学者、国立天文台長）
- 安藤裕康（天文学者、国立天文台教授）
- 岡村定矩（天文学者、東京大学副学長）
- 吉岡一男（天文学者、放送大学教授）
- 藤本眞克（天文学者、国立天文台教授）
- 西城恵一（天文学者、国立科学博物館理工学研究部研究員）
- 福井康雄（天文学者、名古屋大学教授）
- 長谷川哲夫（天文学者、国立天文台教授）
- 嶺重慎（天文学者、京都大学基礎物理学研究所教授）
- 中川貴雄（天文学者、宇宙航空研究開発機構宇宙科学研究本部教授）
- 渡部潤一（天文学者、国立天文台天文情報公開センター教授）
- 牧野淳一郎（天文学者、国立天文台理論研究部教授）
- 山岡均（天文学者、九州大学助教）
- 阪本成一（天文学者、宇宙科学研究所教授）
- 大朝由美子（天文学者、埼玉大学准教授）
- 田中雅臣（天文学者、国立天文台助教）

##### 地球惑星科学
- 上田誠也（地球物理学者）
- 岡田武松（気象学者）
- 鎌田浩毅（地質学者、京都大学教授）
- 竹内均（地球物理学者）
- 巽好幸（地球科学者、神戸大学高等研究院海共生研究アライアンス長）
- 千木良雅弘（地質学者、京都大学教授）
- 坪井誠太郎（地質学者、鉱物学者、岩石学者）
- 坪井忠二（地球物理学者）
- 藻谷亮介（古生物学者、カリフォルニア大学デービス校教授）
- 力武常次（地球物理学者）

##### 地理学
- 山崎直方（地理学者）
- 辻村太郎（地理学者）
- 飯塚浩二（人文地理学者、東京大学東洋文化研究所所長）
- 貝塚爽平（地形学者、日本第四紀学会会長）[105]
- 近藤章夫（地理学者、法政大学経済学部国際経済学科教授）
- 山田晴通（地理学者、東京経済大学コミュニケーション学部教授）

##### 生物学
- 青木淳一（動物学者、横浜国立大学名誉教授）
- 内田亨（動物分類学者、北海道大学名誉教授、ウチダザリガニ献名者）
- 大隅良典（分子細胞生物学者、東京工業大学フロンティア研究機構特任教授・栄誉教授、文化功労者、ノーベル生理学・医学賞）
- 太田朋子（遺伝学者、文化功労者）
- 五島清太郎（動物学者）
- 酒井一夫（放射線生物学者、独立行政法人放射線医学総合研究所放射線防護研究センター長、東京大学大学院工学系研究科原子力国際専攻客員教授）
- 佐藤正己（植物学者、茨城大学名誉教授）
- 中村桂子（生命科学者）
- 藤井健次郎（植物学者、東京帝国大学教授、文化勲章受章者）
- 松橋通生（生物学者、元東京大学教授、東京大学名誉教授）
- 八杉龍一（進化論、生物学史）
- 若山照彦（生物学者、理化学研究所チームリーダー）
- 加藤英明（構造生物学者）

##### 化学
- 池田菊苗（化学者、「うま味」研究者、東京帝国大学教授）
- 磯貝彰（有機化学者、奈良先端科学技術大学院大学学長、文化功労者）
- 井上雅夫（電気通信大学名誉教授）
- 梅澤喜夫（分析化学者、東京大学教授）
- 小坂田耕太郎（錯体有機金属化学者、東京工業大学名誉教授）
- 木村啓作（兵庫県立大学教授）
- 幸田清一郎（化学者、東京大学名誉教授）
- 鈴木達治 (横浜高等工業学校(現横浜国立大学)校長)
- 高橋利枝（化学者、東京大学助教）
- 高峰譲吉（化学者、アドレナリン発見者）
- 坪井正道（物理化学者、東京大学名誉教授）
- 豊岡利正（分析化学者、静岡県立大学教授）
- 中松義郎（ドクター中松）（化学者、発明家）
- 橋本伸哉（環境化学者、静岡県立大学大学院教授）
- 星野稔（化学者、静岡県立大学教授）
- 堀内寿郎（化学者、北海道大学学長）
- 水島三一郎（分子科学者）
- 宮村一夫（分析化学者、東京理科大学教授）

##### 科学史
- 伊東俊太郎（科学史家、東京大学名誉教授、国際日本文化研究センター名誉教授、麗澤大学名誉教授）
- 金森修（科学史・西洋哲学、東京大学教授）
- 中島秀人（科学史、東京工業大学助教授）
- 福田眞人 （医学史、名古屋大学名誉教授、名古屋外国語大学教授）
- 村上陽一郎（科学史家、東京大学名誉教授、東洋英和女学院大学学長）
- 中山茂（東京大学講師、神奈川大学教授）
- 山本義隆（科学以前-科学史学者）

#### 工学者
- 沼田宗純（防災プロセス工学学者、東京大学大学院先端表現情報学コース准教授）

##### 土木工学
- 阿部英彦（足利工業大学教授）
- 家田仁（政策研究大学院大学教授）
- 五十嵐醇三（土木技術者、都市計画家）
- 石川栄耀（土木技術者、都市計画家）
- 岡村甫（コンクリート工学、高流動コンクリートの開発、東京大学名誉教授）
- 太田圓三（土木技術者）
- 加藤与之吉（土木技術者、都市計画家）
- 金森誠之（土木技術者）
- 兼岩伝一（土木技術者、都市計画家）
- 金古久次（土木技術者、都市計画家）
- 榧木寛之（土木技術者、都市計画家）
- 小柴保人（旧制第二高等中学校（現在の東北大学教養部）教授）
- 小林重敬（都市計画家、横浜国立大学大学院工学研究科教授）
- 小山三郎 (技師)（台湾総督府鉄道部の技師）
- 近藤謙三郎（土木技術者、都市計画家）
- 島重治（土木技術者、都市計画家、関西工学専修学校/現大阪工業大学の創設時協力者）
- 篠原修（景観研究家、土木設計家、政策研究大学院大学教授）
- 田中豊（土木技術者）
- 田淵寿郎（土木技術者、都市計画家、元名古屋市助役）
- 中村英夫（東京都市大学（旧武蔵工業大学）学長）
- 中村良夫（景観研究家、土木設計家、東京工業大学名誉教授）
- 直木倫太郎（土木技術者、都市計画家、関西工学専修学校/現大阪工業大学の創設時協力者）
- 西村浩（建築家）
- 野坂相如（土木技術者、都市計画家、元新潟県副知事）
- 八田與一（農業工学技術者）
- 比留間豊（土木技術者、都市計画家）
- 星谷勝（構造信頼性工学、武蔵工業大学（現・東京都市大学）名誉教授）
- 前川貫一（土木技術者）
- 牧彦七（土木技術者、都市計画家）
- 牧野雅楽之丞（土木技術者）
- 増田淳（土木技術者）
- 山田博愛（土木技術者、都市計画家）
- 山田正男（土木技術者、都市計画家）
- 横田勇（静岡県立大学名誉教授）

##### 建築学
- 青木淳（建築家）
- 天沼俊一（建築史家）
- 浅田孝（建築家、都市計画家）
- 芦原義信（建築家）
- 池田武邦（建築家）
- 池辺陽（建築家）
- 石本喜久治（建築家）
- 井手薫（建築家）
- 磯崎新（建築家）
- 伊東忠太（建築史家）
- 飯田喜四郎（建築史家）
- 五十嵐太郎（建築史家、建築評論家、東北大学大学院教授）
- 伊東豊雄（建築家、多摩美術大学客員教授）
- 伊藤滋（都市計画家、早稲田大学特任教授）
- 猪熊純（建築家）
- 岩元禄（建築家）
- 内田祥三（建築学者、建築家）
- 宇野求（建築家）
- 遠藤新（建築家）
- 遠藤於莵（建築家）
- 大江宏（建築学者、建築家）
- 大熊喜邦（建築家、国会議事堂等の建築、公共建築の中心的人物）
- 大崎順彦（耐震工学、東京大学名誉教授）
- 太田浩史（建築家）
- 太田博太郎（建築史家）
- 大高正人（建築家、都市計画家）
- 大谷幸夫（建築家、都市計画家）
- 大野秀敏（建築家、東京大学大学院教授）
- 岡田新一（建築家、都市計画家）
- 岡田信一郎（建築家）
- 小川守之（建築家）
- 沖種郎（建築家、都市計画家、建築学者、元芝浦工業大学学長）
- 置塩章（建築家）
- 片岡安（建築家、都市計画家、関西工学専修学校/現大阪工業大学初代校長・理事長）
- 川口衞（大学院出身、構造家、建築学者）
- 川添善行（建築家）
- 葛西萬司（建築家）
- 粕谷淳司（建築家）
- 片岡安（建築家）
- 葛野壮一郎（建築家）
- 加藤源（都市計画家、工学博士、法政大学大学院客員教授）
- 蒲原重雄（建築家）
- 河合浩蔵（建築家）
- 笠原敏郎（都市計画家）
- 金壽根（大学院出身、建築家、都市計画家）
- 木子清敬（建築家）
- 木子幸三郎（建築家）
- 木子七郎（建築家）
- 北原理雄（都市研究家、工学博士、千葉大学大学院教授）
- 木村俊彦（構造家）
- 岸田日出刀（建築学者、建築家）
- 鬼頭梓（建築家）
- 黒川紀章（大学院出身、建築家、都市計画家）
- 隈研吾（建築家、建築学者、東京大学大学院教授）
- 國枝博（建築家）
- 小泉雅生（建築家）
- 河野良坪（建築環境工学者、大阪工業大学教授）
- 小嶋一浩（大学院出身、建築家、東京理科大学大学院教授）
- 香山壽夫（建築家、放送大学教授）
- 後藤慶二（建築家、建築学者）
- 坂倉準三（建築家）
- 佐藤功一（建築家）
- 桜井小太郎（建築家）
- 佐野利器（建築構造学者、建築家、構造家）
- 茂庄五郎（建築家）
- 設楽貞雄（建築家）
- 陣内秀信（建築史家）
- 末光弘和（建築家）
- 鈴木博之（建築史家）
- 関野克（建築史家）
- 関野貞（建築史家）
- 宗兵蔵（建築家）
- 曽根幸一（大学院出身、建築家）
- 高谷時彦（建築家）
- 高橋靗一（建築家、大阪芸術大学名誉教授）
- 高橋貞太郎（建築家）
- 高山英華（建築家、建築学者、都市計画家）
- 玉置豊次郎（建築学者、都市計画家、大阪工業大学名誉教授）
- 丹下健三（建築家、建築学者、都市計画家）
- 谷川正己（建築史家、フランク・ロイド・ライト研究の第一人者、日本大学工学部教授）
- 田村明（都市計画家）
- 竹腰健造（建築家）
- 武田五一（建築家、建築学者）
- 竹山聖（大学院出身、建築家、京都大学准教授）
- 谷口吉郎（建築家、建築学者）
- 千葉学（建築家 東京大学大学院工学系研究科准教授）
- 槻橋修（大学院出身、建築家、神戸大学准教授）
- 出口敦（都市計画家、九州大学教授）
- 中條精一郎（建築家）
- 塚本靖（建築家、建築学者）
- 土浦亀城（建築家）
- 富永譲（建築家、法政大学大学院教授）
- 永瀬狂三（建築家）
- 長野宇平治（建築家）
- 内藤多仲（建築構造学者、建築家、早稲田大学名誉教授）
- 中村與資平（建築家）
- 波江悌夫（建築家）
- 成瀬友梨（建築家）
- 難波和彦（建築家、建築学者）
- 西澤文隆（建築家、建築学者）
- 西村好時（建築家）
- 野口孫市（建築家）
- 野村一郎（建築家）
- 長谷部鋭吉（建築家）
- 早川正夫（建築家）
- 原広司（建築家、建築学者、生産技術研究所）
- 日高胖（建築家）
- 平山嵩（建築家、建築学者）
- 福島正人（建築工学者、大阪工業大学名誉教授）
- 福屋粧子（建築家）
- 藤井厚二（建築家、建築学者）
- 藤森照信（大学院出身、建築家、建築史家、生産技術研究所）
- 布野修司（建築評論家、建築・都市史家）
- 藤本壮介（建築家）
- 堀池秀人（建築家、都市計画家）
- 堀口捨己（建築家、建築学者）
- 堀勇良（大学院出身、建築史家）
- 松井貴太郎（建築家）
- 松原弘典（大学院出身、建築家、慶應義塾大学SFC准教授）
- 松室重光（建築家）
- 前川國男（建築家）
- 槇文彦（建築家、建築学者）
- 三橋四郎（建築家）
- 宮脇檀（大学院出身、建築家）
- 宮本佳明（建築家、大阪市立大学教授）
- 南泰裕（大学院出身、建築家、国士舘大学大学院教授）
- 村上周三（元日本建築学会会長、建築学者、慶應義塾大学理工学部教授）
- 村松貞次郎（建築史家、生産技術研究所）
- 武藤清（建築構造学者、建築家、構造家）
- 本野精吾（建築家）
- 本江正茂（建築家、東北大学大学院准教授）
- 森山松之助（建築家）
- 野城智也（東京都市大学学長）
- 安井武雄（建築家）
- 山下啓次郎（建築家）
- 山岸常人（建築家、京都大学助教授）
- 八束はじめ（建築家、芝浦工業大学教授）
- 矢橋賢吉（建築家、国会議事堂等の建築、公共建築の中心的人物）
- 山越邦彦（建築家）
- 山下啓次郎（建築家）
- 山田学（都市計画研究者、東京大学都市設計研究室元主宰）
- 山田守（建築家）
- 山本圭介（建築家、大学院出身）
- 山岸常人（建築史家）
- 山中新太郎（大学院出身、建築家、日本大学助教）
- 横河民輔（建築家、実業家、横河グループ創始者）
- 横濱勉（建築家）
- 吉武泰水（建築家、建築学者）
- 吉松秀樹（大学院出身、建築家）
- 吉田鉄郎（建築家）
- 米田明（建築家、京都工芸繊維大学大学院准教授）
- 林暁光（建築工学者、大阪工業大学准教授）
- 渡辺節（建築家）
- 渡辺仁（建築家）
- 小川守之（建築家）

##### 機械工学
- 荒川忠一（機械工学、東京大学名誉教授）
- 飯塚幸三（クボタ常務取締役、工業技術院長）
- 牛田俊（ロボット工学、大阪工業大学教授）
- 大賀悳二（室蘭工業大学元学長）
- 片山襄一（自動車工学、元大阪工業大学教授）
- 川田裕（流体工学、大阪工業大学名誉教授）
- 木村隆秀（古河電気工業取締役、第2代自動車技術総合機構理事長、1984院工）
- 島安次郎（東京帝国大学教授）
- 島秀雄（国鉄技師長）
- 鳥飼欣一（元東京理科大学教授、日本原子力研究所大洗研究所所長）
- 豊田喜一郎（トヨタ自動車創業者）
- 高橋安人（制御工学、カリフォルニア大学バークレー校名誉教授）
- 藤井澄二（制御工学、車両工学、ロボット工学、富山県立大学初代学長）
- 牧野洋（機構学、ロボット工学、組み立てロボットSCARAの開発、山梨大学名誉教授）
- 井上博允（ロボット研究、東京大学名誉教授、Humanoid Robotics Project）
- 内山勝（ロボット研究者、東北大学名誉教授、宇宙ロボット）
- 林太郎（流体工学、大阪工業大学名誉教授）
- 福田収一（設計工学、協調工学、技術経営、首都大学東京/東京都立科学技術大学名誉教授）
- 水内郁夫（愛・地球博の全身筋骨格ロボット、プラントロイド、東京農工大学准教授）
- 大武美保子（ふれあい共想法、NPO法人ほのぼの研究所代表理事）
- 多田隈理一郎（全方向駆動歯車の発明者、山形大学准教授）
- 上田隆一（確率ロボティクス、シェル芸、ロボカップ、千葉工業大学准教授）
- 青木俊介（ロボットベンチャー「ユカイ工学」代表、チームラボ創業にも関与）
- 西尾茂文（熱工学、東京大学副学長、東京大学名誉教授）

##### 電気音響工学
- 嵯峨山茂樹（元東京大学大学院情報理工学系研究科教授、国立情報学研究所情報学プリンシプル研究系特任教授）

##### 電気電子工学
- 奥宏史（大阪工業大学教授）
- 関重広（東芝勤務、日本で初めて蛍光灯を発明。小田原女子短期大学長、滝乃川学園理事長）
- 廣田精一（東京電機大学創設者）
- 伏見和郎（東京大学原子核研究所(現高エネルギー加速器研究機構)教授）
- 内藤治夫（岐阜大学教授）
- 長谷川伸（電気通信大学名誉教授）
- 牧野博之（大阪工業大学教授）
- 森實俊充（大阪工業大学教授、パワーエレクトロニクス学会会長）
- 柳川久治（技術者、初代自動車技術総合機構理事長、1978院工）
- 山本卓眞（富士通会長）
- 吉村勉（大阪工業大学教授）

##### 計算機科学
（工学部の学科としては計数工学科。理学部に情報科学科もある）
- 大島一能（情報通信工学者、大阪工業大学名誉教授）
- 大須賀美恵子（ロボット工学・情報学者、大阪工業大学ロボティクス&デザイン工学部初代学部長、日本バーチャルリアリティ学会会長）
- 河北真宏（情報メディア工学者、大阪工業大学教授）
- 中島秀之（人工知能研究者。公立はこだて未来大学学長）
- 中山学之（ロボットシステム工学・生体工学者、大阪工業大学教授）
- 平野聡（ソフトウェア作家。産業技術総合研究所）
- 関口智嗣（計算機科学者。産業技術総合研究所）
- 増井俊之（ユーザインタフェース研究者、元ソニーコンピュータサイエンス研究所研究員、産業技術総合研究所）
- 藤木文彦（映像技術者、現稚内北星学園大学教授、東京大学UFO研究会初代会長）
- 池田哲夫（静岡県立大学教授）
- 小笠原司（奈良先端科学技術大学院大学教授、ロボット工学）
- 松岡聡（理化学研究所計算科学研究センター長、東京工業大学客員教授、スーパーコンピューターTSUBAME責任者・設計者）
- 松本吉弘（情報工学者、元京都大学・大阪工業大学教授、IEEE Lifeフェロー）
- 森宣彦（電子情報工学者、大阪工業大学名誉教授）

##### 冶金学・金属工学
- 本多光太郎（冶金学者、物理学者）
- 三島徳七（冶金学者）
- 緑川林造（冶金学者、元北海道工業大学学長）
- 雀部高雄（金属工学者、元東京大学生産技術研究所教授）
- 川崎舎恒三（金属工学者、元大同製鋼副社長）
- 吉田豊信（プラズマ材料工学者、東京大学名誉教授）

##### 船舶工学・宇宙工学
- 元良誠三（船舶工学者）
- 糸川英夫（宇宙工学者）
- 大西卓哉（宇宙飛行士）
- 的川泰宣（宇宙工学者）
- 上杉邦憲（宇宙工学者）
- 川勝康弘（宇宙工学者）
- 土井隆雄（宇宙飛行士）
- 野口聡一（宇宙飛行士）
- 古川聡（宇宙飛行士）
- 山崎直子（宇宙飛行士）

#### 農林水産学者・獣医学者

##### 農学
- 上野英三郎（農業工学創始者、忠犬ハチ公の飼い主）
- 大坪研一（農学者、新潟薬科大学応用生命科学部教授）
- 片岡宏誌（農芸化学者、昆虫内分泌学）
- 可知貫一（農業工学技術者）
- 佐藤寛次（農業経済学者、東京農業大学第三代学長）
- 鈴木梅太郎（農芸化学者、チアミン（ビタミンB1）の発見者）
- 大工原銀太郎（九州帝国大学第3代総長、同志社大学第9代総長）
- 中山勉（農芸化学者、静岡県立大学教授）
- 星川清親（農学者）
- 松島省三（農学者）
- 横井時敬（農学者、塩水選考案者、東京農業大学初代学長）

##### 林学・造園学
- 上原敬二（造園学者、東京農業大学名誉教授）
- 加藤誠平（林学者、観光学者）
- 白沢保美（林学者）
- 田村剛（造園学者、林学者）
- 本郷高徳（造園学者、林学者）
- 阿部貞著（造園家、作庭家）
- 龍居松之助（造園学者、造園史家）
- 井本政信（造園家）
- 太田謙吉（造園家）
- 大屋霊城（造園家、造園学者）
- 折下吉延（造園家、造園学者、園芸学者）
- 北村徳太郎 (造園家)
- 佐藤昌（造園家、造園学者）
- 鈴木忠義（林学者、観光学者）
- 田阪美徳（造園家）
- 田治六郎（造園家）
- 丹羽鼎三（造園家、造園学者、園芸学者）
- 原煕（造園家、造園学者、園芸学者）
- 平野侃三（造園家）
- 藤原信(林学者)
- 森一雄（造園家）
- 吉永義信（造園学者、造園史家）

##### 水産学
- 末武弘章（魚類生理学者、福井県立大学准教授）
- 中村充（水産学者、福井県立大学名誉教授、元水産庁水産工学研究所所長）
- 三宅驥一（生物学者、日本水産学会会長、日本遺伝学会会長）

##### 獣医学
- 大松勉（獣医学者、獣医師、東京農工大学准教授）
- 尾崎博（獣医学者、獣医師、岡山理科大学教授）
- 唐木英明（農学者、獣医師、東京大学名誉教授）
- 川嶋舟（農学者、獣医師、東京農業大学准教授、実姉は文仁親王妃紀子）
- 久和茂（農学者、獣医師、東京大学名誉教授）
- 桑原厚和（獣医学者、獣医師、静岡県立大学名誉教授）
- 須藤義衛門（獣医学者、獣医師、東京大学名誉教授）
- 朝長啓造（獣医学者、獣医師、京都大学教授）
- 宮沢孝幸（獣医学者、獣医師、元京都大学准教授）
- 森川茂（農学者、獣医師、国立感染症研究所名誉所員、元岡山理科大学教授）
- 山内一也（農学者、獣医師、東京大学名誉教授）
- 吉川泰弘（獣医学者、獣医師、東京大学名誉教授、岡山理科大学名誉教授）
- 若山照彦（獣医学者、山梨大学教授、2014年STAP細胞論文共著者）

#### 医学者

##### 医学
- 秋元波留夫（精神医学者、東京大学名誉教授、金沢大学名誉教授、麻原彰晃の精神鑑定をおこなう）
- 渥美和彦（人工臓器学者、東京大学名誉教授、鈴鹿医療科学大学学長、鉄腕アトムお茶の水博士のモデル）
- 安部英（微生物学者、帝京大学副学長、薬害エイズ事件で逮捕起訴）
- 有馬英二（細菌学者、北海道帝国大学名誉教授）
- 石坂公成（免疫学者、ラホイヤ・アレルギー免疫研究所名誉所長、文化勲章受章者、日本学士院会員）
- 石川隆俊（腫瘍学者、がん研究所、1997〜99年医学部長、名誉教授）
- 伊藤正男（生理学者、東京大学名誉教授、南カリフォルニア大学名誉博士、日本学士院会員、文化勲章受章者）
- 稲田龍吉（細菌学者、東京帝国大学教授、文化勲章受章者、日本学士院会員）
- 井上直樹（ウイルス学者、岐阜薬科大学特命教授）
- 牛島廣治（ウイルス学者、小児科医、東京大学名誉教授）
- 内薗耕二（生理学者、東京大学名誉教授、静岡女子大学学長、静岡県立大学学長）
- 内村祐之（精神医学者、東京大学総長・名誉教授、プロ野球コミッショナー、日本学士院会員）
- 大島研三（内科学者、日本大学教授）
- 大島正光（宇宙医学者、航空医学者、東京大学名誉教授）
- 大西洋英（消化器内科学者、第2代労働者健康安全機構理事長、秋田大学教授、自治医科大学講師、宮内庁侍従職侍医）[106]
- 岡田国太郎（細菌学者、軍医、滋賀県出身者初の医学博士）
- 緒方富雄（血清学者、東京大学名誉教授）
- 冲中重雄（内科学者、東京大学名誉教授、虎の門病院初代院長、日本学士院会員、文化勲章受章者）
- 冲永荘一（産婦人科学者、帝京大学創設者、初代総長、医学博士）
- 冲永寛子（内分泌病理学者、帝京平成大学学長、医学博士）
- 荻野周史（分子病理疫学者、ハーバード大学医学大学院教授）
- 小黒八七郎（内科学者、内視鏡による胃癌治療の権威）
- 織田敏次（内科学者、東京大学名誉教授、日本赤十字社医療センター名誉院長、文化功労者、日本学士院会員）
- 垣添忠生（腫瘍学者、国立がんセンター名誉総長）
- 梶田昭（病理学者、東京女子医科大学名誉教授）
- 春日雅人（内分泌代謝学者、元神戸大学医学部附属病院院長、現国立国際医療研究センター理事長、紫綬褒章受章者）
- 鴨下重彦（小児科学者、東京大学名誉教授、国立国際医療センター名誉総長）
- 川村優希（公衆衛生学修士）
- 北里柴三郎（細菌学者、伝染病研究所初代所長、慶應義塾大学医学部創設者、帝国学士院会員、男爵）
- 北野政次（細菌学者、陸軍軍医中将）
- 北村義浩（感染症学者、日本医科大学特任教授、長野保健医療大学特任教授）
- 木幡陽（生化学者、東京大学名誉教授、東京都老人総合研究所名誉所長）
- 久慈直太郎（産婦人科学者、東京女子医科大学学長）
- 久保田競（生理学者、京都大学名誉教授、瑞宝中綬章受章者）
- 呉秀三（精神医学者、精神科医）
- 合田敏尚（生理学者、静岡県立大学教授）
- 後藤田圭博（内科学者、医療法人社団東山会調布東山病院理事長）
- 佐藤三吉（外科学者、東京帝国大学教授、東京帝国大学医科大学長、貴族院議員）
- 式守晴子（看護学者、静岡県立大学大学院看護学研究科研究科長）
- 清水郁太郎（日本における医学博士第1号）
- 杉村隆（腫瘍学者、国立がんセンター名誉総長、東邦大学名誉学長、日本学士院会員、文化勲章受章者）
- 瀬藤光利（分子解剖学者、浜松医科大学教授）
- 高木逸磨（細菌学者、東京大学教授、横浜医科大学長、滝乃川学園学園長）
- 高木友枝（衛生学者、台北帝国大学校長、台湾電力社長）
- 高津忠夫（小児科学者、東京大学名誉教授、元杏林大学医学部付属病院長、旭日重光章受章者）
- 高橋順太郎（薬理学者、医学博士、東京帝国大学医学部初代薬理学教授）
- 塚本憲甫（放射線医学者、放射線医学総合研究所所長、国立がんセンター総長）
- 土居健郎（精神医学者、精神科医、東京大学名誉教授）
- 中釜斉（腫瘍学者、第3代国立がん研究センター理事長、1982医[107]）
- 中安信夫（精神医学者、精神科医）
- 西丸四方（精神医学者、精神科医）
- 西村俊三（内科学者、内科医）
- 根来秀行（ハーバード大学医学部教授）
- 伴俊男（病理学者、元順天堂大学病理学教授）
- 平岩正樹（腫瘍学者、外科医）
- 平山宗宏（小児科学者、小児科医、東京大学名誉教授）
- 福島章（精神医学者、上智大学名誉教授）
- 幕内雅敏（肝臓外科学者、東京大学名誉教授、日本赤十字社医療センター院長）
- 眞崎知生（薬理学者、筑波大学名誉教授、京都大学名誉教授、文化功労者）
- 松本俊夫（内分泌学者、徳島大学名誉教授）
- 宮原武熊（眼科学者、帝国大学医学博士、眼科医、戦前台湾の台中州議会議員）
- 森於菟（解剖学者、随筆家、森鷗外の長男）
- 森林太郎（陸軍軍医総監、小説家森鷗外）
- 森亘（病理学者、東京大学総長・名誉教授、文化勲章受章者、日本学士院会員）
- 森田正馬（精神医学者）
- 養老孟司（解剖学者、エッセイスト、東京大学名誉教授、北里大学教授）
- 山本太郎（感染症学者、長崎大学熱帯医学研究所教授、天皇・皇后への感染症等の進講役）
- 吉田富三（病理学者、長崎医科大学教授、東京大学医学部長、がん研究所所長）
- 若月俊一（農村医療を確立した外科医、佐久総合病院院長、マグサイサイ賞社会指導者部門受賞者、朝日賞受賞者）
- 和田秀樹（精神医学者、精神科医）

##### 脳科学・神経科学
- 甘利俊一（認知科学者）
- 有賀徹（脳神経学者、初代労働者健康安全機構理事長、昭和大学名誉教授、昭和大学病院病院長）
- 井形昭弘（神経科学者、鹿児島大学名誉教授・元学長、名古屋学芸大学学長）
- 呉建（神経科学者、アテネ大学名誉教授、中枢神経系研究の権威）
- 杉田秀夫（神経内科学者、国立精神・神経センター名誉総長）
- 高倉公朋（脳神経外科学者、東京大学名誉教授、東京女子医科大学名誉教授・元学長）
- 竹内昭（神経生理学者、順天堂大学名誉教授）
- 時実利彦（大脳生理学者）
- 福島孝徳（脳神経外科学者、脳神経外科医、脳底部脳腫瘍鍵穴手術の確立者）
- 中田力（脳科学者、脳科学医）
- 中冨浩文（脳神経外科学者、脳神経外科医）
- 松本元（脳科学者）
- 水口雅（神経科学者、小児科医、東京大学名誉教授）
- 茂木健一郎（脳科学者、ソニーコンピュータサイエンス研究所シニアリサーチャー、理学博士）

##### 公衆衛生学者
- 荻野周史（分子病理疫学者、ハーバード大学医学大学院教授）
- 渋谷健司（公衆衛生学者、産婦人科医、元東京大学大学院医学系研究科教授）
- 星野鉄男（社会衛生学者、(旧制)金沢医科大学教授）

##### 性科学
- 荻野久作（性科学者、産婦人科医）
- 巻正平（相模女子大学教授、評論家）
- 山本宣治（性科学者、政治家）

#### 保健学者
- 安梅勅江（保健福祉学者、筑波大学教授、日本保健福祉学会会長）
- 神馬征峰（国際保健学者、東京大学名誉教授、元WHOガザ地区ヨルダン川西岸地区事務所長）
- 西垣克（国際保健学者、静岡県立大学名誉教授、元静岡県立大学学長）

#### 看護学者
- 船越明子（神戸市看護大学教授）

#### 薬学者
- 石館守三（薬学部初代学部長）
- 今井康之（静岡県立大学教授）
- 奥直人（静岡県立大学教授）
- 笠原忠（慶應義塾大学教授）
- 北潔（東京大学名誉教授、長崎大学教授、長崎大学感染症研究出島特区副特区長）
- 板井茂（静岡県立大学教授）
- 柴崎正勝（東京大学名誉教授）
- 杉本芳一（慶應義塾大学教授）
- 中山貢一（岩手医科大学教授）
- 松本亮（静岡県立大学名誉教授）
- 増野匡彦（慶應義塾大学教授）
- 水野義久（北海道大学名誉教授）

#### 歯学者
- 伊澤信平（歯科学者、宮内省侍医、日本歯科医学会会長）
- 石原久（東京帝国大学教授、口腔外科の生みの親）
- 北村一郎（愛知県歯科医師会長、名古屋大学教授）

#### スポーツ科学者
- 井尻哲也（スポーツ科学者、北海道日本ハムファイターズアナリスト）
- 高岡英夫（運動科学者）

#### その他学者
- 明日香壽川（環境科学者、経済学者、中国研究者）
- 五十嵐美樹（東京都市大学特任准教授、学際情報学者、サイエンスエンターテイナー）
- 池田心（北陸先端科学技術大学院大学先端科学技術研究科教授、ゲーム情報学学者）
- 沖浦和光（桃山学院大学名誉教授）
- 落合陽一（筑波大学図書館情報メディア系准教授、学際情報学者、メディアアーティスト）
- 影山健（愛知教育大学名誉教授）
- 鈴木公明（東京理科大学専門職大学院准教授）
- 日置貴之（明治大学准教授、演劇研究者）
- 本田博 (海洋工学者、規制科学者、機械工学者、エネルギーエコノミスト、産業フロンティア研究会代表)
- 三田育雄（長野大学教授）
- 吉原真里（アメリカ文化研究者、ハワイ大学アメリカ文化研究学部教授）[108]

### 教育
- 伊藤真（伊藤塾創始者・塾長、弁護士）
- 嘉納治五郎（柔道創始者)
- 児玉九十（学校法人明星学苑創始者）
- 松本源太郎（山口高等学校長、教授）
- 和田秀樹（受験技術研究家、評論家、精神科医）
- 荒川英輔（精神科医、受験技術研究家）
- 栗田昌裕（速読術研究家、内科医）
- 吉田たかよし（受験技術研究家、医師、元NHKアナウンサー）
- 杉山奈津子（著作家、学習塾経営者、イラストレーター、心理カウンセラー）
- 水野敏雄（教育学研究、山口高等学校教授、島根大学第4代目学長）
- 柴田孝之（司法試験LEC東京リーガルマインド講師、勉強法学者）
- 山本浩司（司法書士、早稲田セミナー専任講師）
- 伊藤和夫（駿台予備学校英語科主任）
- 大島保彦（翻訳家、駿台予備学校英語専任講師）
- 富田一彦（代々木ゼミナール英語専任講師）
- 林修（東進ハイスクール現代文専任講師）
- 子安美知子（教育学者、ドイツ文学者。シュタイナー教育関連の著書多数。早稲田大学名誉教授）
- 下山懋（教育者）
- 百井盛（高等学校教諭、存命中の人物のうち日本最高齢であった男性）
- 西川芳孝（お茶の水ゼミナール英語講師）

### 宗教
- 清沢満之（浄土真宗）
- 中山正善（天理教・2代真柱）
- 大川隆法（幸福の科学グループ創始者兼総裁）
- 大川裕太（幸福の科学理事）
- 大谷光真（浄土真宗本願寺派24世門主）
- 岡田武夫（カトリック東京大司教）
- 小塩力（農学部卒、日本基督教団井草教会牧師、日本基督教短期大学学長）
- 高倉徳太郎（中退、日本基督教団信濃町教会牧師、日本神学校校長）
- 谷川佳樹（創価学会主任副会長、創価学会事務総長）
- 谷口清超（生長の家2代目総裁）
- 野田成人（アーレフ代表）
- 原田稔（創価学会第6代会長）
- 安岡正篤（陽明学者・右翼思想家）

### 美術
- ナム・ジュン・パイク（現代美術家）

### 文芸
あ行
- 青江舜二郎（劇作家、文学部印度哲学）
- 青木存義（国文学者、唱歌作詞家、小説家）
- 青山光二（小説家、文学部美術史学）
- 赤城さかえ（俳人・俳論家、文学部中退）
- 阿川弘之（小説家・評論家、文学部国文科、文化勲章受章者）
- 芥川龍之介（小説家、文学部英文科）
- 浅倉卓弥（小説家、文学部）
- 麻生千晶（作家、コメンテーター、文学部仏文科）
- 阿部昭（小説家、文学部仏文科）
- 安部公房（小説家・劇作家、医学部、芥川賞受賞者）
- 阿部次郎（作家、文学部哲学）
- 阿部知二（小説家・英文学者、文学部仏文科）
- 荒正人（文芸評論家、文学部英文科）
- 有吉玉青（エッセイスト、文学部美学藝術学）
- 粟津則雄（文芸・美術評論家、文学部仏文科）
- いいだもも（評論家、法学部）
- 石井遊佳（作家、人文社会系研究科、芥川賞受賞）
- 磯田光一（文芸評論家・英文学者、文学部英文科）
- 今村友紀（作家、医学部中退・文学部現代文芸論卒業）
- 入江相政（エッセイスト、文学部国文科）
- 岩谷莫哀（歌人・編集者、法学部経済学科）
- 臼井吉見（評論家・小説家、文学部）
- 内田百閒（随筆家・小説家、文学部独文科）
- 宇能鴻一郎（作家、文学部国文科、芥川賞受賞者）
- 梅崎春生（小説家、文学部国文科、直木賞受賞者）
- 大江健三郎（小説家、文学部仏文科、芥川賞受賞者・ノーベル文学賞受賞者）
- 大岡信（詩人、文学部国文科、文化勲章受章者）
- 大須賀乙字（俳人・俳論家、文学部国文科）
- 丘美丈二郎（小説家・映画原作者、工学部航空学科）
- 小川国夫（小説家、文学部国文科中退）
- 荻原井泉水（俳人、文学部言語学）
- 尾崎紅葉（小説家、文学部国文科中退）
- 尾崎放哉（俳人、法学部）
- 小山内薫（劇作家・演出家、文学部英文科）
- 大佛次郎（小説家・ノンフィクション作家、法学部、文化勲章受章者）
- 小田実（小説家・評論家、文学部言語学）
- 小野正嗣（小説家、教養学部・総合文化研究科）

か行
- 加賀乙彦（小説家・精神科医、医学部）
- 加古里子（絵本作家、工学部）
- 梶井基次郎（小説家、文学部英文科中退）
- 柏原兵三（小説家、文学部独文科、芥川賞受賞者）
- 加藤周一（評論家、医学部）
- 加藤典洋（文芸評論家、文学部仏文科）
- 金子兜太（俳人、経済学部）
- 神山睦美（文芸評論家、教養学部）
- 亀井勝一郎（文芸評論家、文学部美学）
- 亀山龍樹（翻訳家、文学部印度哲学）
- 柄谷行人（文芸評論家、経済学部・人文科学研究科）
- 河上徹太郎（文芸評論家、経済学部）
- 川田順（歌人・実業家、法学部）
- 川端裕人（小説家、教養学部）
- 川端康成（小説家、文学部国文科、文化勲章受章者・ノーベル文学賞受賞者）
- 川村二郎（文芸評論家・独文学者、文学部独文科）
- 川本三郎（文芸評論家、法学部）
- 菅野昭正（文芸評論家・仏文学者、文学部仏文科）
- 上林暁（小説家、文学部英文科）
- 如月かずさ（児童文学作家、教養学部）
- 岸田國士（劇作家・小説家、文学部）
- 岸本葉子（エッセイスト、教養学部）
- 北村太郎（詩人、文学部仏文科）
- 喜多喜久（作家、薬学部）
- 木下順二（劇作家、文学部英文科）
- 木下杢太郎（劇作家・詩人・評論家、医学部）
- 木下利玄（歌人、文学部国文科）
- 邱永漢（小説家、経済学部、直木賞受賞者）
- 清岡卓行（詩人・小説家、文学部仏文科、芥川賞受賞者）
- 京極杞陽（俳人、文学部倫理科）
- 久世光彦（作家・演出家、文学部美学美術史学）
- 久保田正文（小説家・評論家、文学部美学）
- 久米正雄（小説家、文学部英文科）
- 倉田百三（劇作家・評論家、旧制一高中退）
- 倉本聰（シナリオ作家、文学部美学）
- 黒井千次（小説家、経済学部）
- 黒田三郎（詩人、経済学部）
- 郡虎彦（劇作家、文学部英文科中退）
- 神波史男（脚本家、文学部仏文科）
- 小島信夫（小説家、文学部英文科、芥川賞受賞者）
- 小林秀雄（文芸評論家、文学部仏文科、文化勲章受章者）
- 小前亮（歴史作家、大学院）
- 小松伸六（文芸評論家、文学部独文科）
- 小宮豊隆（評論家、文学部独文科）

さ行
- 斎藤栄（推理作家、法学部）
- 斎藤茂吉（歌人・精神医学者、医学部、文化勲章受章者）
- 阪田寛夫（小説家・詩人・童謡作詞家、文学部、芥川賞受賞者）
- 桜田常久（作家、文学部独文科、芥川賞受賞者）
- 笹川臨風（俳人・評論家、文学部国史）
- 佐々木基一（文芸評論家、文学部美学）
- 佐佐木信綱（歌人・国文学者、文学部、文化勲章受章者）
- 佐藤亜有子（小説家、文学部仏文科）
- 佐藤健志（評論家・小説家、教養学部）
- 佐藤得二（小説家、文学部哲学科、直木賞受賞者）
- 里見弴（小説家、文学部中退、文化勲章受章者）
- 佐怒賀正美（俳人・編集者、文学部仏文科）
- 佐野洋（推理作家、文学部心理学）
- 志賀直哉（小説家、文学部国文科中退、文化勲章受章者）
- 柴田翔（小説家・独文学者、文学部独文科、芥川賞受賞者）
- 澁澤龍彦（作家・評論家、文学部仏文科）
- 渋澤怜（詩人・小説家、文学部）
- 霜多正次（作家、文学部英文科）
- 庄司薫（作家、法学部、芥川賞受賞者）
- 鈴木三重吉（児童文学者・小説家、文学部英文科）
- 芹沢光治良（小説家、経済学部）
- 宗左近（詩人・翻訳家、文学部哲学）

た行
- 高萩宏（演劇評論家、文学部）
- 高田宏治（脚本家）
- 高橋治（作家、文学部、直木賞受賞者）
- 高橋順子（詩人、文学部仏文科）
- 高橋英夫（文芸評論家・独文学者、文学部独文科）
- 高橋義孝（文芸評論家・独文学者、文学部独文科）
- 高見順（小説家、文学部英文科）
- 竹内泰宏（作家、文芸評論家）
- 竹内好（文芸評論家・中文学者、文学部中文科）
- 武田泰淳（小説家、文学部中文科中退）
- 武田麟太郎（小説家、文学部）
- 太宰治（小説家、文学部仏文科中退）
- 立原道造（詩人、工学部）
- 谷川雁（詩人・評論家、文学部社会学）
- 谷崎潤一郎（小説家、文学部国文科中退、文化勲章受章者）
- 谷山花猿（俳人・法政大学名誉教授、経済学部）
- 玉村豊男（エッセイスト・画家、文学部仏文科）
- 辻邦生（小説家、文学部仏文科）
- 辻井喬（詩人・小説家・実業家、経済学部）
- 辻堂ゆめ（小説家、法学部）
- 土屋文明（歌人・国文学者、文学部心理学、文化勲章受章者）
- 坪内逍遥（小説家・劇作家・評論家、文学部）
- 土井晩翠（詩人・英文学者、文学部英文科、文化勲章受章者）
- 遠丸立（文芸評論家、経済学部）
- 富安風生（俳人、法学部）
- 豊田三郎（小説家、文学部独文科）

な行
- 中井英夫（推理作家、文学部言語学）
- 中沢臨川（文芸評論家・電気工学者、工学部）
- 中野孝次（小説家・評論家・独文学者、文学部独文科）
- 中野重治（小説家・評論家・詩人、文学部独文科）
- 中野好夫（文芸評論家、文学部英文科）
- 中島敦（小説家、文学部国文科）
- 中島河太郎（文芸評論家）
- 那珂太郎（詩人、文学部国文科）
- 中村草田男（俳人、文学部独文科）
- 中村憲吉（歌人、経済学部）
- 中村真一郎（文芸評論家・小説家、文学部仏文科）
- 中村光夫（文芸評論家、文学部仏文科）
- 中村稔（詩人・評論家・弁護士、法学部）
- 長与善郎（作家、文学部英文科中退）
- 中村保男（翻訳家、文学部英文科）
- 夏石番矢（俳人、教養学部・総合文化研究科）
- 夏目漱石（小説家・英文学者、文学部英文科）
- 能町みね子（エッセイスト・ライター・イラストレーター・漫画家）
- 野田秀樹（劇作家・演出家・俳優、法学部中退）

は行
- 長谷川櫂（俳人・法学部）
- 橋本治（小説家・評論家、文学部国文科）
- 畑正憲（作家、理学部）
- 帚木蓬生（小説家・医師、文学部仏文科）
- 林房雄（小説家・文芸評論家、法学部中退）
- 半藤一利（作家、文学部国文科）
- 久板栄二郎（劇作家、文学部国文科）
- 日野啓三（小説家、文学部社会学、芥川賞受賞者）
- 平野謙（文芸評論家、文学部美学）
- 福沢武一（歌人・日本語学者、文学部）
- 福田恆存（劇作家・評論家・英文学者、文学部英文科）
- 文沢隆一（小説家、文学部哲学科）
- 福田善之（劇作家・演出家、文学部仏文科）
- 福永武彦（小説家、文学部仏文科）
- 藤沢桓夫（小説家、文学部国文科）
- 藤原伊織（小説家、文学部仏文科、直木賞受賞者）
- 藤原正彦（エッセイスト、理学部）
- 舟木重信（小説家・独文学者）
- 舟橋聖一（小説家・劇作家、文学部国文科）
- 古井由吉（小説家、文学部独文科、芥川賞受賞者）
- 星新一（小説家、農学部）
- 細谷不句（俳人・医師・医学博士、医学部）
- 堀辰雄（小説家、文学部国文科）
- 堀江敏幸（小説家、人文科学研究科、芥川賞受賞者）
- 本多秋五（文芸評論家、文学部国文科）

ま行
- 正岡子規（俳人、文学部国文科中退）
- 松浦寿輝（小説家・詩人・仏文学者、教養学部・人文科学研究科、芥川賞受賞者）
- 松本健一（評論家、経済学部）
- 丸谷才一（小説家・評論家、文学部英文科、芥川賞受賞者・文化勲章受章者）
- 萬造寺齊（歌人、小説家、文学部英文科）
- 三浦朱門（小説家、文学部言語学）
- 三島由紀夫（小説家・劇作家、法学部）
- 水原秋桜子（俳人・産科医、医学部）
- 宮本徳蔵（作家、文学部仏文科）
- 宮脇俊三（紀行作家、理学部地質学科中退・文学部西洋史学科卒業）
- 三好達治（詩人、文学部仏文科）
- 武者小路実篤（小説家・詩人・劇作家、文学部社会学中退、文化勲章受章者）
- 森鷗外（小説家・陸軍軍医、医学部）

や行
- 柳田邦男（ノンフィクション作家、経済学部）
- 山形浩生（評論家・翻訳家、工学部）
- 山口誓子（俳人、法学部）
- 山口青邨（俳人、工学部）
- 山田耕大（脚本家、経済学部）
- 山田美妙（小説家、大学予備門中退）
- 山本有三（劇作家・小説家、文学部独文科、文化勲章受章者）
- 吉田秀和（音楽評論家、文学部仏文科、文化勲章受章者）
- 吉原幸子（詩人、文学部仏文科）
- 吉行淳之介（小説家、文学部英文科中退、芥川賞受賞者）
- 米原万里（エッセイスト・通訳、人文科学研究科）

ら-わ行
- 隆慶一郎（歴史作家・脚本家、文学部仏文科）
- 若尾瀾水（俳人）
- 渡辺房男（作家、文学部仏文科）

### 漫画家
- 亜月裕（漫画家）
- 雁屋哲（漫画原作者）
- 砂（法学部、漫画家）
- 柳田理科雄（作家、漫画原作者、中退）
- 高遠るい（文学部、漫画家）
- 都丸尚史（文学部、漫画編集者）講談社モーニング元副編集長。
- 江上英樹（漫画編集者）
- 智弘カイ（文学部、漫画家）
- くろば・U (漫画家)

### 映画・映像
- すずきじゅんいち（映画監督：鈴木潤一）
- 佐藤雅彦（メディアクリエイター、CMプランナー、東京藝術大学教授）
- 高畑勲（アニメーション監督）
- 小川正和（アニメーションプロデューサー、サンライズ所属）
- 平山理志（アニメーションプロデューサー、サンライズ所属）
- 中村亮介（アニメーション監督）
- 櫻井圭記（アニメーション脚本家）
- 井坂聡（映画監督）
- 牛原虚彦（映画監督）
- 佐藤純彌（映画監督）
- 中島貞夫（映画監督、大阪芸術大学学科長）
- 中田秀夫（映画監督）
- 中原俊（映画監督）
- 長島一由（映画監督、フジテレビディレクター、逗子市長、衆議院議員、リクルート編集長）
- 那須博之（映画監督）
- 長谷川和彦（映画監督）
- はづき藍（映画監督）
- 平山亨（映画監督、テレビプロデューサー）
- 藤田敏八（映画監督、俳優）
- 降旗康男（映画監督）
- 増村保造（映画監督）
- 山田洋次（映画監督）
- 吉田喜重（映画監督）
- 想田和弘（映画監督）

### 音楽
- 入野義朗（作曲家）
- UEBO（シンガーソングライター）
- 小椋佳（歌手、元第一勧業銀行行員）
- 小沢健二（ミュージシャン）
- 加藤登紀子（歌手）
- キタニタツヤ（シンガーソングライター）
- グローバー（ミュージシャン）
- 柴田南雄（作曲家）
- すぎやまこういち（作曲家）
- 鈴木重子（歌手）
- STUTS（トラックメイカー、音楽プロデューサー）
- 角野隼斗（ピアニスト）
- 園田涼（ミュージシャン・作曲家）
- 谷口尚久（作詞家・作曲家・編曲家）
- 中島さち子（ジャズピアニスト）
- 新実徳英（作曲家）
- 長谷部徹（作曲家・編曲家、ベーシスト）
- 早川大地（ミュージシャン）
- 別宮貞雄（作曲家）
- 三木鶏郎（作曲家）
- 三善晃（作曲家）
- 諸井三郎（作曲家）
- 山森大輔（ロックバンドROCK'A'TRENCHのボーカル・ギター）
- 渡辺宙明（作曲家）
- wowaka（ミュージシャン、ロックバンドヒトリエの元ボーカル・ギター）

### 俳優・声優
- 天本英世（俳優、中退）
- 池上翔馬（俳優）
- 太田裕二（俳優）
- 香川照之（俳優、歌舞伎役者）
- 神田隆（俳優）
- 菊川怜（女優、タレント）
- 佐々木望（声優）
- 佐藤英夫（俳優）
- 菅佐原英一（俳優）
- 髙田万由子（女優、タレント）
- 田口計（俳優、声優）
- 成田三樹夫（俳優、中退）
- 楠城華子（女優、歌手、モデル）
- 南原宏治（俳優、中退）
- 平田昭彦（俳優）
- 深森らえる（声優）
- 水谷駿（俳優、歌手、タレント）
- 本村健太郎（俳優、タレント、弁護士）
- 矢崎滋（俳優、落語家、中退）
- 山村聡（俳優、映画監督）
- 渡辺文雄（俳優）

### 芸能
- 秋田實（漫才作家）
- 安藤令奈（タレント）
- 伊沢拓司（クイズプレイヤー、QuizKnock代表）
- 薄井憲二（バレエダンサー、振付家、舞踊史研究家）
- ACE（モデル、MC、俳優、タレント）
- 加藤ゆり（タレント）
- 河村拓哉（クイズプレイヤー）
- 紀野紗良（タレント）
- 木村美紀（タレント）
- ぐたく（芸人、お笑いコンビ「バースデーパーティーズ」、中退）
- 桑名みどり（AV女優）
- こうちゃん （クイズプレイヤー）
- 河野玄斗（タレント、YouTuber）
- 河野ゆかり（クイズプレイヤー）
- 春風亭昇吉（落語家）
- 須貝駿貴（クイズプレイヤー）
- 砂川信哉（タレント、元クイズプレイヤー、YouTuber）
- 瀧口友里奈（タレント）
- ダースレイダー（ヒップホップミュージシャン）
- 堤章三（放送作家）
- 鶴崎修功（クイズプレイヤー）
- 寺村真希（グラビアアイドル）
- 能町みね子（エッセイスト、イラストレーター、ライター）
- 橋本侑樹（アイドルグループ元メンバー（アリス十番、仮面女子など）、渋谷区議会議員）
- 八田亜矢子（タレント）
- 林輝幸（クイズプレイヤー）
- 春野恵子（唐木恵子）（浪曲師)
- 東言（クイズプレイヤー）
- 日向大祐（マジシャン、塾講師）
- 藤本淳史（芸人、お笑いコンビ「田畑藤本」）
- 松江由紀子（タレント）
- 松本有紗（タレント、2017年度ミス東京大学）
- 三浦奈保子（タレント）
- 水上颯（クイズプレイヤー、医師）
- 森千晶（タレント）
- わたりとしお（ダンサー）

### 評論・ジャーナリズム
- 朝比奈豊（毎日新聞社会長）
- 阿部幸男（経営評論家）
- 新井直之（ジャーナリスト、ジャーナリズム研究者）
- 飯島正（映画評論家、翻訳家）
- 池田信夫（評論家）
- 池見哲司（朝日新聞社論説委員）
- 石黒克巳（元毎日新聞社専務、元JKA会長）
- 大越健介（ジャーナリスト　元NHK政治部記者、元ワシントン支局長）
- 大槻奈那（金融アナリスト、名古屋商科大学大学院教授）
- 大宅壮一（ジャーナリスト、評論家）
- 奥田教久（ジャーナリスト、元朝日新聞社論説委員、元朝日カルチャーセンター社長）
- 尾崎秀実（ジャーナリスト、中国研究家）
- 角間隆（ジャーナリスト）
- 葛城奈海（ジャーナリスト、元予備陸上自衛官）
- 金平茂紀（TBS報道記者、キャスター）
- 川崎泰資（元NHK記者、椙山女学園大学教授）
- 木内信胤（経済評論家）
- 木村剛（経済評論家）
- 工藤雪枝（ジャーナリスト）
- 久保哲朗（統計ジャーナリスト）
- 小室直樹（政治学者（大学院博士課程）、講師）
- 堺屋太一（経済評論家、小説家、元官僚、元経済企画庁長官、早稲田大学大学院教授）
- 佐渡島庸平（実業家、編集者、著作家、YouTuber）
- 杉尾秀哉（TBS報道局特別解説委員、キャスター）
- 田内学（金融トレーダー、金融教育家、作家）
- 高田元三郎（ジャーナリスト）
- 立花隆（評論家、ジャーナリスト）
- 玉木正之（中退、スポーツライター）
- 俵孝太郎（政治評論家）
- 千田善（ジャーナリスト、政治学者）
- 西部邁（批評家、秀明大学学頭）
- 信国一朗（元TBS報道局記者、現テレビユー福島代表取締役社長）
- 野元賢一（競馬評論家、日本経済新聞記者）
- 花森安治（編集者、生活雑誌『暮しの手帖』創刊者）
- 春名徹（ノンフィクション作家）
- 疋田智（TBS情報制作局プロデューサー、自転車ツーキニスト）
- 樋口恵子（評論家）
- 日高義樹（ジャーナリスト、ハドソン研究所首席研究員、元NHK職員）
- 平川清風（ジャーナリスト、大阪毎日新聞社編集主幹）
- 広瀬和生（音楽評論家）
- 福地誠（麻雀フリーライター）
- 藤原直哉（経済アナリスト、日本再生プログラム推進フォーラム理事長）
- 藤本由香里（編集者、漫画評論家）
- 双葉十三郎（映画評論家）
- 船橋洋一（ジャーナリスト、朝日新聞社編集委員）
- 室伏哲郎（評論家、ノンフィクション作家、中退）
- 森永卓郎（経済評論家、コメンテーター）
- 森本哲郎（評論家）
- 柳下毅一郎（翻訳家、映画評論家）
- 山川千秋（元フジテレビ報道記者、キャスター）
- 結城和香子（読売新聞編集委員）
- 鷲巣力（ジャーナリスト、経済学者）
- 和田俊（元朝日新聞論説委員）

### 放送
- 五十嵐文郎（テレビ朝日・ドラマプロデューサー）
- 井上弘（TBSHD・TBSテレビ代表取締役会長）
- 今木清志（元テレビ朝日・ドラマプロデューサー、西日本短期大学メディア・プロモーション学科教授、副学科長）
- 氏家夏彦（メディアコーディネーター、元TBSテレビ経営企画局長・コンテンツ事業局長・番組プロデューサー、元TBS関連会社代表取締役社長多数）
- 漆戸靖治（元日本テレビ放送網代表取締役副社長、現BS日本代表取締役相談役）
- 鴨下信一（元TBS常務取締役、ドラマ演出家）
- 久世光彦（元TBSディレクター、カノックス創業者）
- 河野雄平（日本テレビディレクター）
- 木月洋介（フジテレビディレクター、プロデューサー）
- 小牧次郎（元フジテレビプロデューサー、現スカパーJSAT執行役員常務）
- 坂井律子（NHKディレクター・プロデューサー、ノンフィクション作家）
- 佐藤智恵（元NHK、日本ユニシス株式会社取締役）
- 瀬戸口克陽（TBS・ドラマプロデューサー）
- 竹田靑滋（毎日放送テレビ・アニメプロデューサー、GAORA常務取締役）
- 竹之下寛次（元TBSディレクター、現ドリマックス・テレビジョンディレクター）
- 武居康仁（テレビ朝日プロデューサー）
- 田代冬彦（TBSHD執行役員、東通代表取締役社長）
- 都築忠彦（元日本テレビプロデューサー）
- 長島一由（元フジテレビディレクター、逗子市長、衆議院議員、映画監督）
- 橋本和明（日本テレビディレクター）
- 平山亨（元東映・テレビプロデューサー）
- 堀川とんこう（元TBS・テレビプロデューサー）
- 松尾紀明（ニッポン放送製作部ディレクター）
- 森實陽三（日本テレビプロデューサー）
- 柳井満（TBS・ドラマプロデューサー）
- 横澤彪（元フジテレビ・エグゼクティブプロデューサー、吉本興業相談役）
- 吉田正樹（元フジテレビ・プロデューサー、現ワタナベエンターテインメント代表取締役会長）
- 渡辺弘（日本テレビ取締役専務執行役員、元チーフプロデューサー）

### アナウンサー
- 揚原妃織（福井放送アナウンサー、2022年経済）
- 浅井理（NHKアナウンサー、2014年院農）
- 安宅晃樹（フジテレビアナウンサー、2017年院工）
- 網秀一郎 (NHKアナウンサー、2003年経済)
- 池田裕行（元TBSアナウンサー、現・TBS報道記者、1987年教養）
- 岩佐英治（NHKアナウンサー、1988年文）
- 磯貝初奈（フリーアナウンサー、気象予報士、元中京テレビアナウンサー、2016年工）
- 上野速人（NHKアナウンサー、1996年教育）
- 内多勝康（NHKアナウンサー、1986年教育）
- 大野義和（元FM横浜アナウンサー）
- 岡村仁美（TBSアナウンサー、報道記者、2005年教養）
- 小野文惠（NHKアナウンサー、1992年文）
- 喜入友浩（TBSアナウンサー、東大野球部出身初のアナウンサー、2017年教育）
- 草野仁（フリーキャスター、司会者、元NHKアナウンサー、1967年文）
- 黒崎めぐみ（NHKアナウンサー、1991年文）
- 児林大介（NHKアナウンサー、2006年工）
- 小正裕佳子（医療従事者、フリーアナウンサー、元NHKアナウンサー、2009年医 - 健康)
- 斉藤一也（テレビ東京アナウンサー、1992年経済）
- 佐々木恭子（フジテレビアナウンサー、1996年教養）
- 佐藤誠太（NHKアナウンサー、2009年法）
- 椎野茂（TBSアナウンサー、1984年教育）
- 篠原梨菜（TBSアナウンサー、元タレント、2019年法）
- 下村健一（フリーアナウンサー、市民メディアアドバイザー、元TBSアナウンサー・報道局記者、1985年法 - 第3類（政治））
- 島津有理子（NHKアナウンサー、1997年経済）
- 諸國沙代子（読売テレビアナウンサー）
- 膳場貴子（フリーアナウンサー、元NHKアナウンサー、1997年医）
- 高井真理子（元NHKアナウンサー、1992年法）
- 髙橋美鈴（NHKアナウンサー、1994年教育）
- 武隈光希（テレビ朝日アナウンサー、2022年文）
- 智田裕一（元フジテレビアナウンサー、現・フジテレビ経済部記者、1989年）
- 内藤勝人（元NHKアナウンサー、1966年）
- 内藤啓史（NHKアナウンサー、1977年文）
- 中丸徹（元テレビ朝日アナウンサー、現・テレビ朝日社会部記者、1999年）
- 中村昭治（元テレビ朝日・テレビ金沢アナウンサー、テレビ金沢在籍中に逝去、2005年教育）
- 中山果奈（NHKアナウンサー、2014年教養）
- 南雲穂波（名古屋テレビ放送アナウンサー、2019年院工 - 建築）
- 七尾藍佳（フリーキャスター・ラジオパーソナリティ）
- 西脇亨輔（元テレビ朝日アナウンサー、現在は弁護士、教養）
- 野村明大（読売テレビアナウンサー、1996年経済 - 経済）
- 芳賀健太郎（NHKアナウンサー、2004年経済）
- 箱崎みどり（ニッポン放送アナウンサー、2011年院総合文化）
- 藤井まどか（NHKアナウンサー、現：ラジオセンターディレクター、2007年経済）
- 藤本万梨乃（フジテレビアナウンサー、2019年医）
- 堀菜保子（NHKアナウンサー、2017年教育）
- 桝太一（日本テレビアナウンサー、2006年院農）
- 松富かおり（旧：有村かおり）（キャスター、作家、元TBSアナウンサー、1983年文）
- 宮川泰夫 (元NHKアナウンサー、1968年文 - 社会)
- 森田洋平（NHKアナウンサー、2003年教養 - 気象文化論）
- 矢崎智之（NHKアナウンサー、2017年院）
- 山田愛里（国連難民高等弁務官駐日事務所PI Associate 広報アソシエイト、元TBSアナウンサー、2013年院総合文化）
- 山本舞衣子（元日本テレビアナウンサー、2002年医 - 健康（編入学））
- 吉田尚記（ニッポン放送アナウンサー）
- 料治直矢（元TBSアナウンサー、報道記者、1959年文）
- 和久田麻由子（NHKアナウンサー、2011年経済 - 経済）
- 渡邊あゆみ（黒田あゆみ）（NHKアナウンサー、1982年教養 - イギリス科）

### スポーツ
- 明石顕（競歩選手）
- 井坂肇（元信濃グランセローズ、元高知ファイティングドッグス）
- 井手峻（東京大学運動会硬式野球部監督、元中日ドラゴンズ選手・コーチ・球団役員）
- 遠藤良平（元日本ハムファイターズ、北海道日本ハムファイターズGM補佐）
- 小川登喜男（登山家）
- 鹿子木健日子（バスケットボール選手、1936年ベルリンオリンピック日本代表）
- 香山蕃（東京大学運動会ラグビー部創設者、ラグビー日本代表初代監督、日本ラグビーフットボール協会第3代会長）
- 北村久寿雄（競泳選手、1932年ロサンゼルスオリンピック競泳男子1500m自由形金メダリスト）
- 喜熨斗勝史（名古屋グランパスコーチ、学術修士）
- 小林至（元千葉ロッテマリーンズ、元福岡ソフトバンクホークス取締役・執行役員球団統括副本部長）
- 近藤秀一（元長距離走選手）
- 佐々木卓（ボディビルダー）
- 田畑政治（水泳総監督、日本水泳連盟会長、日本オリンピック委員会委員長）
- 中村彰久（仙台89ERS代表取締役）
- 新治伸治（元大洋ホエールズ）
- 西薗良太（自転車ロードレース選手）
- 松家卓弘（元横浜ベイスターズ、元北海道日本ハムファイターズ）
- 松沢一鶴（競泳選手・監督、東京都教育委員会初代委員長）
- マッスル北村（中退、ボディビルダー）
- 三島弥彦（短距離走選手、日本初のオリンピック選手の1人）
- 久木田紳吾（元サッカー選手、東京大学初のJリーガー。ファジアーノ岡山、松本山雅FC、ザスパクサツ群馬）
- 宮台康平（元北海道日本ハムファイターズ、元東京ヤクルトスワローズ）
- 竜剛馬（プロレスラー、弁護士）
- 安井雅彦（自転車ロードレース選手）
- 湯川正夫（八幡製鐵ラグビー部創設者、日本ラグビーフットボール協会第4代会長）
- 岡田隆 (体育学者)（ボディビルダー、体育学者、日本体育大学教授）

### 広告
- 小竹海広（コピーライター、クリエイティブ・ディレクター）
- 澤本嘉光（電通CMプランナー）
- 清水幹太（クリエイティブ・ディレクター、法学部中退）
- 菅野薫（電通クリエイティブ・ディレクター）
- 谷山雅計（コピーライター）

### その他
- 相磯慥（宮中顧問官、医師）
- あきぴで（YouTuber）
- 秋山燿平（YouTuber）
- 荒川聡子（珍スポット愛好家、動物園愛好家、廃墟愛好家、デカ盛り愛好家、フリーライター、薬剤師）
- 井出洋介（プロ雀士）
- 上塚周平（ブラジル移民功労者）
- 梅森徹（勤労者退職金共済機構理事長、全国地方銀行協会常務理事、日本銀行名古屋支店長）[109]
- 大川裕太（大川隆法の三男）
- 片上大輔（将棋棋士）
- 笠井友貴（将棋の解説聞き手役。女流アマ名人、学生女流名人などのタイトルを獲得。女流プロ棋戦への参加歴もあり）
- 貴志喜四郎（大阪三品取引所常務理事、関東軍財務顧問）
- 木原直哉（ポーカー選手 2012年度世界選手権優勝者）
- 古賀茂明（官僚、経済産業省大臣官房付）
- 佐野学（社会運動家、早稲田大学教授）
- 須田鷹雄（競馬ライター）
- 須田良規（プロ雀士、漫画原作者）
- 瀧本哲史（エンジェル投資家、経営コンサルタント）
- 田中健一（クイズ作家、アメリカ横断ウルトラクイズ優勝者）
- 田渕雄夢（ルービックキューブ競技者）
- ときど（プロゲーマー）
- 永易至文（著述家、人権活動家）
- 中村鮎葉（ゲーマー）
- 村木風海（中退、タレント・発明家）
- 山口節生（ニューディールの会代表）
- 山本一成（プログラマ、コンピュータ将棋ソフト「Ponanza」開発者）
- 山本義正（山本五十六元帥長男）
- 湯浅誠（特定非営利活動法人もやい事務局長、内閣府参与）
- 米田まりな（整理収納アドバイザー、作家）

## 東京大学にゆかりのある人物
- ジョン・ミルン（東京帝国大学名誉教授、鉱山学、地質学）
- 鴨武彦（元法学部教授、国際政治学）
- 杉本大一郎（教養学部名誉教授、天体物理学）
- 箕作阮甫（蕃書調所首席教授）
- 古賀謹一郎（蕃書調所頭取であり設立の立役者）
- 小金丸幾久（元建築学科講師）